# Список померлих 2023 року
Це список енциклопедично значимих людей, що померли 2023 року, упорядкований за датою смерті. Під кожною датою розміщено перелік осіб в алфавітному порядку за прізвищем або псевдонімом. Тут також зазначено дати смерті значимих тварин та інших біологічних форм життя.

## Грудень

### 31 грудня
- Мелісса Госкінс, 32, австралійська велогонщиця; ДТП[1].
- Тер-Газарянц Георгій Арташесович, 100, радянський і російський політик та дипломат[2].

### 30 грудня
- Том Вілкінсон, 75, британський актор[3].
- Джон Пілджер, 84, австралійський журналіст, режисер, сценарист та громадський діяч[4].

### 29 грудня
- Кобзистий Віктор Володимирович, 44, український баскетболіст та тренер[5].

### 28 грудня
- Шахаруддін Абдулла, 75, малайзійський футболіст[6].
- Франсуа Браччі, 72, французький футболіст та тренер[7].
- Янович Ігор Анатолійович, 79, український художник[8].

### 27 грудня
- Арабов Юрій Миколайович, 69, радянський і російський письменник, поет, сценарист та педагог, Заслужений діяч мистецтв Росії (1999)[9].
- Ґастон Ґлок, 94, австрійський інженер, засновник збройної компанії GLOCK[10].

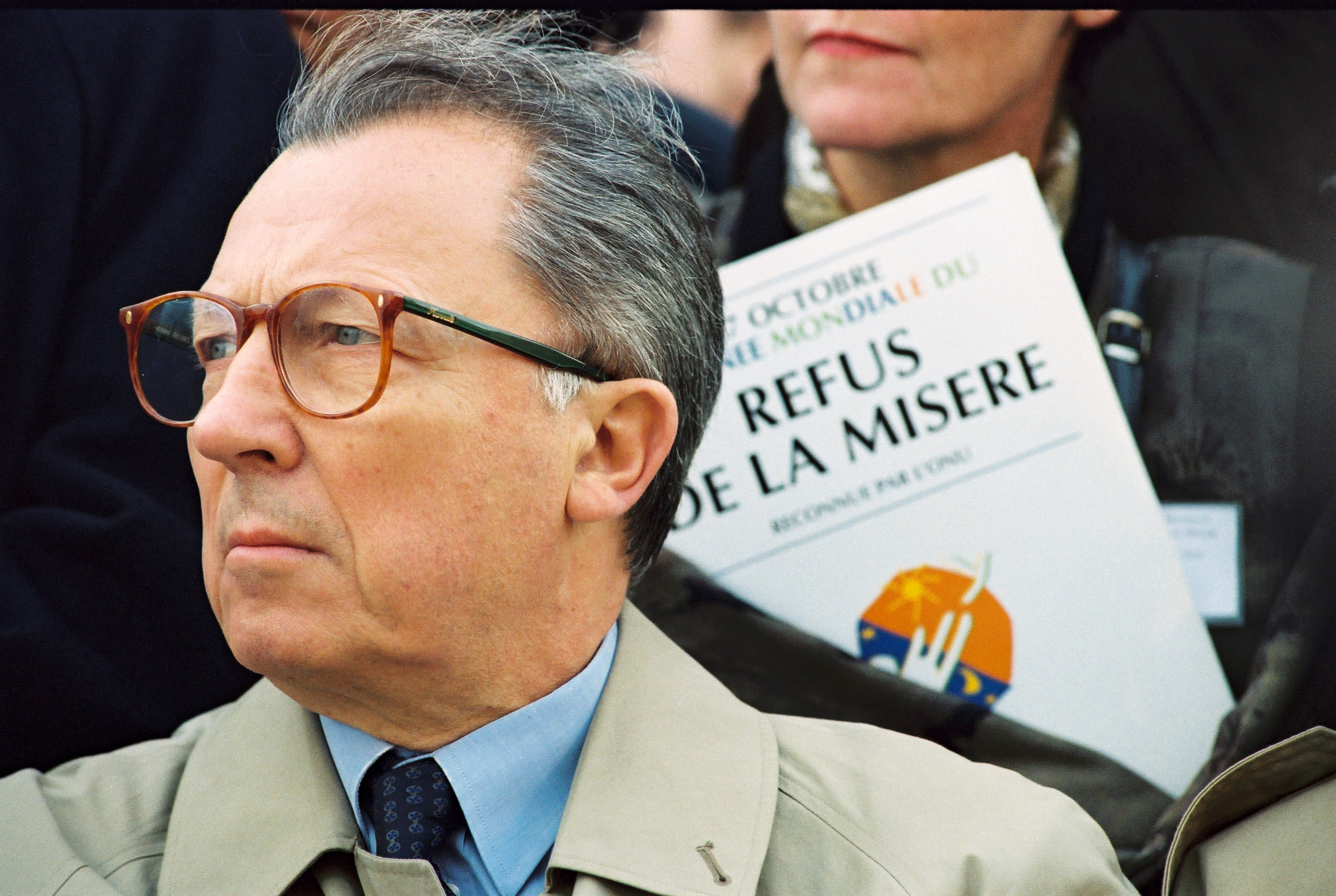
французький політик Жак Делор у 1993 році

- Жак Делор, 98, французький економіст та політик[11].
- Єфімов Анатолій Степанович, 84, радянський та російський політик.
- Герб Коль, 88, американський бізнесмен та політик[12].

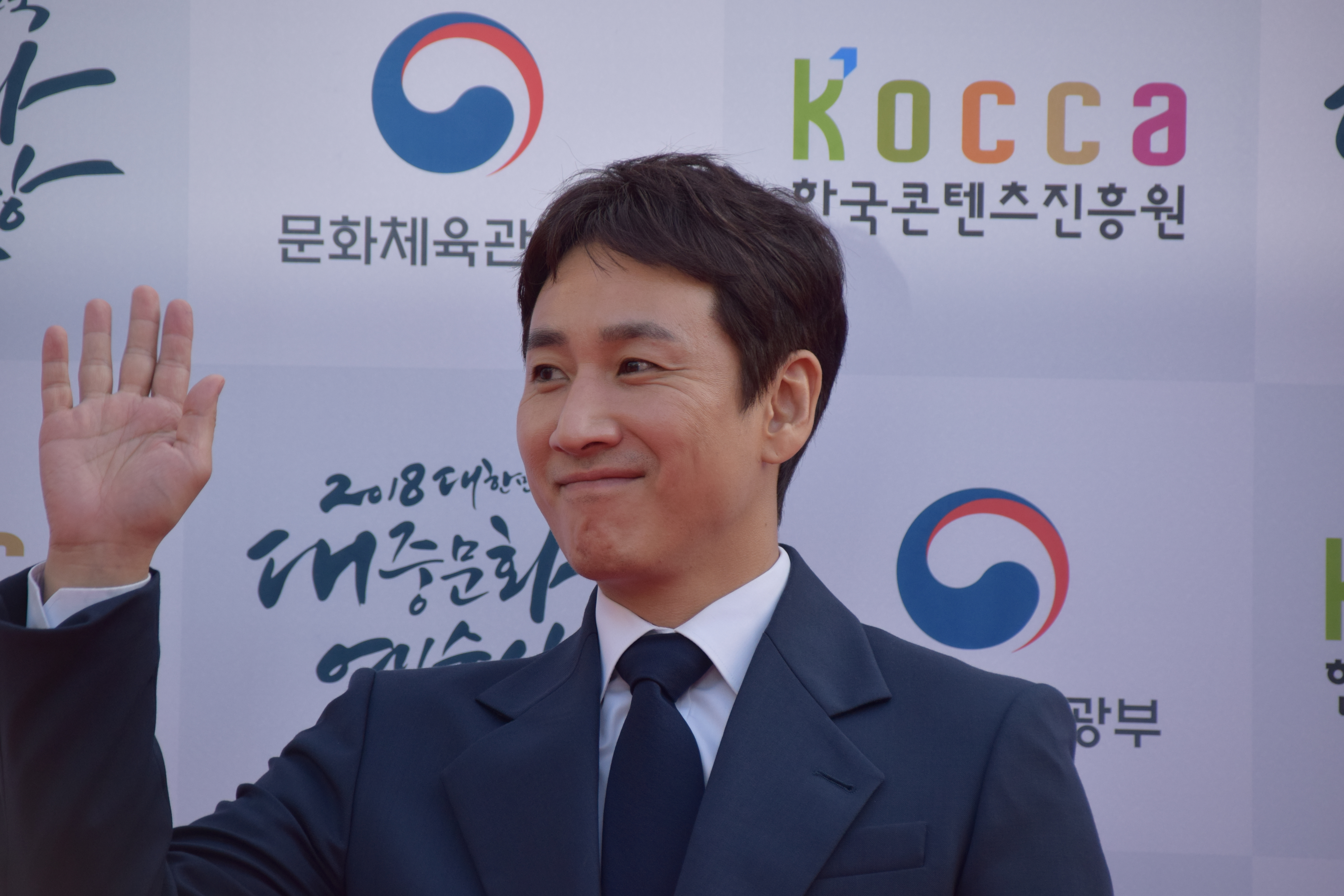
південнокорейський актор Лі Сон Гюн у 2018 році

- Лі Сон Гюн, 48, південнокорейський актор; самогубство[13].

### 26 грудня
- Вольфганг Шойбле, 81, німецький політик[14].

### 24 грудня
- Васіліс Каррас, 70, грецький співак[15].
- Давид Лібаї, 89, ізраїльський юрист та політик, міністр юстиції Ізраїлю (1992—1996), міністр внутрішніх справ Ізраїлю (1995)[16].

### 23 грудня
- Кажлаєв Мурад Магомедович, 92, радянський і російський композитор та педагог, Народний артист СРСР (1981)[17].
- Колесник Богдан Богданович, 36, український актор театру та кіно[18].
- Круцик Роман Миколайович, 78, український політик[19].
- Новак Роман, 24, український актор Київського Молодого театру[20].
- Ізабелла Цивінська, 88, польська політична діячка, режисер та кінокритик, міністр культури та мистецтв Польщі (1989—1991)[21].

### 22 грудня
- Ева Гаусерова, 69, чеська журналістка та письменниця[22].
- Мокровольський Олександр Миколайович, 77, радянський і український перекладач та журналіст[23].

### 21 грудня
- Роберт Солоу, 99, американський економіст та педагог, лауреат Нобелівської премії з економіки (1987)[24].
- Старобінський Олексій Олександрович, 75, радянський та російський фізик[25].

### 20 грудня
- Торбен Ульріх, 95, данський тенісист[26].

### 19 грудня
- Дідківський Володимир Олександрович, 70, український політик та агроном, Герой України (2002)[27].
- Боро Йованович, 84, хорватський тенісист[28].
- Бу Ларссон, 79, шведський футболіст; дата повідомлення про смерть[29].
- Рабінович Петро Мойсейович, 87, український юрист, філософ та педагог, Заслужений діяч науки і техніки України (2007)[30].
- Ганс Селандер, 78, шведський футболіст та тренер; дата повідомлення про смерть[31].

### 18 грудня
- Лобода Володимир Вікторович, 80, український художник, скульптор та поет[32].
- Нікола Падевський, 90, болгарський шахіст, гросмейстер (1964); дата повідомлення про смерть[33].
- Пейчев Дмитро Петрович, 80, молдавський художник і болгарський поет[34].
- Абдеррахім Уакілі, 53, марокканський футболіст[35].

### 17 грудня

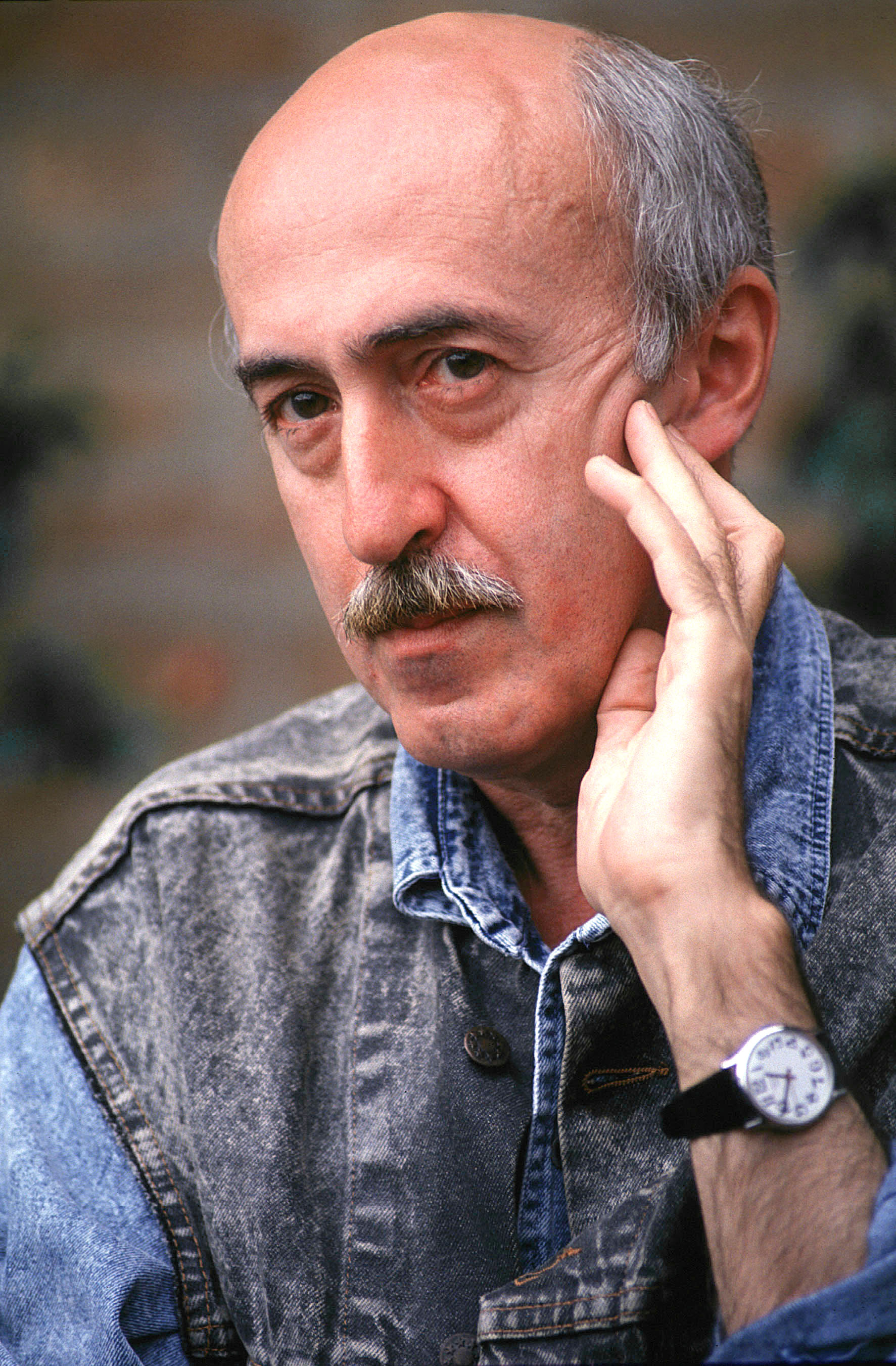
грузинський режисер Отар Іоселіані у 1989 році

- Іоселіані Отар Давидович, 89, радянський, грузинський і французький режисер, сценарист та актор, Народний артист Грузинської РСР (1984)[36].

### 16 грудня
- Роландо Гарбей, 76, кубинський боксер[37].
- Едер Тадей Євстахович, 80, радянський і український режисер та педагог, Заслужений працівник культури України (1993)[38].
- Зербіно Дмитро Деонисович, 97, радянський та український патолог, Заслужений діяч науки і техніки України (1988)[39].
- Карлус Ліра, 87, бразильський співак та композитор[40].
- Наваф аль-Ахмед аль-Джабер ас-Сабах, 86, емір Кувейту (2020—2023)[41].
- Антоніо Негрі, 90, італійський філософ та політик[42].

### 15 грудня
- Білокопитов Микола Григорович, 69, український сатирик та поет[43].
- Гі Маршан, 86, французький актор та співак[44].
- Тимченко Віктор Петрович, 93, радянський і український письменник та поет[45].

### 14 грудня
- Бойко Олексій Михайлович, 87, український поет-гуморист[46].
- Устенко Олександр Андрійович, 93, радянський і український економіст та політик[47].

### 13 грудня
- Араркцян Бабкен Гургенович, 79, вірменський політик[48].
- Роджер Макмеррін, 84, американський диригент та педагог[49].
- Процев'ят Марія Іванівна, 87, радянська і українська співачка (сопрано) та педагог, Народна артистка України (2020)[50].
- Розанова Марія Василівна, 93, російська письменниця[51].
- Соломаха Володимир Андрійович, 68, радянський і український ботанік та педагог[52].
- Антоніо Юліано, 80, італійський футболіст[53].

### 12 грудня
- Грушко Олена Арсенівна, 71, російська письменниця[54].
- Фуса Тацумі, 116, японська довгожителька[55].

### 11 грудня
- Андре Брауер, 61, американський актор[56].
- Кобрин Ігор Дмитрович, 72, український режисер, Заслужений діяч мистецтв України (2008)[57].
- Полін Обам-Нгема, 88, габонський політик, Прем'єр-міністр Габону (1994—1999)[58].

### 10 грудня
- Девід Дрейк, 78, американський письменник-фантаст[59].
- Павленко Андрій, український актор театру і кіно, режисер-документаліст, актор Київського академічного драматичного театру на Подолі[60]
- Похмурський Василь Іванович, 90, радянський та український матеріалознавець, Заслужений діяч науки і техніки України (1998)[61].
- Ширлі Енн Філд, 87, британська акторка[62].
- Шестопалов В'ячеслав Михайлович, 87, радянський і український гідрогеолог та еколог[63].

### 9 грудня
- Дерік Гросс-старший, 76, американський художник-ілюстратор та письменник[64].
- Таякіна Тетяна Олексіївна, 72, радянська та українська балерина та педагог, Народна артистка СРСР (1980)[65].

### 8 грудня
- Жак Дюкен, 83, бельгійський футболіст; дата повідомлення про смерть[66].
- Джек Мартін, 83, канадський хокеїст[67].

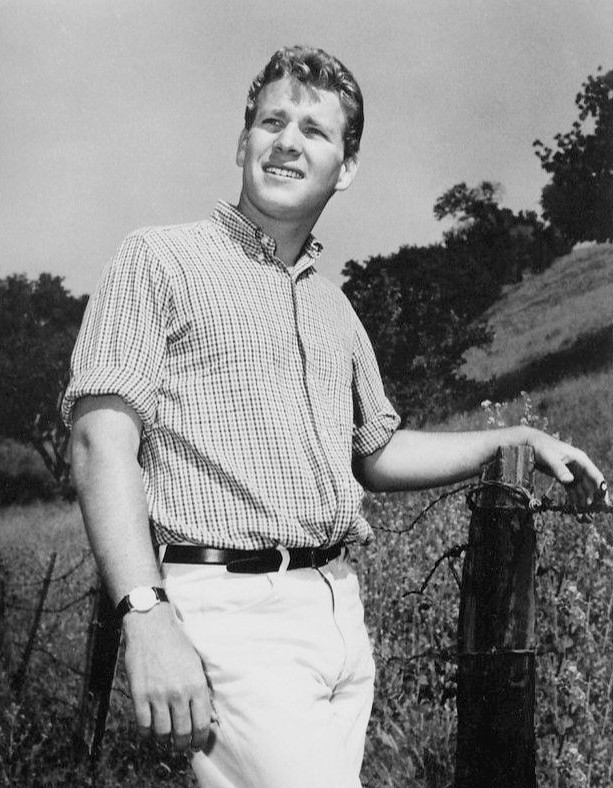
американський актор Раян О'Ніл у 1962 році

- Раян О'Ніл, 82, американський актор[68].

### 7 грудня
- Васкан Василь Васильович, 82, український поет, Заслужений працівник культури України (2006)[69].
- Золотоноша Лілія Анатоліївна, 60, українська поетеса[70].
- Кухарський Василь Анатолійович, 42, український актор[71].

### 6 грудня
- Жозеф Бернардо, 94, французький плавець[72].
- Бржозовська Людмила Генріхівна, 77, радянська і білоруська балерина та педагог, Народна артистка Білоруської РСР (1975)[73].
- Ноель Кінселла, 84, канадський політик й університетський викладач[74].
- Кива Ілля Володимирович, 46, український політик[75].
- Маріса Паван, 91, італійська акторка[76].

### 5 грудня
- Воїслав Говедариця, 82, сербсько-американський актор[77].
- Іскалієв Нажамеден Іксанович, 82, казахстанський політик та дипломат, посол Казахстану в Узбекистані (1994—1997) та Україні (1997—1999)[78].
- Надєждін Михайло Володимирович, 88, радянський та український художник[79].

### 4 грудня
- Йозеф Ваценовський, 86, чехословацький футболіст[80].
- Хуаніта Кастро, 90, американська політична активістка[81].
- Кета Лават, 94, мексиканська акторка[82].
- Савула Марія Михайлівна, 91, радянський та український лікар-фтизіатр[83].

### 3 грудня
- Вишниченко Валерій Георгійович, 74, казахстанський політик[84].
- Кустов Сергій Павлович, 77, радянський та український актор, Народний артист України (1991)[85].
- Доні Монардо, 60, індонезійський військовик, генерал-лейтенант[86].
- Якуба Савадого, 77, фермер з Буркіна-Фасо[87].
- Сандуляк Леонтій Іванович, 86, український політик та дипломат, посол України в Румунії (1992—1995)[88].

### 2 грудня
- Аміранашвілі Медея Петрівна, 93, радянська і грузинська співачка (сопрано) та педагог, Народна артистка СРСР (1976)[89].
- Конча Веласко, 84, іспанська акторка[90].

### 1 грудня
- Шломо Авінері, 90, ізраїльський політолог й історик політичної філософії[91].
- Сандра Дей О'Коннор, 93, американська політична діячка та юрист[92].

## Листопад

### 30 листопада
- Алістер Дарлінг, 70, британський політик[93].
- Шейн МакҐован, 65, ірландський співак[94].
- Маров Михайло Якович, 90, радянський та російський астроном[95].

### 29 листопада
- Венгринович Олександр Іванович, 84, український громадський активіст[96].
- Годований Роман Петрович, 33, український футболіст та військовик[97].
- Елліотт Ервітт, 95, американський фотограф[98].

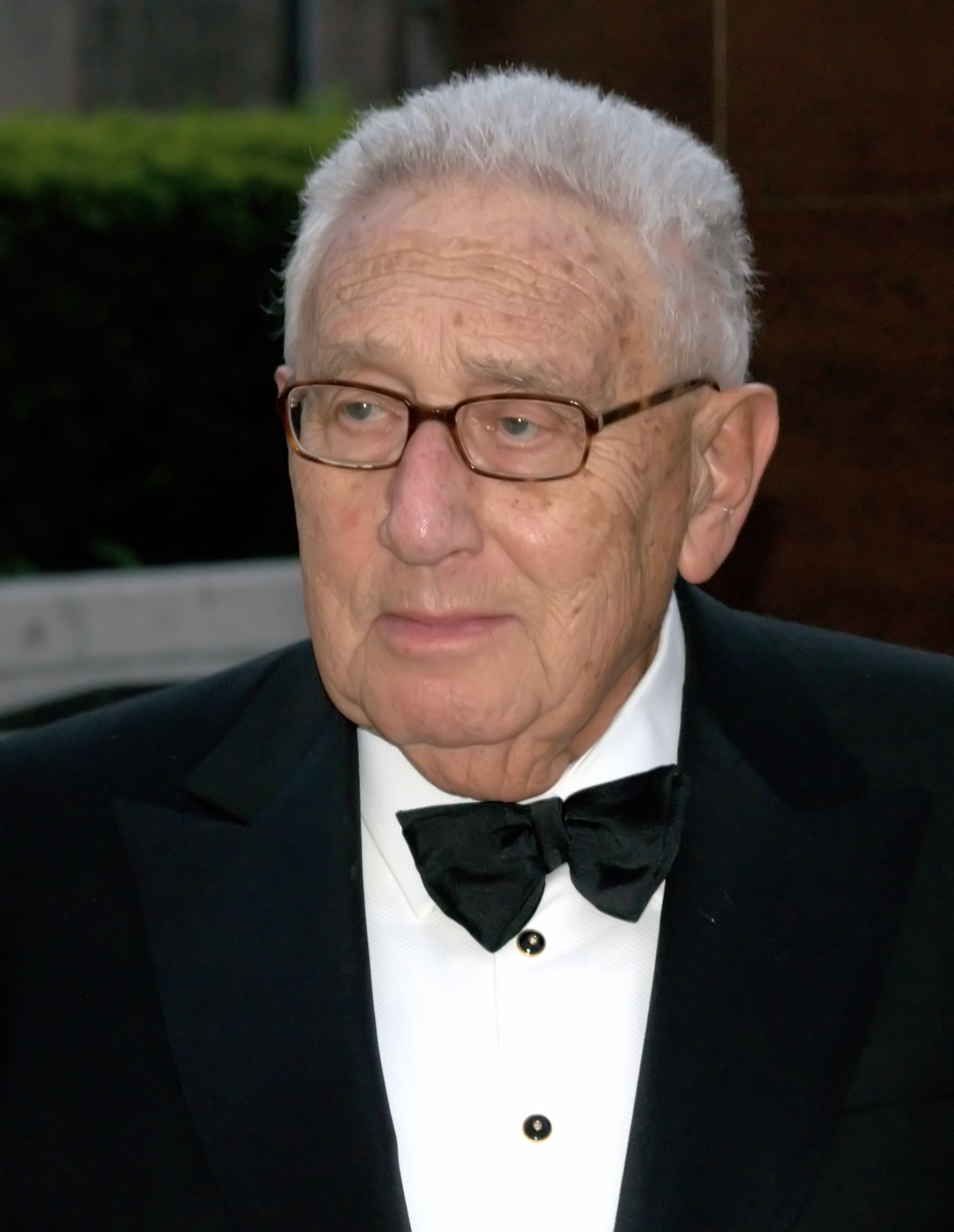
американський політик Генрі Кіссінджер у 2009 році

- Генрі Кіссінджер, 100, американський політик, дипломат та політолог, держсекретар США (1973—1977), лауреат Нобелівської премії миру (1973)[99].
- Шемякін Андрій Михайлович, 68, російський кінознавець, кінокритик та сценарист[100].

### 28 листопада
- Гелен Гальярд, 73, американська політична діячка[101].
- Завадський Володимир Васильович, 45, російський воєначальник, генерал-майор[102].
- Чарльз Мангер, 99, американський економіст та професійний інвестор[103].
- Річард Рідзе, 73, американський спортсмен (стрибки у воду)[104].
- Сесіл Сендфорд, 95, британський мотогонщик[105].

### 27 листопада
- Марія Бармич, 89, ненецький лінгвіст та педагог[106].
- Бочковський Сергій Станіславович, 57, голова ДСНС України (2014—2015)[107].
- Павел Гюлле, 66, польський письменник, журналіст та сценарист[108].
- Мері Луїз Клів, 76, американський астронавт[109].
- Коновалова Віолетта Омелянівна, 96, радянський і український криміналіст та педагог, Заслужений діяч науки і техніки України (1981)[110].

### 26 листопада
- Кевін Вокер, 64, британський музикант, гітарист гурту Killing Joke[111].
- Крикун Микола Григорович, 91, радянський і український історик та педагог[112].

### 25 листопада
- Террі Венейблз, 80, британський футболіст та тренер[113].
- Максименко Лілія Олександрівна, 61, українська письменниця[114].
- Рибачук Марина Василівна, 59, українська художниця[115].
- Стороженко Олег Володимирович, 51, радянський і український футболіст (голкіпер) та тренер[116].
- Шаповал Володимир Никифорович, 89, український радянський діяч[117].

### 24 листопада
- Пивоварова Марія Дмитрівна, 80, радянська та українська акторка, Заслужена артистка України (2002)[118].
- Пушкаш Ласло Ласлович, 82, український художник та католицький священник[119].

### 23 листопада
- Стів Юрчик, 61, американський інженер[120].

### 22 листопада
- Барбара Гашчакова, 43, словацька співачка[121].
- Еманюель Ле Руа Ладюрі, 94, французький історик та педагог[122].
- Лінда Саган, 83, американська художниця та письменниця[123].

### 21 листопада
- Крижанівський Олександр Володимирович, 66, радянський і український актор та режисер, Заслужений артист України (2018)[124].
- Циганкін Дмитро Васильович, 98, ерзянський лінгвіст[125].

### 20 листопада
- Бай Біб'яон Лігкаян Бігкай, ?, філіппінська активістка з захисту довколишнього середовища[126].
- Катерлі Ніна Семенівна, 89, російська письменниця[127].
- Сапанович Алла Василівна, 86, радянська та українська художниця по костюмах[128].
- Тулєєв Аман Гумірович, 79, російський політик[129].
- Джеймс Г. Феллон, 74, американський нейробіолог[130].

### 19 листопада
- Зелена Ганна Йонівна, 96, зв'язкова УПА[131].

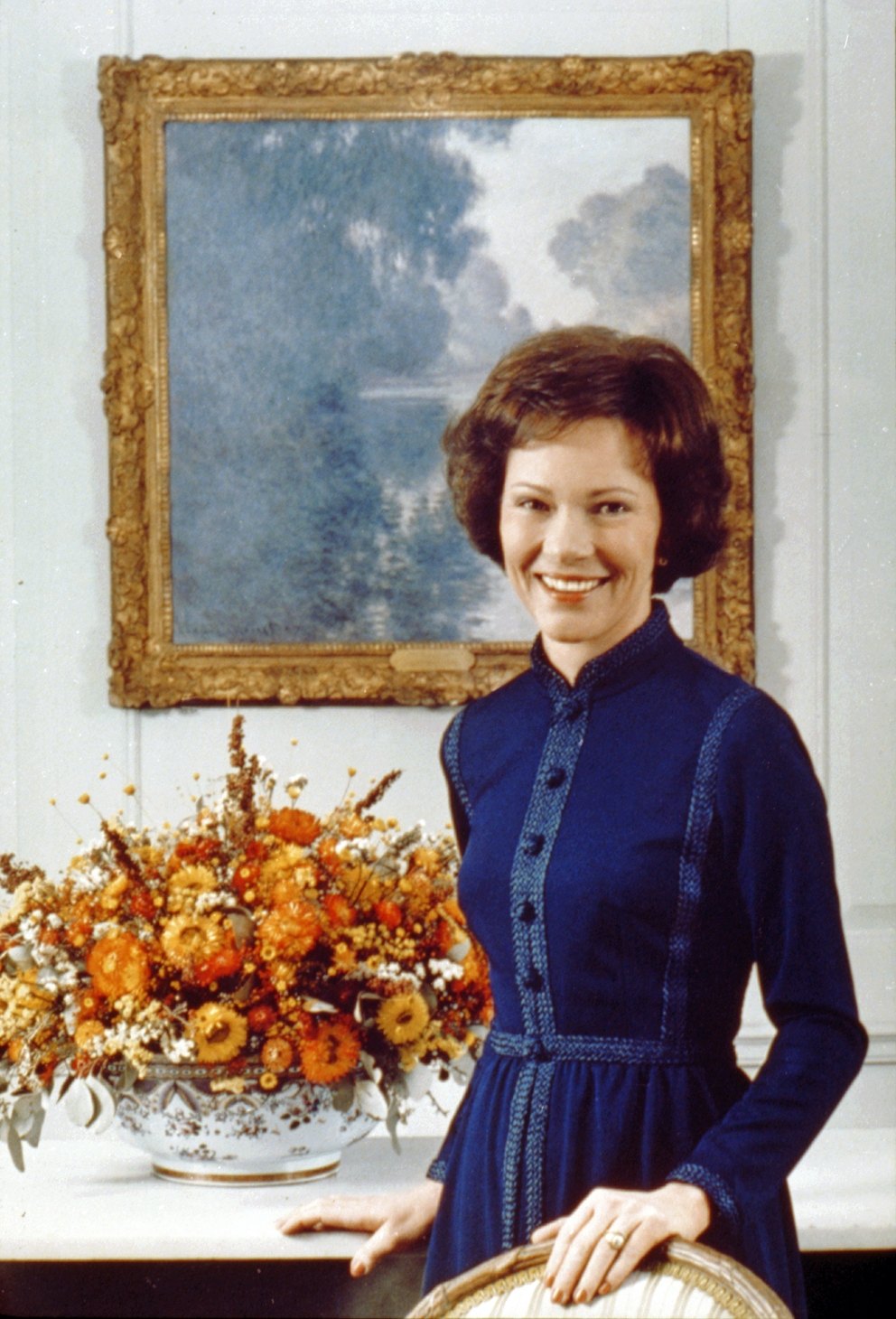
американська політична активістка Розалін Картер у 1977 році

- Розалін Картер, 96, американська політична активістка[132].
- Колетт Маз, 109, французька піаністка та музичний педагог[133].

### 18 листопада
- Бен Данн, 74, ірландський бізнесмен[134].
- Руд Гелс, 73, нідерландський футболіст; дата повідомлення про смерть[135].

### 17 листопада
- Геннінг Мунк Єнсен, 76, данський футболіст; дата повідомлення про смерть[136].
- Меньшов Олександр Володимирович, 46, український письменник, волонтер та військовик[137].

### 16 листопада
- Антонія Баєтт, 87, британська письменниця[138].
- Коршинський Іван Юрійович, 95, український хірург та політик[139].

### 15 листопада
- Дайсаку Ікеда, 95, японський філософ, письменник, політик та громадський діяч[140].
- Кльоц Микола Володимирович, 67, радянський і український футболіст та тренер[141].
- Стрижевський Володимир Сергійович, 70, радянський і український футболіст (голкіпер) та тренер[142].

### 13 листопада
- Майкл Бішоп, 78, американський письменник-фантаст[143].
- Шаталін Андрій Германович, 63, російський музикант[144].

### 12 листопада
- Альдо Бет, 74, італійський футболіст та тренер[145].
- Дон Волш, 92, американський океанолог[146].
- Рагім Гусейнов, 87, азербайджанський політик, Прем'єр-міністр Азербайджану (1992—1993)[147].
- Акгюн Качмаз, 88, турецький футболіст[148].
- Гелена Пілейчик, 92, польська ковзанярка[149].
- Садур Ніна Миколаївна, 75, російська письменниця[150].
- Роман Чехманек, 52, чеський хокеїст[151].

### 11 листопада
- Абдуллін Азат Хаматович, 92, башкирський письменник[152].

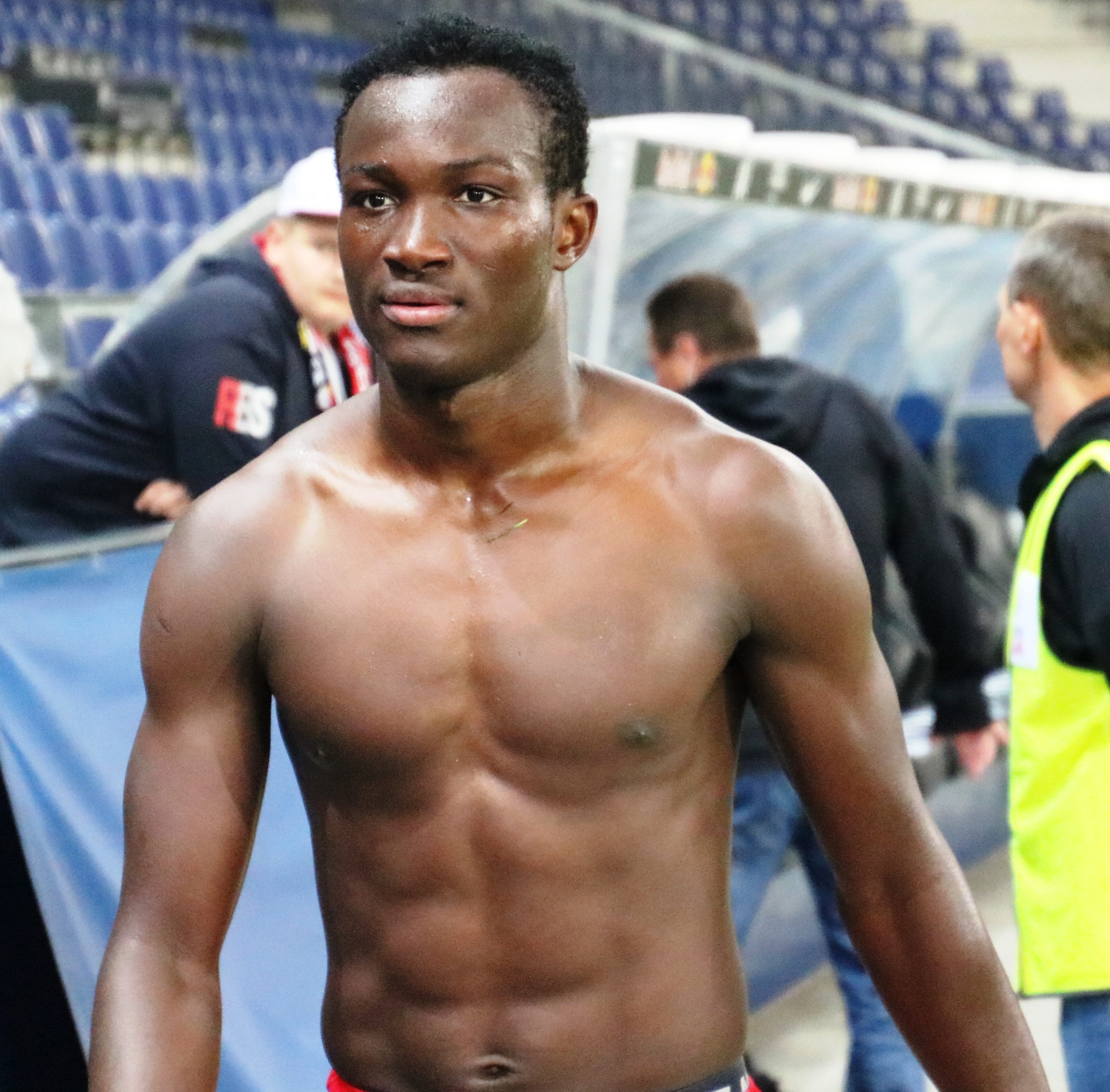
ганський футболіст Рафаель Двамена у 2016 році

- Рафаель Двамена, 28, ганський футболіст[153].
- Крамар Микола Федорович, 75, український журналіст та публіцист[154].
- Карел Шварценберг, 85, чеський політик та дипломат[155].

### 10 листопада
- Девід Гай Комптон, 93, британський письменник[156].
- Тімофті Михайло Василевич, 75, молдовський актор, режисер, музикант та педагог[157].
- Токарєва Лариса Дмитрівна, 76, радянський та український художник-постановник, Заслужений діяч мистецтв України (2012)[158].
- Спірос Фокас, 86, грецький актор[159].

### 9 листопада
- Малахатько Володимир Ілліч, 84, радянський і український тренер з шахів та важкої атлетики.
- Мостовий Володимир Павлович, 76, радянський та український журналіст, головний редактор газети «Дзеркало тижня» (1994—2010)[160].
- Тарадій Володимир Кирилович, 83, радянський та український астроном[161].
- Джон Тубі, 71, американський антрополог[162].

### 8 листопада
- Пономарьова Валентина Леонідівна, 90, радянська льотчиця[163].

### 7 листопада
- Френк Борман, 95, американський астронавт[164].
- Симон Зі, 87, американський інженер[165].
- Федеріко Саккі, 87, аргентинський футболіст та тренер[166].
- Дітгельм Фернер, 82, німецький футболіст та тренер[167].
- Халимоненко Григорій Іванович, 82, радянський і український тюрколог, перекладач та педагог[168].

### 6 листопада
- Антоні Марті Петіт, 60, андоррський політик, Прем'єр-міністр Андорри (2011—2019)[169].

### 4 листопада
- Мері Вілліс Волкер, 81, американська письменниця детективного жанру[170].

### 3 листопада
- Архипчук Сергій Володимирович, 62, український режисер, Заслужений діяч мистецтв України (2009)[171].
- Давидюк Тарас Дмитрович, 37, український журналіст, громадський активіст та військовик[172].
- Шмуклер Валерій Самуїлович, 77, радянський та український науковець, фахівець у галузі будівництва, Заслужений діяч науки і техніки України (2015)[173].

### 2 листопада
- Волтер Девіс, 69, американський баскетболіст[174].
- Анрі Лопес, 86, конголезький письменник та політик, Прем'єр-міністр Республіки Конго (1973—1975)[175].
- Темірканов Юрій Хатуєвич, 84, радянський і російський диригент та педагог, Народний артист СРСР (1981)[176].

### 1 листопада
- Аді Баркан, 39, американський юрист та політичний активіст[177].
- Васянович Анатолій Семенович, 80, радянський і український телеведучий та диктор[178].
- Адріана Лаффан, 63, мексиканська акторка[179].

## Жовтень

### 31 жовтня
- Кен Маттінглі, 87, американський астронавт[180].
- Протопопов Олег Олексійович, 91, радянський фігурист[181].
- Франков Артем Вадимович, 53, український спортивний журналіст[182].

### 30 жовтня
- Іштван Пастор, 67, сербський політик[183].

### 28 жовтня
- Цезарій Ольшевський, 42, польський танцюрист[184].
- Метью Перрі, 54, американський актор[185].
- Попов Володимир Олександрович, 99, радянський та російський художник[186].

### 27 жовтня
- Евальд Вальх, 83, австрійський саночник[187].
- Гайдамака Анатолій Васильович, 84, радянський та український художник[188].
- Лі Кецян, 68, китайський політик, Прем'єр Держради КНР (2013—2023)[189].
- Маматов Віктор Федорович, 86, радянський біатлоніст[190].

### 26 жовтня
- Приймак Павло Іванович, 55, український співак (тенор), Заслужений артист України (2005); ДТП[191].
- Ед Сендфорд, 95, канадський хокеїст[192].
- Бінго Сміт, 69, американський баскетболіст[192].
- Сулима Микола Матвійович, 76, радянський і український літературознавець та педагог[193].

### 25 жовтня
- Андерль Мольтерер, 92, австрійський гірськолижник[194].
- Онищенко Сергій Іванович, 69, український воєначальник, генерал-полковник авіації[195].
- Ванда Пултавська, 102, польський психіатр[196].

### 24 жовтня
- Ганс Альберт, 102, німецький філософ, соціолог та педагог[197].
- Нільс Гольст-Серенсен, 100, данський легкоатлет[198].
- Річард Раундтрі, 81, американський актор[199].
- Рибальченко Олена Павлівна, 94, радянська та українська художниця[200].

### 23 жовтня
- Тенгіз Арчвадзе, 91, радянський та грузинський актор, Народний артист Грузинської РСР (1979)[201].

### 22 жовтня
- Рейно Бер'єссон, 94, шведський футболіст[202].
- Димитрій (Грольос), 84, ієрарх Константинопольської православної церкви, митрополит Метрійський і Афірський (2020—2023)[203].
- Завгородня Тетяна Костянтинівна, 74, український педагог, Заслужений діяч науки і техніки України (2018)[204].
- Кулик Олександр Михайлович, 65, український політик та громадський діяч.

### 21 жовтня
- Борсук Олександр Федорович, 65, радянський і український актор та режисер[205].

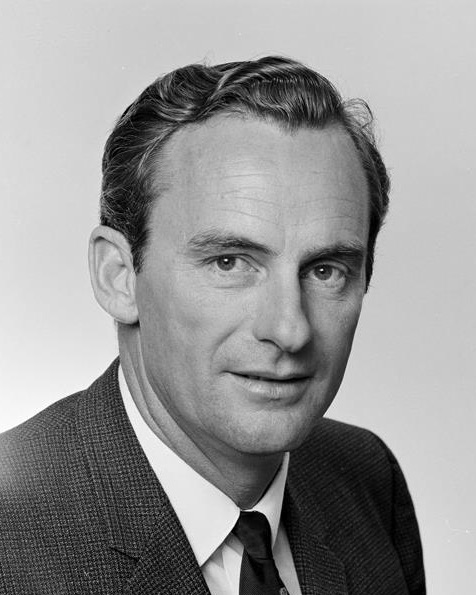
австралійський політик Вільям Гейден у 1971 році

- Вільям Джордж Гейден, 90, австралійський політик, генерал-губернатор Австралії (1989—1996), міністр закордонних справ Австралії (1983—1988)[206].
- Боббі Чарлтон, 86, британський футболіст та тренер[207].
- Бобі, 31, пес породи португальський сторожовий, який потрапив до Книги рекордів Гіннеса як найстаріший собака у світі[208].

### 20 жовтня
- Разіль Валієв, 76, російський політик, татарський письменник та поет[209].
- Гіба Абу Нада, 32, палестинська письменниця[210].
- Дональд Анґус Камерон, 77, шотландський аристократ, 27-й вождь клану Камерон з Лохіла (2004—2023), лорд-лейтенант Інвернесса (2002—2021)[211].
- Кузьменко Олексій Дмитрович, 73, радянський і український художник та педагог, Заслужений працівник культури України (2019)[212].
- Пекло Олександр Михайлович, 70, радянський і український зоолог, еколог та орнітолог[213].
- Пила Василь Іванович, 91, радянський та український економіст, Заслужений діяч науки і техніки України (2021)[214].
- Топчієв Олександр Григорович, 84, радянський і український географ та педагог, Заслужений діяч науки і техніки України (2005)[215].

### 19 жовтня
- Гап'як Іван Григорович, 73, український художник[216].
- Гладков Сергій Ігорович, 60, український клоун, актор та сценарист[217].
- Гайні Месснер, 84, австрійський гірськолижник; дата повідомлення про смерть[218].
- Рєзцова Анфіса Анатоліївна, 58, російська біатлоністка та лижниця[219].
- Сакурай Ацуші, 57, японський музикант[220].

### 17 жовтня
- Захаров Василь Георгійович, 89, радянський партійний діяч, міністр культури СРСР (1986—1989)[221].
- Лиша Раїса Савеліївна, 82, українська поетеса та художниця[222].
- Мовчан Віра Серафимівна, 85, український філософ[223].
- Ораціо Ранкаті, 83, італійський футболіст та тренер[224].
- Сивохо Сергій Анатолійович, 54, український актор та телеведучий[225].
- Ющук Микола Дмитрович, 82, радянський та російський інфекціоніст[226].

### 16 жовтня
- Мартті Агтісаарі, 86, фінський політик та дипломат, Президент Фінляндії (1994—2000), лауреат Нобелівської премії миру (2008)[227].
- Гладков Геннадій Ігорович, 88, радянський та російський композитор, Народний артист Росії (2002)[228].
- Дімітріос Салахас, 84, ієрарх Грецької католицької церкви, екзарх Греції (2008—2016)[229].

### 15 жовтня
- Антропов Олег Петрович, 76, радянський і латвійський волейболіст та тренер[230].
- Джоанна Мерлін, 92, американська акторка[231].
- Сюзанна Сомерс, 76, американська акторка, письменниця та підприємниця[232].

### 14 жовтня
- Востряков Олександр Андрійович, 79, радянський і український співак (тенор) та педагог, Народний артист Української РСР (1991)[233].

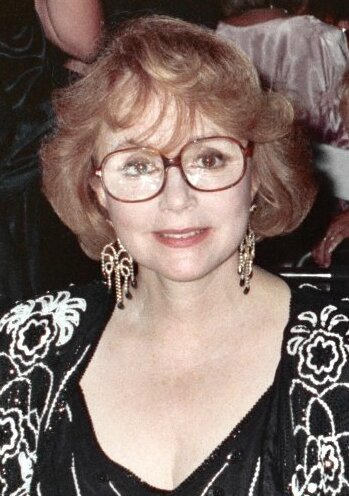
американська акторка Пайпер Лорі у 1990 році

- Пайпер Лорі, 91, американська акторка[234].
- Даріуш Мехрджуї, 83, іранський режисер та продюсер; вбивство[235].

### 13 жовтня
- Луїза Глюк, 80, американська поетеса, лауреат Нобелівської премії з літератури (2020)[236].
- Г'ю Расселл, 63, північноірландський боксер[237].
- Рейн Салурі, 84, естонський письменник та перекладач[238].

### 12 жовтня
- Бурбела Віктор Анастасійович, 75, радянський і український літературознавець та поет[239].
- Василишин Андрій Володимирович, 90, генерал внутрішньої служби України, міністр внутрішніх справ України (1990—1994)[240].
- Видиборець Станіслав Володимирович, 65, український гематолог[241].
- Луїс Гаравіто, 66, колумбійський серійний вбивця[242].
- Степан Заброварний, 94, польський економіст[243].

### 10 жовтня
- Балдаєв Христофор Фокійович, 96, радянський і російський біолог та педагог[244].
- Дзьоба Михайло Романович, 42, український громадський активіст та військовик[245].

### 9 жовтня
- Василенко Володимир Андрійович, 86, український дипломат, посол України у Великій Британії (1998—2002)[246].
- Ентоні Гікокс, 64, британський режисер, сценарист та продюсер[247].
- Голубович Михайло Васильович, 79, радянський та український актор, Народний артист Української РСР (1977)[248].
- Зайчук Борис Олександрович, 74, український педагог, політолог, економіст та дипломат, посол України в Чехії (2012—2016)[249].
- Морозенко Марія Миколаївна, 54, українська письменниця та поетеса[250].
- Панич Юліан Олександрович, 92, радянський і французький актор, режисер та сценарист[251].
- Петар Поробич, 66, чорногорський тренер з водного поло[252].
- Чарльз Фіні, 92, американський бізнесмен та філантроп[253].

### 8 жовтня
- Агнета Андерссон, 62, шведська веслувальниця[254].
- Баранов Віталій Анатолійович, 56, український військовик[255].
- Власенко Наталія Григорівна, 68, радянський і російський біолог та еколог[256].
- Гредескул Сергій Андрійович, 81, радянський та ізраїльський фізик[257].
- Гриценко Володимир Ілліч, 86, український інформатик[258].
- Альдо Косентіно, 75, французький боксер[259].

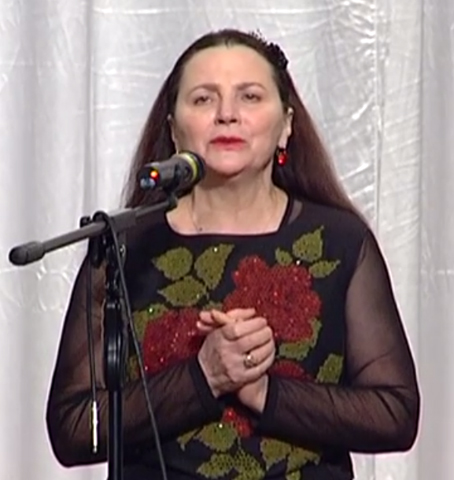
українська співачка Ніна Матвієнко у 2012 році

- Матвієнко Ніна Митрофанівна, 75, радянська і українська співачка та акторка, Народна артистка Української РСР (1985), Герой України (2006)[260].
- Ласло Шойом, 81, угорський юрист та політик, Президент Угорщини (2005—2010)[261].
- Берт Янг, 83, американський актор, письменник та художник[262].

### 7 жовтня
- Ліор Асулін, 43, ізраїльський футболіст[263].
- Маруф аль-Бахіт, 76, йорданський військовик, політик та дипломат, Прем'єр-міністр Йорданії (2005—2007, 2011)[264].
- Ерік Гриффін, 55, американський боксер[265].
- Офір Лібштейн, 49, ізраїльський політик[266].
- Пак Чон Хван, 85, південнокорейський футбольний тренер[267].
- Олдржих Пелчак, 79, чеський космонавт та інженер[267].
- Вівіан Сілвер, 74, канадсько-ізраїльська активістка за права жінок та мир[268].
- Йонатан Штейнберг, 42, ізраїльський військовик[269].

### 6 жовтня
- Агапітов Борис Дмитрович, 93, радянський мотогонщик[270].
- Джон Бір, 49, канадський веслувальник[271].
- Стеліос Фаїтакіс, 47, грецький художник[272].

### 5 жовтня
- Опанасюк Лариса Миколаївна, 60, український та російський юрист[273].

### 4 жовтня
- Макушина Інна Вікторівна, 89, радянський і український скульптор, художниця та педагог[274].
- Кольбаєв Камчібек Асанбекович, 49, киргизстанський злочинець[275].
- Фіалко Валерій Олексійович, 72, український театрознавець та педагог, Заслужений діяч мистецтв України (2004)[276].

### 3 жовтня
- Мірча Євген Бурада, 77, румунський письменник та сценарист[277].
- Куцан Андрій Володимирович, 89, український громадський активіст[278].
- Рубаненко Леонід Іванович, 66, український економіст та громадський діяч[279].

### 2 жовтня
- Голубенко Валентин Олексійович, 82, радянський та російський актор, Заслужений артист Росії (2002)[280].
- Френсіс Лі, 79, британський футболіст[281].
- Лопатіна Зоя Яківна, 91, радянська господарська діячка, Герой Соціалістичної Праці (1973); дата повідомлення про смерть[282].
- Хісамітдінова Фірдаус Гільмітдінівна, 73, російський лінгвіст та педагог[283].
- Еліс Шалві, 96, ізраїльський филолог-англіст і громадська діячка[284].

### 1 жовтня
- Ларс Арнессон, 87, шведський футболіст та тренер[285].
- Френк Макдугалл, 65, шотландський футболіст[286].
- Патриція Янечкова, 25, словацька співачка (сопрано)[287].

## Вересень

### 30 вересня
- Верес Андрій Миколайович, 67, український хоровий диригент, Народний артист України (2009)[288].
- Коняєв Віталій Анатолійович, 86, радянський та російський актор, Народний артист Росії (1998)[289].
- Майкл Френсіс Флінн, 76, американський письменник та статистик[290].

### 29 вересня
- Кириленко Іван Іванович, 92, радянський та російський господарський діяч.

### 28 вересня
- Добролюбський Андрій Олегович, 74, радянський та український археолог[291].
- Друце Йон Пантелійович, 95, молдовський письменник та драматург[292].
- Ганіра Пашаєва, 48, азербайджанська громадсько-політична діячка та письменниця[293].
- Даян Файнштайн, 90, американська політична діячка[294].

### 27 вересня
- Олекса Гайворонський, 49, український історик, письменник та телеведучий[295].

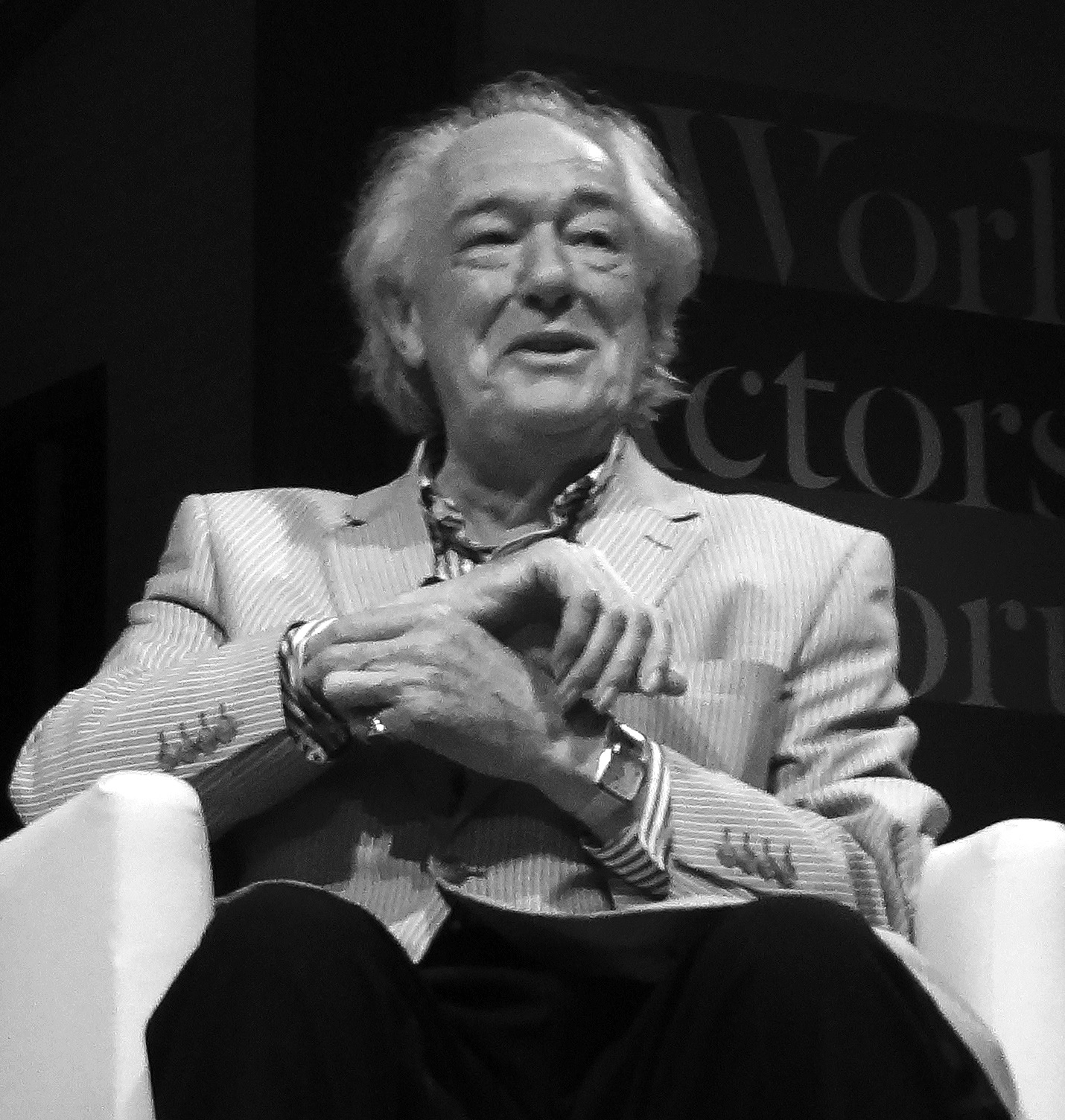
британський актор Майкл Гембон у 2013 році

- Майкл Гембон, 82, британський актор[296].
- Коман Володимир Михайлович, 59, радянський та угорський футболіст[297].
- Джим Форрест, 79, шотландський футболіст[298].

### 26 вересня
- Кондратевський Сергій Михайлович, 58, український політик[299].
- Рабенчук Володимир Семенович, 79, український письменник[300].

### 25 вересня
- Іванчук Андрій Володимирович, 50, український політик[301].
- Маттео Мессіна Денаро, 61, італійський злочинець[302].
- Радиш Богдан Ілліч, 88, український поет та письменник[303].
- Рибак Степан Йосипович, 75, радянський і український футболіст та тренер[304].
- Федір Хербут, 91, сербський фізик[305].
- Ясін Євген Григорович, 89, радянський та російський економіст, міністр економіки Росії (1994—1997)[306].

### 24 вересня
- Беленко Віктор Іванович, 76, радянський льотчик-перебіжчик[307].
- Дорохович Антонелла Миколаївна, 89, радянський та український науковець у галузі харчових технологій[308].
- Риб'янцева Інна Павлівна, ?, радянський та український бібліотекознавець, Заслужений працівник культури України[309].
- Фещенко Василь Іванович, 79, український скульптор[310].
- Хмельницький Володимир Ілліч, 80, радянський і український режисер та сценарист, Заслужений діяч мистецтв України (2003)[311].

### 23 вересня
- Бєсєднова Наталія Миколаївна, 88, радянський і російський мікробіолог та імунолог[312].
- Гнідець Богдан Григорович, 93, український науковець та педагог[313].
- Кузьменко Ольга Михайлівна, 76, українська письменниця та педагог[314].

### 22 вересня
- Джованні Лодетті, 81, італійський футболіст[315].
- Америку Лопіш, 90, португальський футболіст[316].
- Джорджо Наполітано, 98, італійський політик, Президент Італії (2006—2015)[317].
- Бернардіно Фаббіан, 73, італійський футболіст[318].

### 21 вересня
- Валевска Олівейра, 43, бразильська волейболістка[319].
- Еухенія Вітері, 95, еквадорська письменниця[320].
- Стасюк Михайло Миколайович, 91, український письменник[321].

### 20 вересня
- Оділон Полленіс, 80, бельгійський футболіст[322].
- Рут Фукс, 76, німецька легкоатлетка[323].

### 19 вересня
- Башкиров Сергій Геннадійович, 64, радянський і український футболіст та тренер[324].
- Кірсенко Михайло Володимирович, 78, радянський і український історик та педагог, Заслужений діяч науки і техніки України (2019)[325].

### 18 вересня

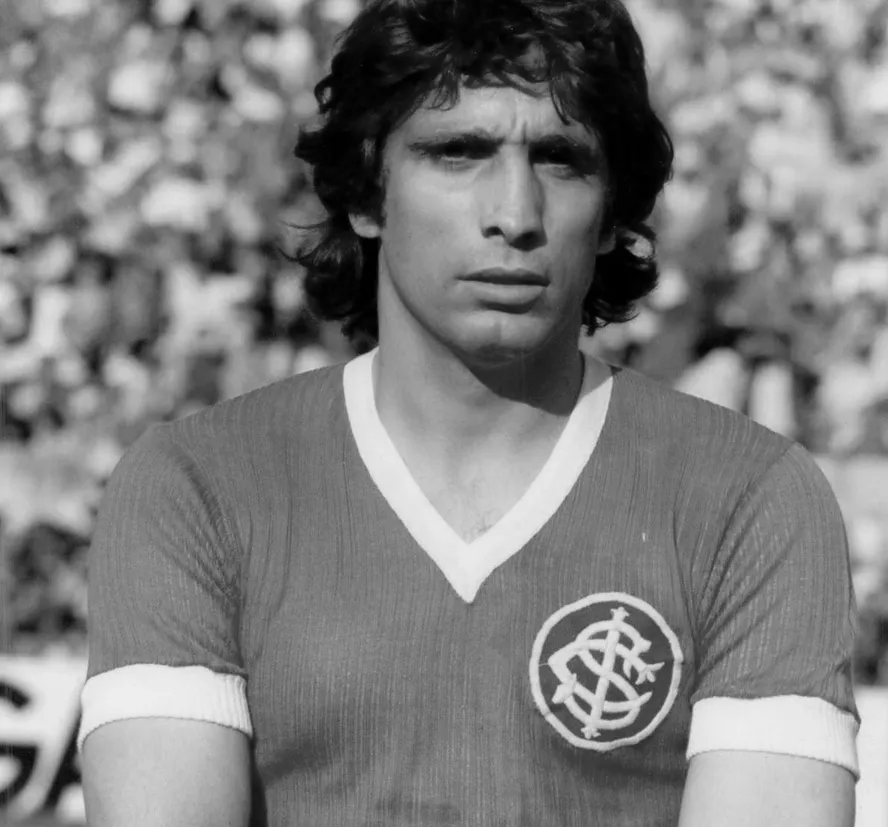
бразильський футболіст Маріньйо Перес у 1976 році

- Маріньйо Перес, 76, бразильський футболіст та тренер[326].

### 17 вересня
- Лагута Геннадій Миколайович, 49, український політик[327].

### 16 вересня
- Безруков Владислав Вікторович, 83, радянський і український лікар-геронтолог, фізіолог та художник, Заслужений діяч науки і техніки України (1998)[328].
- Добронравов Микола Миколайович, 94, радянський і російський поет та драматург[329].
- Кузнецова Інна Станіславівна, 52, українська журналістка[330].
- Абдул Аті аль-Обейді, 83, лівійський політик, Прем'єр-міністр Лівії (1977—1979)[331].
- Ревуцький Микола Анатолійович, 35, український футболіст[332].

### 15 вересня
- Бондарчук Іван Миколайович, 79, український політик[333][334].
- Фернандо Ботеро, 91, колумбійський художник та скульптор[335].
- Грішечкін В'ячеслав Германович, 61, радянський і російський актор, режисер та педагог, Заслужений артист Росії (1994)[336].
- Бурхан Саргин, 94, турецький футболіст[337].

### 14 вересня
- Возняк Дмитро Костянтинович, 84, український геолог[338].
- Денисов Володимир Наумович, 85, радянський і український правознавець та педагог, Заслужений діяч науки і техніки України (1999)[339].
- Поп Іван Іванович, 85, радянський і український історик-славіст та публіцист[340].
- Лош Ферклот, 95, американський політик[341].

### 13 вересня
- Кузьменко Олександр Федорович, 75, радянський та український актор, Народний артист України (2016)[342].
- Йоланда де Лінь, 100, бельгійська принцеса[343].
- Равкіна Поліна Іванівна, 100, радянська господарська діячка, Герой Соціалістичної Праці (1949)[344].
- Снєгур Мірча Іванович, 83, молдовський політик, Президент Молдови (1990—1997)[345].

### 12 вересня
- Брендон Гантер, 42, американський баскетболіст[346].
- Домінік Колонна, 95, французький футболіст (голкіпер) та тренер[347].

### 11 вересня
- Кобилякова Антоніна Георгіївна, 76, український педагог, Заслужений працівник освіти України (2002)[348].
- Мачехін Юрій Павлович, 74, український науковець, фахівець у галузі лазерної техніки[349].

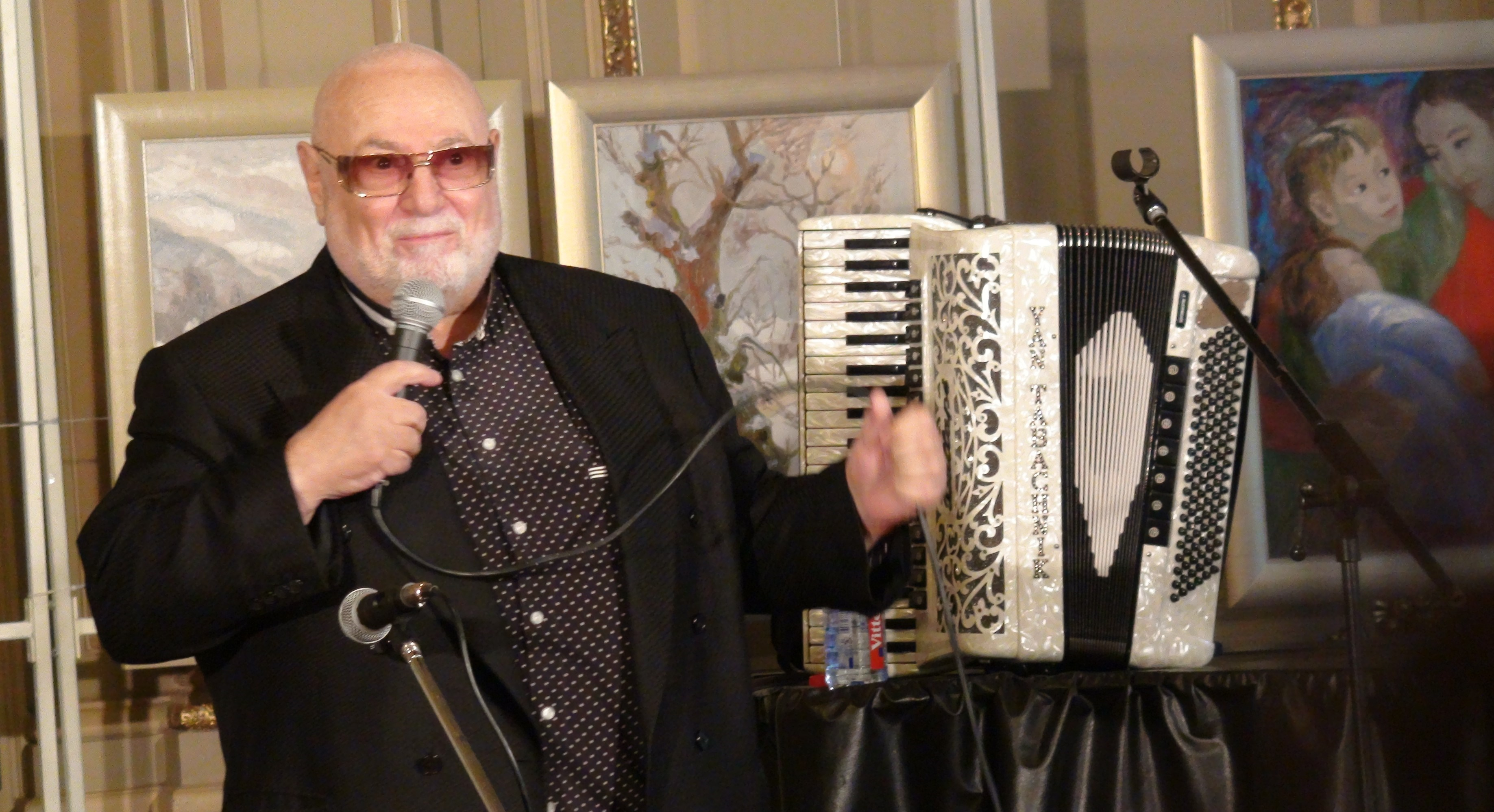
український музикант та політик Ян Табачник у 2013 році

- Ян Табачник, 78, радянський і український музикант та політик, Народний артист України (1994)[350].

### 10 вересня
- Балабушевич Тетяна Аркадіївна, 77, радянський і український історик та педагог[351].
- Карленко Василь Павлович, 72, радянський і український біатлоніст та тренер[352].
- Ернан Карраско Віванко, 100, чилійський футбольний тренер[353].

### 9 вересня
- Мангосуту Бутелезі, 95, південноафриканський політик, міністр внутрішніх справ ПАР (1994—2004)[354].
- Єгоров Дмитро Миколайович, 48, російський військовик, Герой Росії (посмертно)[355].
- Шейко Микола Михайлович, 85, радянський та російський режисер, Заслужений діяч мистецтв Росії (1999)[356].

### 8 вересня
- Монік Бежен, 87, канадська державна діячка[357].

### 6 вересня
- Марк Боан, 97, французький модельєр[358].
- Веніамін (Зарицький), 69, ієрарх Російської православної церкви, митрополит Оренбурзький і Саракташський (2015—2023)[359].
- Козловський Ігор Анатолійович, 69, український релігієзнавець, письменник та громадський діяч[360].
- Джуліано Монтальдо, 93, італійський режисер та сценарист[361].
- Орлов Андрій Ігорович, 39, український військовик, Герой України (2022)[362].

### 5 вересня
- Азарян Альберт Вагаршакович, 94, радянський і вірменський гімнаст та тренер[363].
- Кондратьєв Юрій Григорович, 69, український математик та педагог[364].
- Моллі Хольцшлаг, 60, американська письменниця[365].
- Іван Шукер, 65, хорватський економіст та політик, міністр фінансів Хорватії (2003—2010)[366].

### 4 вересня
- Ферід Мурад, 86, американський фармаколог, біолог та педагог, лауреат Нобелівської премії з фізіології або медицини (1998, спільно з Робертом Ферчготтом та Луїсом Ігнаро)[367].
- Антон Тус, 91, хорватський воєначальник, генерал-лейтенант[368].

### 3 вересня
- Бред Максвелл, 66, канадський хокеїст[369].

### 2 вересня
- Власій (Моґирзан), 81, ієрарх Православної старостильної церкви Румунії[370].
- Саліф Кейта, 76, малійський футболіст[371].

### 1 вересня
- Джиммі Баффет, 76, американський музикант[372].
- Михайло Кабанов, 44, український актор та громадський діяч[373].
- Раймонд Моріяма, 93, канадський архітектор японського походження[374].
- Пастер Максим Анатолійович, 47, український та російський співак (тенор)[375].
- Білл Річардсон, 75, американський політик та дипломат, посол США при ООН (1997—1998), міністр енергетики США (1998—2001)[376].

## Серпень

### 31 серпня

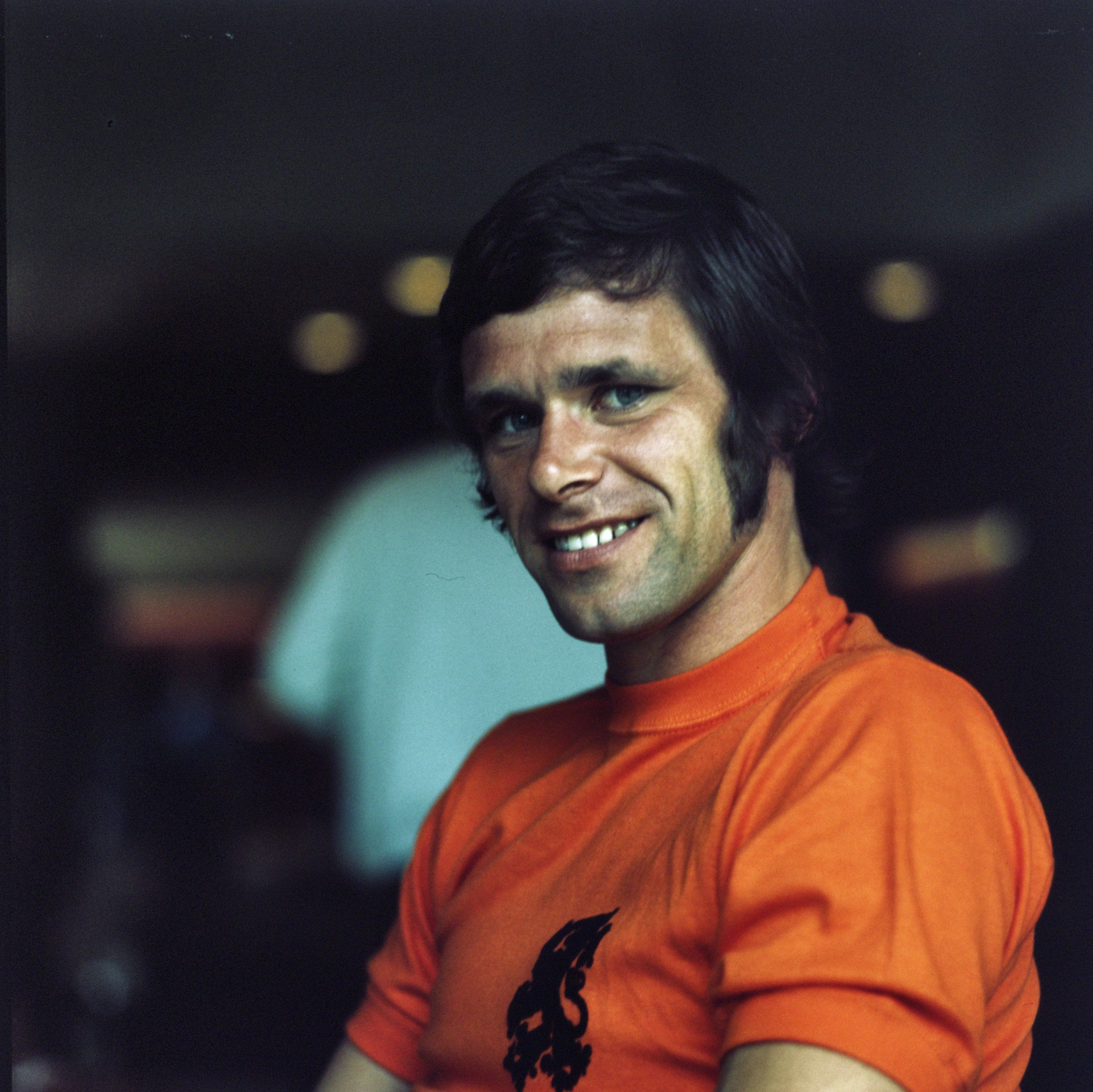
нідерландський футболіст Ян Йонгблуд у 1974 році

- Ян Йонгблуд, 82, нідерландський футболіст (голкіпер) та тренер[377].
- Дуглас Ленат, 72, американський інформатик[378].
- Клері Полак, 67, нідерландська журналістка і теле- та радіоведуча[379].
- Талах Людмила Іванівна, 82, радянська та українська акторка, Заслужена артистка України[380].

### 30 серпня
- Мохаммед аль-Файєд, 94, єгипетський підприємець[381].
- Романюк Віктор Степанович, 84, український письменник, політик та громадський діяч, Заслужений працівник культури України (1974)[382].
- Майкл Стід, 83, британський політик, псефолог та телеведучий[383].
- Чубін Борис Валерійович, 24, український винахідник та військовик[151].

### 29 серпня
- Вальдемар Вікторіно, 71, уругвайський футболіст; самогубство[384].
- Пономаренко Микола Семенович, 78, радянський та український науковець у галузі фармації, педагог[385].

### 28 серпня
- Роже ван Гол, 82, бельгійський актор[386].
- Коваленко Григорій Борисович, 70, російський політик[387].

### 27 серпня
- Джо Вурцельбахер, 49, американський політичний активіст[388].
- Ібрагімов Анвар Камільович, 57, радянський та російський фехтувальник на рапірах[389].
- Габор Медвідь, 66, угорський кінооператор, фотограф та педагог[390].
- Дон Сандквіст, 87, американський політик[391].

### 26 серпня
- Боб Баркер, 99, американський телеведучий[392].

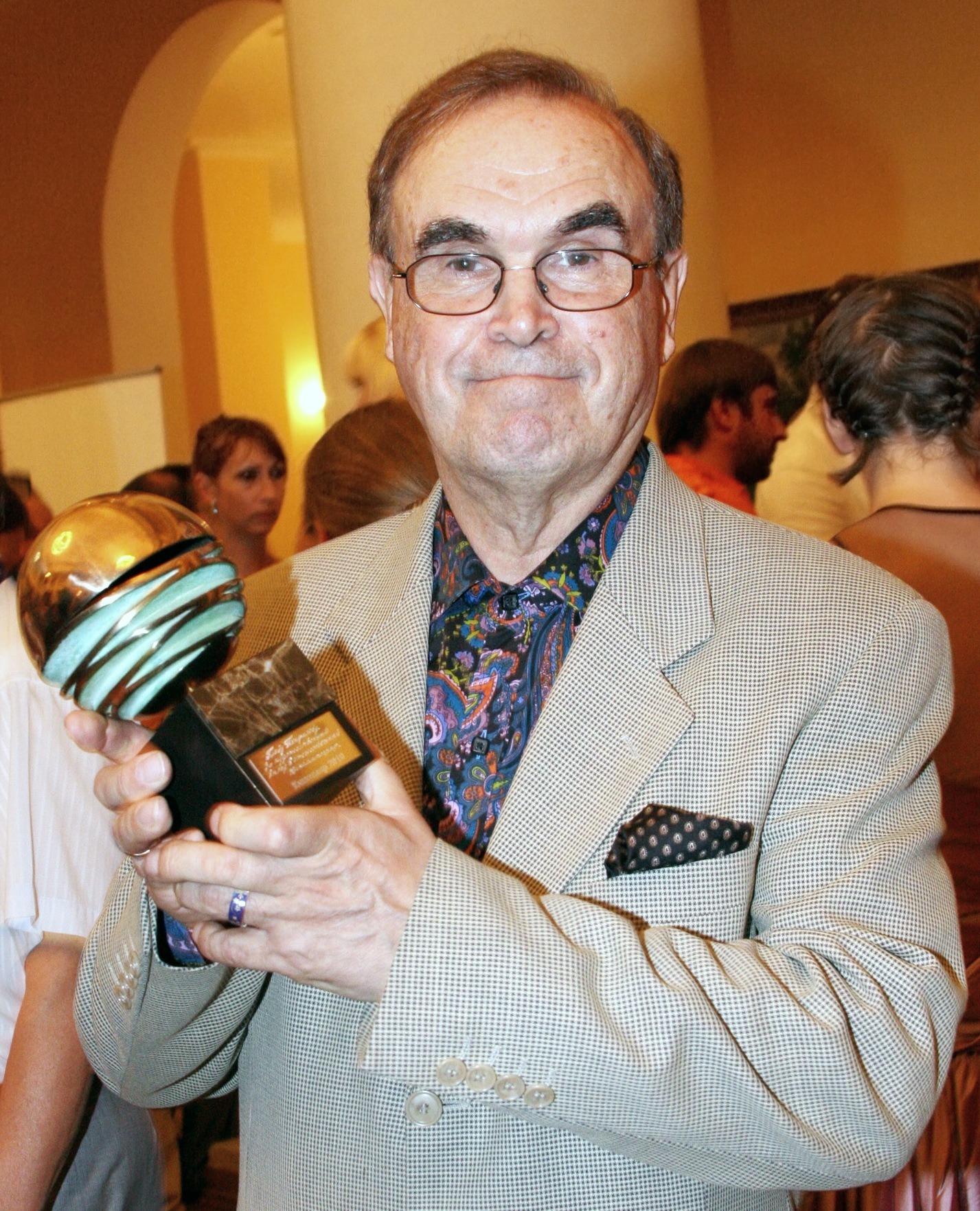
радянський та російський режисер Гліб Панфілов у 2010 році

- Панфілов Гліб Анатолійович, 89, радянський і російський режисер та сценарист, Народний артист Росії (1984)[393].
- Салига Тарас Юрійович, 81, український літературознавець, письменник, журналіст та громадський діяч, Заслужений діяч науки і техніки України (2002)[394].

### 25 серпня
- Мирський Валерій Ісайович, 84, радянський та український спортивний журналіст[395].
- Мінка В'ячеслав Миколайович, ?, український воєнний льотчик, Герой України (посмертно); авіакатастрофа[396].
- Пільщиков Андрій Борисович, 30, український воєнний льотчик; авіакатастрофа[397].
- Потапенко Юрій Михайлович, 58, український актор[398].
- Проказін Сергій Леонідович, 47, український воєнний льотчик; авіакатастрофа[396].
- Шахріяр Агали огли Рагімов, 34, азербайджанський футболіст[399].
- Філатов Сергій Олександрович, 87, російський політик та громадський діяч[400].

### 24 серпня
- Брей Ваятт, 36, американський реслер[401].
- Клод Пікассо, 76, французький фотограф[402].
- Пруткін Євген Дмитрович, 76, український співак (тенор), Народний артист Української РСР (1987).

### 23 серпня
- Попков Михайло Данилович, 98, радянський воєначальник, генерал-полковник[403].
- Пригожин Євген Вікторович, 62, російський бізнесмен та воєнний злочинець, власник ПВК «Вагнер»; авіакатастрофа[404].
- Сорока Юрій Михайлович, 69, український історик[405].
- Топольний Федір Пилипович, 81, український біолог-ґрунтознавець, еколог та педагог[406].
- Уткін Дмитро Валерійович, 53, російський воєнний злочинець; авіакатастрофа[407].
- Чекалов Валерій Євгенович, 47, російський найманець; авіакатастрофа[408].

### 22 серпня
- Ніколас Гесснер, 92, угорський і швейцарський режисер та сценарист[409].
- Том Кортні, 90, американський легкоатлет[410].
- Тото Кутуньйо, 80, італійський співак та композитор[411][412].
- Боббі Нобл, 77, британський футболіст[413].

### 21 серпня
- Васильєв Лев Борисович, 98, радянський промисловий діяч, гендиректор ВАТ «КамАЗ» (1969—1981), міністр машинобудування для легкої та харчової промисловості СРСР (1984—1988), Герой Соціалістичної Праці (1977)[414].
- Коломієць Тамара Панасівна, 88, українська поетеса та перекладач[415].
- Пронюк Євген Васильович, 85, український правозахисник та політик, радянський дисидент, голова Всеукраїнського товариства політв'язнів та репресованих, Герой України (2006)[416].

### 20 серпня
- Захаров Володимир Євгенович, 84, радянський і російський фізик та поет[417].

### 19 серпня
- Джон Варнок, 82, американський інформатик та підприємець, співзасновник компанії Adobe Systems[418].

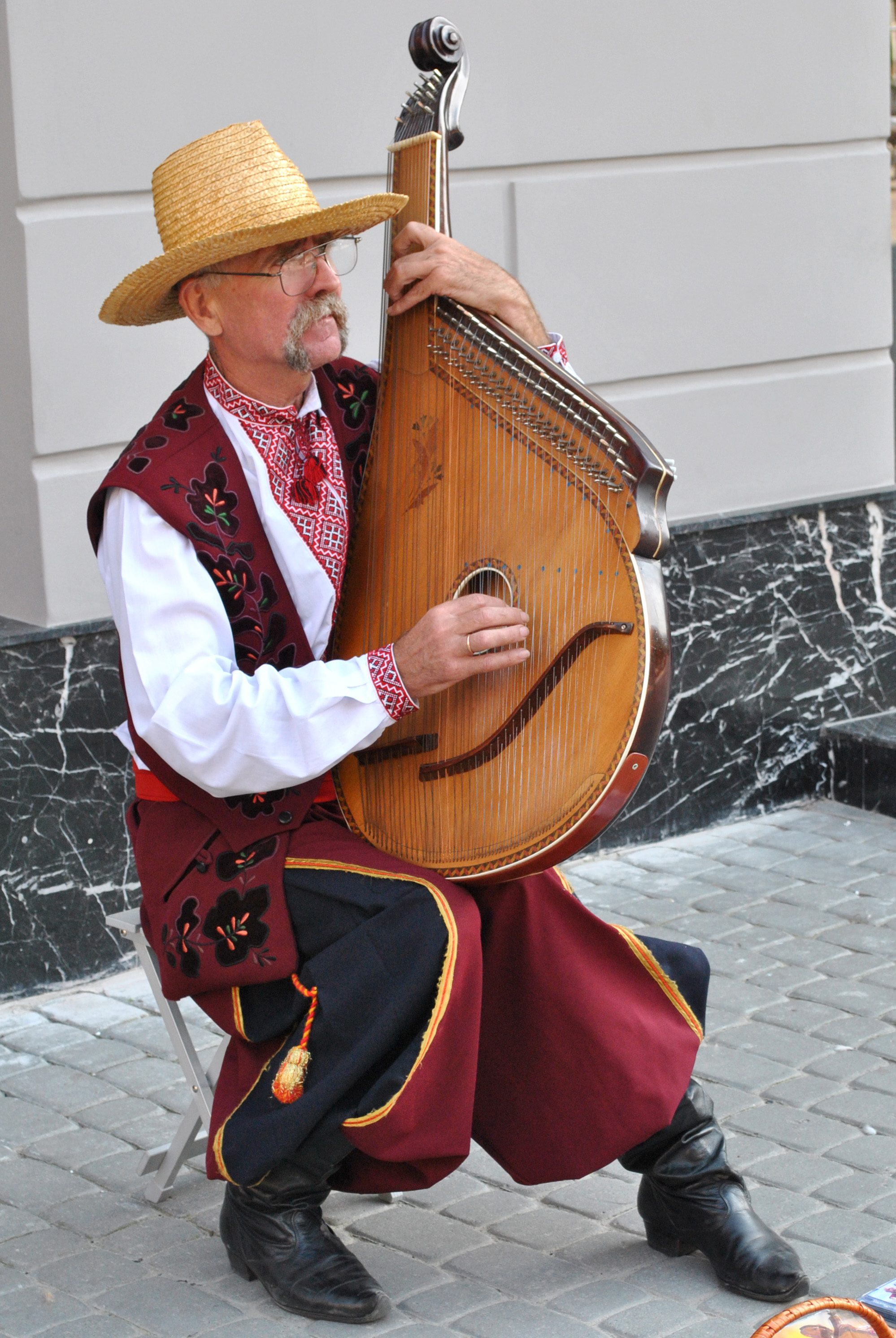
український бандурист Володимир Горбатюк у 2012 році

- Горбатюк Володимир Григорович, 72, український бандурист, Заслужений діяч мистецтв України (2000)[419].
- Добриця Василь Іванович, 98, радянський військовик, ветеран Другої світової війни[420].
- Глорія Коутс, 89, американсько-німецький композитор[421].
- Карло Маццоне, 86, італійський футболіст та тренер[422].
- Нізо Ямамото, 76, японський художник-постановник[423].
- Ясулович Ігор Миколайович, 81, радянський і російський актор та режисер, Народний артист Росії (2002)[424].
- Камишов Олексій Олексійович, 69, радянський та український шахтар, Заслужений донор України.

### 18 серпня
- Рей Гільдебранд, 82, американський музикант[425].
- Закієв Мірфатих Закієвич, 95, радянський і російський тюрколог та педагог[426].

### 17 серпня
- Керол Джозеф Бобко, 85, американський астронавт[427].
- Марко Вешович, 75, чорногорський письменник[428].
- Джон Девітт, 86, австралійський плавець[429].
- Кузик Степан Петрович, 77, український економіко-географ, краєзнавець та педагог[430].

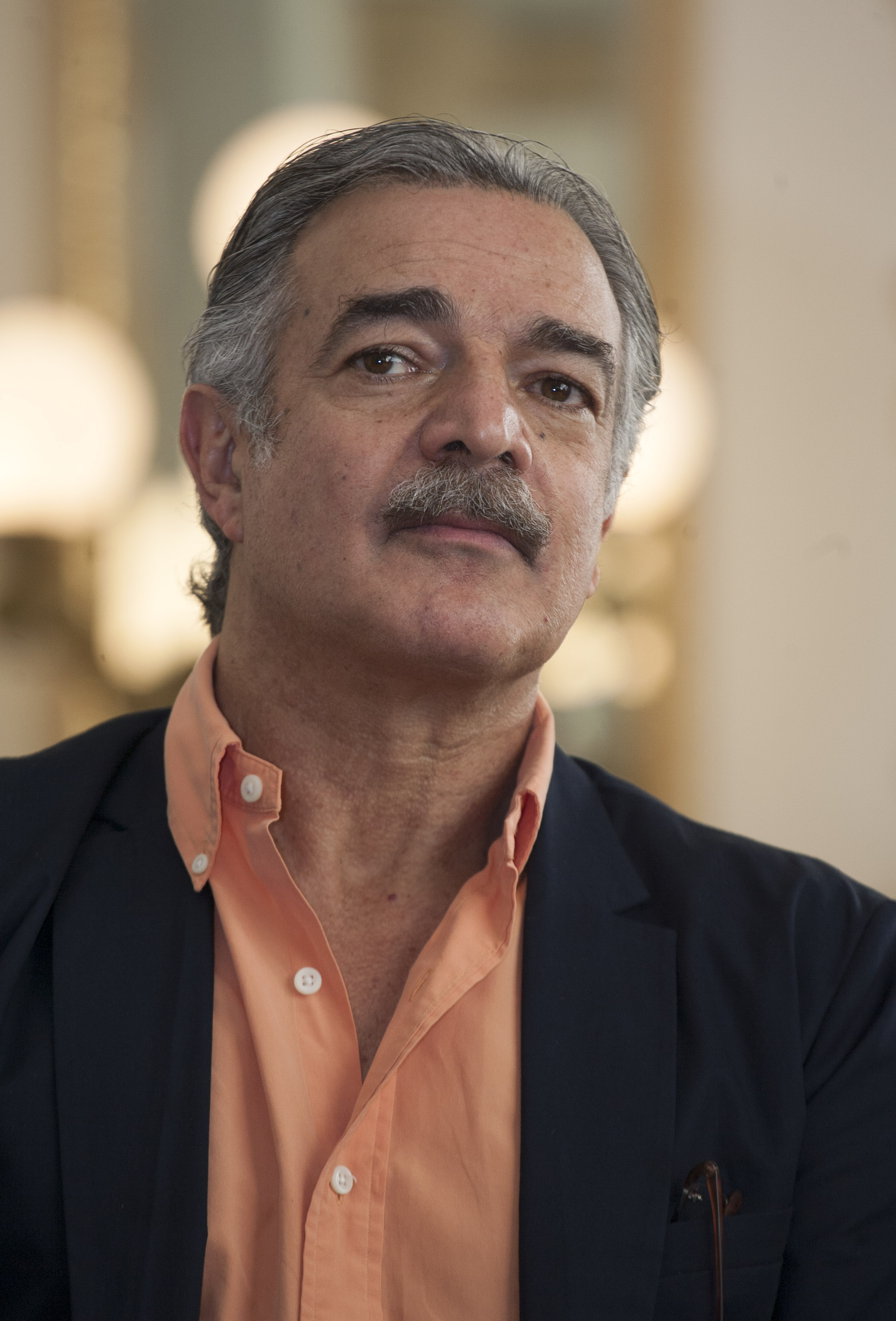
мексиканський актор Давид Остроскі у 2014 році

- Давид Остроскі, 66, мексиканський актор[431].
- Султанов Абдулла Афзалович, 94, радянський і російський співак та кураїст[432].
- Татенко Віталій Олександрович, 76, український психолог, Заслужений працівник освіти України (2004)[433].
- Хільський Олексій Юрійович, 35, український актор та військовик[434].

### 16 серпня
- Беріз Белкич, 76, боснійський політик, Президент Боснії і Герцеговини (2002)[435].
- Гончар Олександр Борисович, 43, український футболіст[436][437].
- Жидко Геннадій Валерійович, 57, російський воєначальник, генерал-полковник, Герой Росії (2017)[438].
- Ернст Козліцек, 92, австрійський футболіст[439].
- Едгар Марін, 80, костариканський футболіст[440].
- Орлюк Світлана Василівна, 77, українська піаністка, Заслужена артистка України (2001)[441].
- Рената Скотто, 89, італійська співачка (сопрано) та режисер[442].

### 15 серпня
- Александр Арно, 92, німецький правник та дипломат, посол Німеччини в Угорщині (1989—1992) та Україні (1993—1996)[443].
- Тимошинін Володимир Олександрович, 53, радянський та російський спортсмен (стрибки у воду)[444].

### 14 серпня
- Франческо Альбероні, 93, італійський журналіст та соціолог[445].
- Боббі Баун, 86, канадський хокеїст та тренер[446].
- Гарбузюк Майя Володимирівна, 58, український театрознавець[447].
- Ніколаєв Андрій Миколайович, 85, радянський і російський артист цирку та педагог, Народний артист Росії (1980)[448].

### 13 серпня
- Сенченко Олександр Анатолійович, 56, український дипломат[449].

### 12 серпня
- Остринська Лідія Анатоліївна, 56, українська акторка, Народна артистка України (2019)[450].

### 11 серпня
- Буйвал Дмитро Володимирович, 32, український актор, громадський діяч та військовик[451].

### 10 серпня
- Вікторенко Олександр Степанович, 76, радянський та російський льотчик-космонавт, Герой Радянського Союзу (1987)[452].

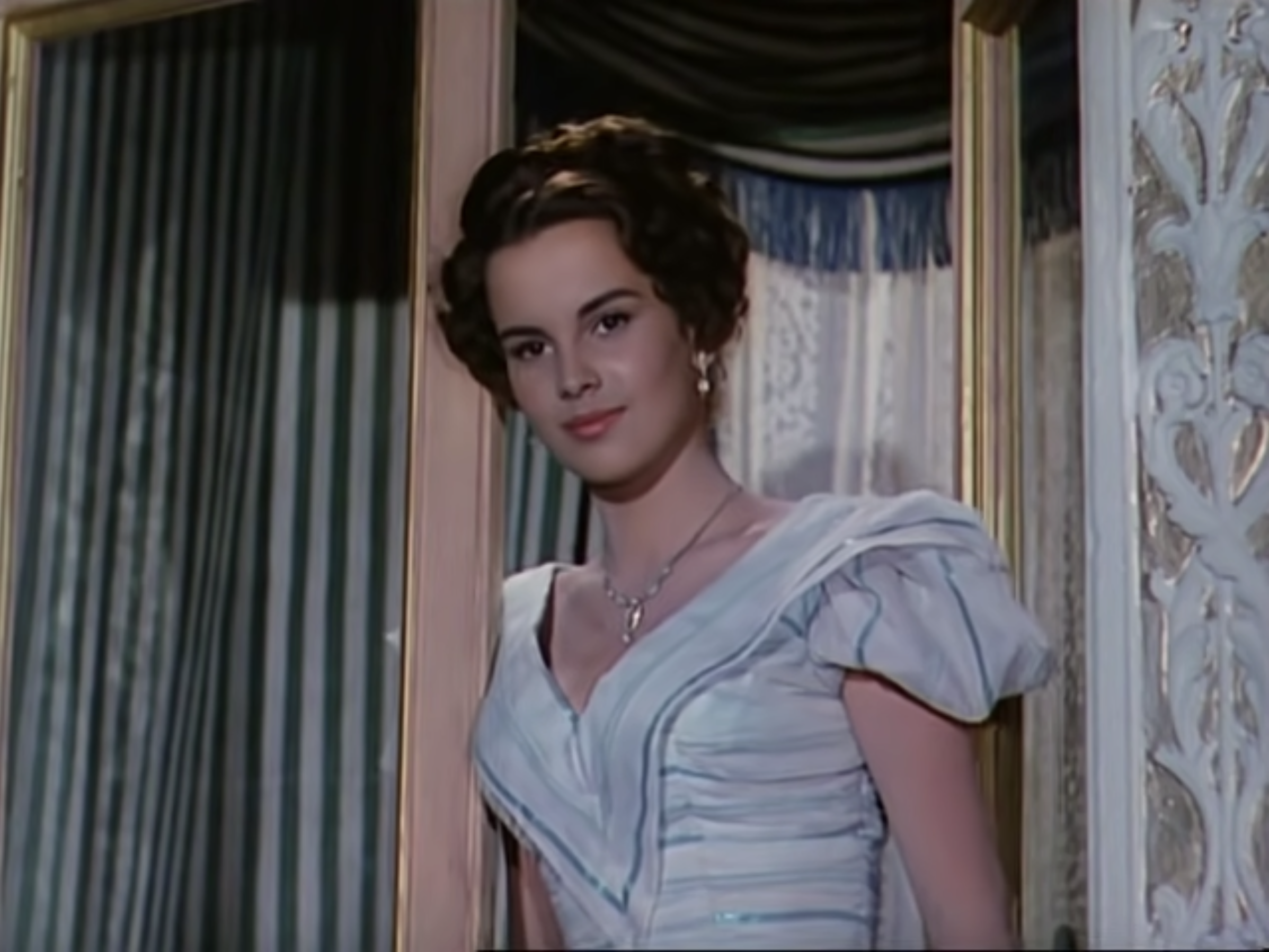
італійська акторка Антонелла Луальді у 1954 році

- Антонелла Луальді, 92, італійська акторка та співачка[453].
- Мікела Мургія, 51, італійська письменниця[454].
- Нечитайло Віталій Васильович, 82, український історик, письменник та педагог[455].

### 9 серпня
- Васильєва Віра Кузьмівна, 97, радянська та російська акторка, Народна артистка СРСР (1986)[456].
- Фернандо Вільявісенсіо, 59, еквадорський політик, профспілковий діяч та журналіст; вбивство[457].
- Пеппіно Гальярді, 83, італійський співак[458].
- Іта Евер, 92, радянська та естонська акторка, Народна артистка Естонської РСР (1973)[459].
- Александр Матанович, 93, югославський і сербський шахіст, шаховий журналіст та функціонер, гросмейстер (1955)[460].
- Роббі Робертсон, 80, канадський гітарист (The Band) та співак[461].
- Сухомозький Микола Михайлович, 73, український журналіст та письменник[462][463].

### 8 серпня
- Бабінський Андрій Валерійович, 32, український громадський діяч, військовик та воєнний медик, засновник руху «Мегамарш у вишиванках»[464].
- Борисова Юлія Костянтинівна, 98, радянська та російська акторка, Народна артистка СРСР (1969)[465].
- Голуб Олександр Олександрович, 68, український журналіст[466].
- Річард Мерфі, 92, американський веслувальник[467].
- Мойсеєнко Валерій Данилович, 64, радянський та український актор, Заслужений артист України (2004)[468].
- Сіксто Родрігес, 81, американський співак[469].

### 7 серпня
- Зенон Андрусишин, 76, німецько-канадський футболіст[470].
- Арасі Балабанян, 83, бразильська акторка вірменського походження[471].
- Володарський Леонід Веніамінович, 73, російський перекладач, письменник та радіоведучий[472].
- Маріо Тронті, 92, італійський філософ та політик[473].
- Вільям Фрідкін, 87, американський режисер та сценарист[474].

### 6 серпня

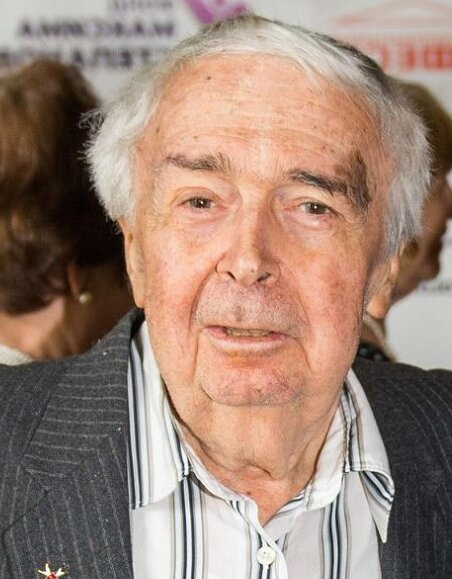
український журналіст Євген Голубовський у 2018 році

- Голубовський Євген Михайлович, 86, український журналіст, культуролог та видавець[475][476].
- Жиль Жильбер, 74, канадський хокеїст[477].
- Мандрикін Веніамін Анатолійович, 41, російський футболіст[478].
- Мицик Вадим Федорович, 82, український етнолог, археолог та музеєзнавець, Заслужений працівник культури України (2006)[479].
- Інґрід Шмідт, 78, німецька плавчиня[480].

### 5 серпня
- Філіпп Кюрваль, 93, французький письменник-фантаст та журналіст[481].
- Джеймс Ліндсей, 90, американський воєначальник, генерал[482].
- Титаренко Владислав Вадимович, 27, український лікар-хірург, Герой України (посмертно)[483].
- Нермін Црнкич, 30, боснійсько-американський футболіст[484].
- Артур Шмідт, 86, американський кіномонтажер[485].

### 4 серпня
- Боніфас Александр, 87, гаїтянський політик, Президент Гаїті (2004—2006)[486].
- Базарнова Марія Антонівна, 98, радянський і український гематолог та педагог.
- Бондаренко Геннадій Васильович, 77, український історик, краєзнавець та педагог, Заслужений працівник освіти України (1993)[487].
- Боб Мердок, 76, канадський хокеїст та тренер[488].
- Слабенко Сергій Іванович, 57, український політик[489].

### 3 серпня
- Абу аль-Хусейн аль-Хусейні аль-Кураші, ?, ісламістський терорист, халіф Ісламської Держави (2022—2023)[490].
- Безпалько Михайло Антонович, 85, український актор та педагог[491].
- Марк Марголіс, 83, американський актор[492].
- Мірошниченко Ірина Петрівна, 81, радянська і російська акторка, співачка та педагог, Народна артистка Росії (1988)[493].
- Брам Моленар, 62, нідерландський програміст (Vim)[494].
- Жиль Перро, 92, французький письменник, сценарист та журналіст[495].

### 2 серпня
- Павлик Оксана Петрівна, 46, українська гандболістка[496][497].

### 1 серпня
- Бердиєв Азамат Фаїлович, 27, російський військовик, Герой Росії (посмертно)[498].
- Колкер Олександр Наумович, 90, радянський та російський композитор, Заслужений діяч мистецтв Росії (1981)[499].
- Анрі Конан-Бедьє, 89, івуарійський політик, Президент Кот-д'Івуару (1993—1999)[500].

## Липень

### 31 липня
- Білокриницький Василь Степанович, 95, радянський і український біофізик та педагог[501].
- Сурет Гусейнов, 64, азербайджанський військовик та політик, Прем'єр-міністр Азербайджану (1993—1994)[502].
- Іващенко Віталій Вадимович, 85, радянський і український поет, театральний діяч, науковець та педагог, Заслужений працівник культури України (1989)[503][504].
- Енгус Клауд, 25, американський актор[505].
- Інга Ландгре, 95, шведська акторка[506].
- Назарук Микола Миколайович, 70, радянський і український географ, еколог та педагог[507].
- Шевченко Юлія Андріївна, 24, українська громадська активістка та поетеса[508].

### 30 липня
- Давид Албахарі, 75, сербський письменник та перекладач[509].
- Лапікура Валерій Павлович, 79, радянський і український журналіст та письменник[510].
- Пол Рубенс, 70, американський актор та сценарист[511].

### 29 липня
- Зіґрід Блюміке, 57, німецький педагог[512].
- Чеботарьов Леонід Федорович, 86, радянський і український футболіст та тренер[513].

### 28 липня
- Мартін Вальзер, 96, німецький письменник та драматург[514].
- Жозе Пауліну Гомес, 127, бразильський неверифікований довгожитель[515].
- Іван Дімовський, 89, болгарський математик[516].
- Мізрах Ігор Аркадійович, 51, український політтехнолог та журналіст[517].

### 27 липня
- Дробишева Ніна Іванівна, 87, радянська та російська акторка, Народна артистка Росії (1985)[518].
- Вейн Макснер, 80, канадський хокеїст та тренер[519].

### 26 липня
- Венді Боумен, 89, австралійський еколог та активістка з охорони довкілля[520].
- Віктор Врум, 90, канадсько-американський психолог та педагог[521].

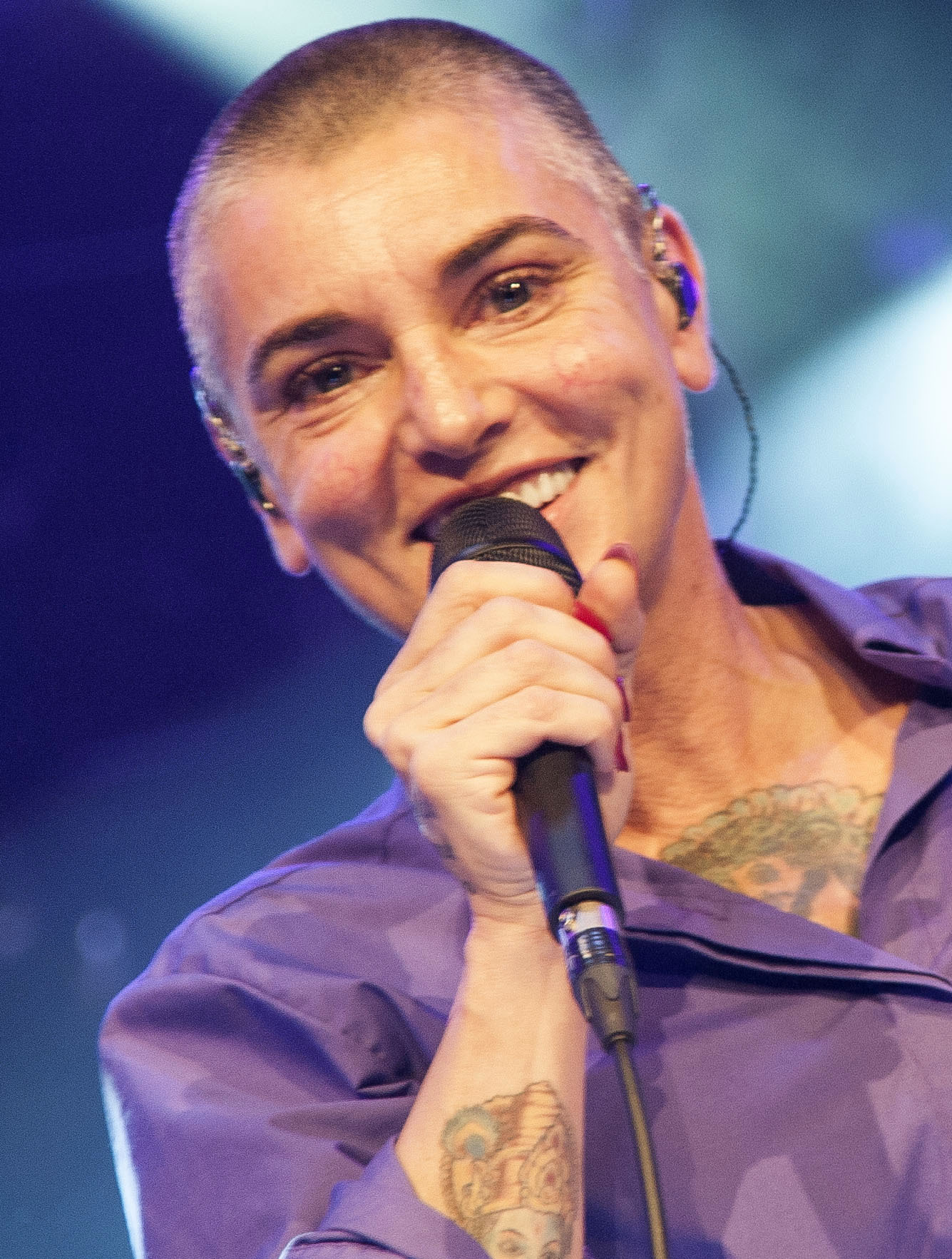
ірландська співачка Шинейд О'Коннор у 2014 році

- Шинейд О'Коннор, 56, ірландська співачка[522].
- Жан-Жак Онора, 92, гаїтянський політик, дипломат, юрист та агроном, Прем'єр-міністр Гаїті (1991—1992), міністр іноземних справ Гаїті (1991)[523].

### 25 липня
- Бо Голдман, 90, американський сценарист[524].
- Грабовець Анатолій Іванович, 83, радянський і російський науковець-рослинник та селекціонер[525].
- Пат Карні, 88, канадська журналістка, політик й університетський викладач[526].
- Матвєєва Ірина Валеріївна, 55, український радіоеколог та педагог[527].
- Табачников Віталій Віталійович, 47, російський воєнний льотчик, Герой Росії (посмертно)[528].

### 24 липня
- Венді Брюстер, 57, американська акушерка та гінеколог[529].
- Чарльз Мізнер, 91, американський фізик[530].
- Сеїті Морімура, 90, японський письменник детективного жанру[531].
- Марк Оже, 87, французький антрополог, етнограф та соціолог, президент Вищої школи соціальних наук (1985—1995)[532].
- Тревор Френсіс, 69, британський футболіст та тренер[533].

### 23 липня
- Мартін Танге, 67, фламандська журналістка[534].
- Тищенко Костянтин Миколайович, 81, радянський і український лінгвіст, перекладач та педагог[535][536].
- Цилюрик Олександр Володимирович, 58, радянський і російський футболіст та тренер[537].

### 22 липня
- Гюнтер Геррманн, 83, німецький футболіст та тренер[538].
- Нестерчук Микола Трохимович, 81, український культурно-просвітницький діяч[539].
- Арон Сікурел, 94, американський соціолог[540].
- Черепенніков Антон Андрійович, 40, російський IT-підприємець[541].
- Адольф Шерер, 85, чехословацький футболіст та тренер[542].

### 21 липня

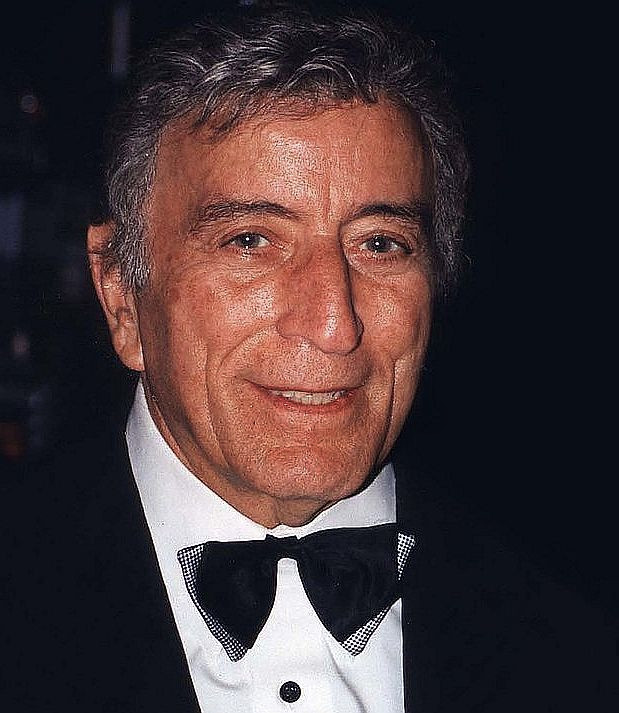
американський співак Тоні Беннетт у 2002 році

- Тоні Беннетт, 96, американський співак[543].
- Жульєт Майнієль, 87, французька акторка[544].
- Жасінту Сантуш, 82, португальський футболіст[545].
- Чонлаті Тантонг, 85, таїландський співак, автор пісень та продюсер[546].

### 20 липня
- Ромен Віндінг, 71, французький кінооператор[547].
- Гнатів Адам Казимирович, 78, радянський і український важкоатлет та тренер[548].
- Рашид Сфар, 89, туніський політик, Прем'єр-міністр Тунісу (1986—1987), міністр оборони Тунісу (1979—1980), міністр фінансів Тунісу (1986)[549].
- Меррілл Дж. Фернандо, 93, шрі-ланкійський підприємець, засновник чайної компанії Dilmah[550].

### 19 липня
- Лайош Балажович, 76, угорський актор[551].
- Ремігіюс Валюліс, 64, радянський легкоатлет[552].
- Мартиросян Вілен Арутюнович, 82, радянський і український політик та військовик, генерал-лейтенант[553].
- Овсієнко Василь Васильович, 74, український громадський діяч, письменник, радянський дисидент[554].
- Світличний Євген Михайлович, 29, український актор, спортсмен (фрі-файт) та військовик[555][556].

### 18 липня
- Пронін Віктор Олексійович, 84, радянський і російський письменник та журналіст[557].
- Цапко Валентин Григорович, 86, радянський і український науковець, художник та педагог, Заслужений майстер народної творчості України (1999)[558].

### 17 липня
- Бистров Сергій Іванович, 63, радянський та український шахтар, Герой України (2007).
- Робер Будзинський, 83, французький футболіст польського походження[559].
- Грещак Богдан Михайлович, 79, радянський і український футболіст та тренер[560].
- Лех Єнчмик, 87, польський перекладач, журналіст та політик[561].
- Іванов Денис Євгенович, 41, російський військовик, Герой Росії (посмертно)[562].
- Ласло Латор, 95, угорський поет та перекладач[563].
- Нгуєн Ван Тхань, 72, в'єтнамський дипломат, посол В'єтнаму в Україні (2007—2009)[564].
- Панасюк Володимир Васильович, 97, радянський і український матеріалознавець та політик, Заслужений діяч науки і техніки України (1994)[565].

### 16 липня

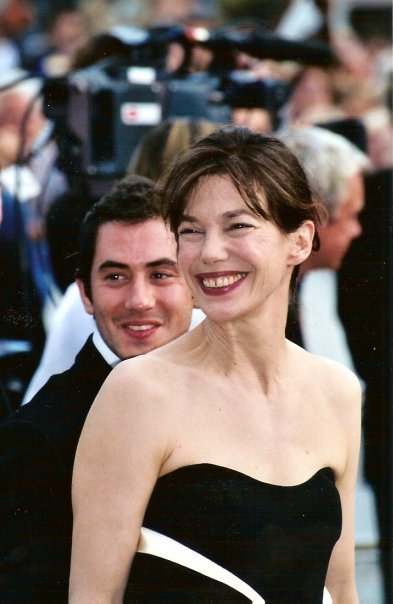
британсько-французька акторка та співачка Джейн Біркін у 2001 році

- Джейн Біркін, 76, британсько-французька акторка та співачка[566][567].
- Еусебіо Кінтеро Лопес, 113, колумбійський довгожитель[568].
- Кевін Митник, 59, американський консультант з комп'ютерної безпеки та письменник[569].

### 15 липня
- Білл Мак-Міллан, 80, канадський хокеїст та тренер[570].
- Терлецький Віктор Володимирович, 86, радянський і український письменник, краєзнавець та педагог[571].

### 14 липня
- Воловик Лариса Фаліївна, 84, українська громадська діячка та журналістка, Заслужений працівник культури України (2004)[572].
- Савчук Людмила Павлівна, 87, українська поетеса[573].

### 13 липня
- Барна Микола Миколайович, 85, український біолог, ботанік та педагог, Заслужений діяч науки і техніки України (2006)[574].
- Карлін Глінн, 83, американська співачка та акторка[575].
- Жозефіна Чаплін, 74, американсько-французька акторка[576].

### 12 липня
- Байшаков Сеїльда Ікрамович, 72, радянський футболіст та тренер[577].
- Данієль Ґолдберґ, 74, канадський продюсер та сценарист[578].
- Чепа Володимир Олександрович, 33, російський військовик, Герой Росії (посмертно)[579].

### 11 липня

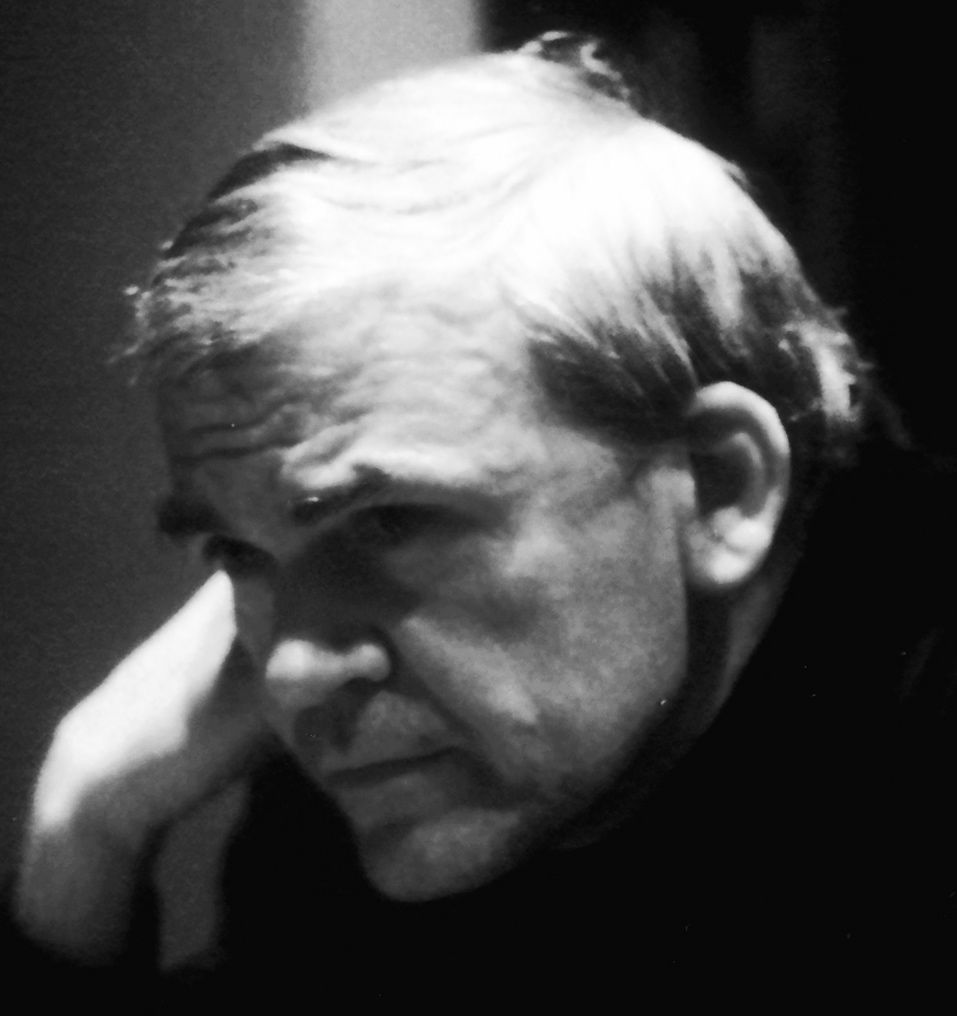
чесько-французький письменник Мілан Кундера у 1980 році

- Мілан Кундера, 94, чесько-французький письменник, поет, перекладач та педагог[580][581].
- Алесь Пушкін, 57, білоруський художник[582].
- Цоков Олег Юрійович, 51, російський воєначальник, генерал-лейтенант[583].

### 10 липня
- Джус Степан Петрович, 82, український художник[584].
- Лупійчук Віктор Володимирович, 62, український різьбяр по дереву[585].

### 9 липня
- Ален Безансон, 91, французький історик та політолог[586].
- Менні Кото, 62, американський режисер, сценарист та продюсер[587].
- Луїс Суарес Мірамонтес, 88, іспанський футболіст та тренер[588].

### 8 липня
- Брилинський Юрій Богданович, 81, український актор, Народний артист України (2019)[589].
- Пікайзен Віктор Олександрович, 90, радянський і російський скрипаль та педагог, Народний артист Росії (1989)[590].

### 7 липня
- Гройсман Віталій Олександрович, 84, радянський і російський лікар та спортивний тренер[591].
- Єпіфанов Вадим Володимирович, 27, російський військовик, Герой Росії (посмертно).

### 6 липня
- Аттіла Абоньї, 76, австралійський футболіст та тренер[592].
- Ніколаєв Олександр Олексійович, 72, радянський та російський дипломат, посол Росії у Бангладеш (2012—2016).
- Арнальдо Форлані, 97, італійський політик, Прем'єр-міністр Італії (1980—1981), міністр оборони Італії (1974—1976), міністр закордонних справ Італії (1976—1979)[593].

### 5 липня
- Гуменюк Ігор Володимирович, 28/29, український військовик[594].
- Кузнєцов Олексій Глібович, 82, радянський і російський актор, режисер та педагог, Заслужений артист Росії (1985)[595].
- Ральф Лундстен, 86, шведський композитор, режисер та художник[596].
- Валькірія Террадура, 99, італійська партизанка-антифашистка[597].

### 4 липня
- Жорж Берета, 77, французький футболіст[598].

### 3 липня
- Джеймс Доббінс, 81, американський дипломат, посол США у ЄС (1991—1993) та Афганістані (2001—2002)[599].

### 2 липня
- Колесников Рудольф Миколайович, 85, радянський і український шаховий тренер, міжнародний арбітр ФІДЕ та ІКЧФ[600].
- Мілан Мілутинович, 80, югославський і сербський політик та дипломат, Президент Сербії (1997—2002)[601].

### 1 липня

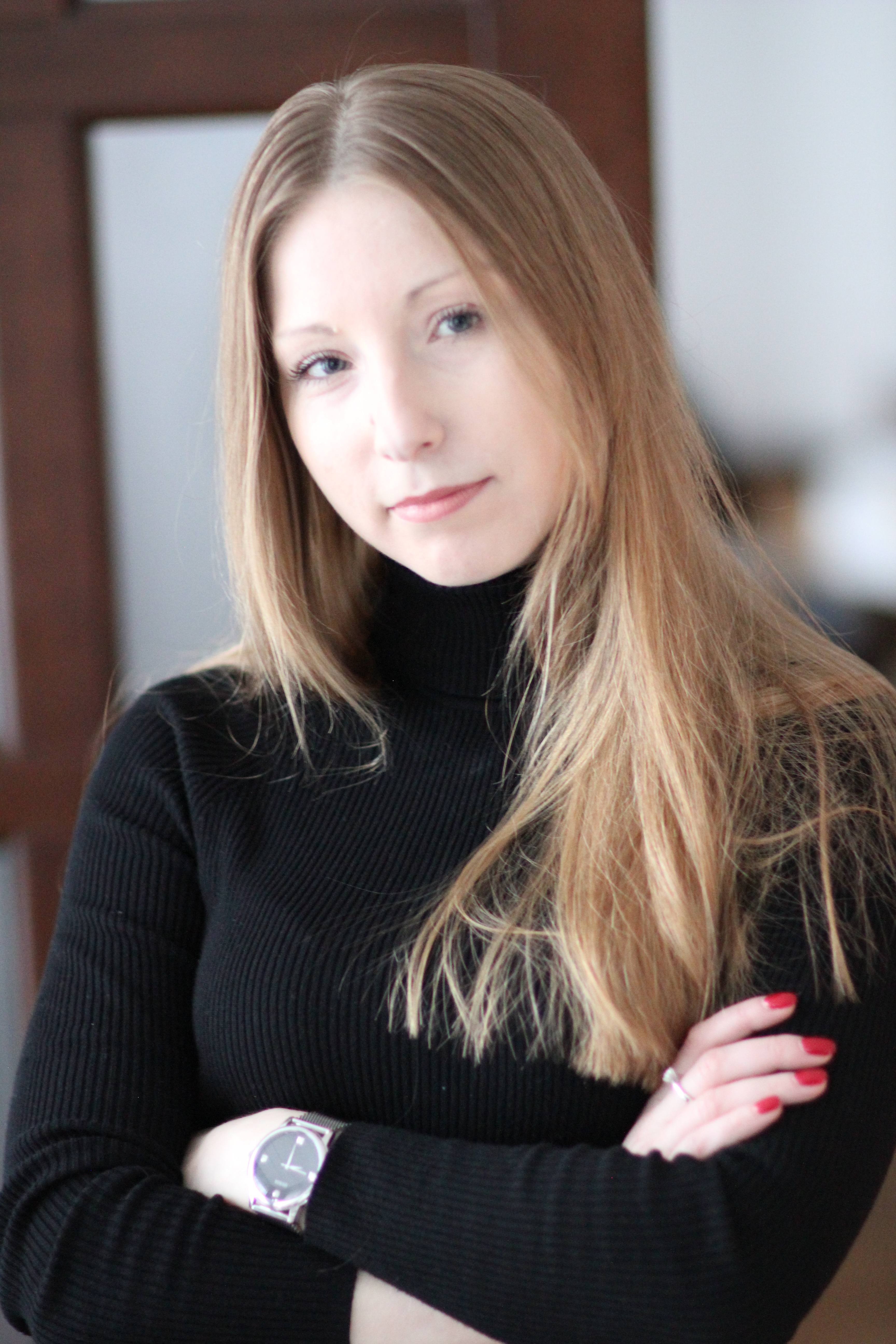
українська письменниця Вікторія Амеліна у 2015 році

- Амеліна Вікторія Юріївна, 37, українська письменниця та громадська діячка[602].
- Крістіан Дальже, 73, французький футболіст та тренер[603].
- Роберт Ліберман, 75, американський режисер та продюсер[604].
- Манілов Валерій Леонідович, 84, радянський та російський воєначальник, генерал-полковник[605].

## Червень

### 30 червня
- Заздравних Валентина Михайлівна, 68, радянська спортсменка (хокей на траві)[606].
- Вахидин Мусемич, 76, югославський футболіст[607].
- Олександр (Янніріс), 63, ієрарх Александрійської православної церкви, єпископ і митрополит Нігерійський (1997—2023)[608].
- Теплі Сітон, 72, політик, педагог, генерал-губернатор Сент-Кіттс і Невіс (2015—2023)[609].

### 29 червня
- Алан Аркін, 89, американський актор[610].
- Глоба Євген Олександрович, 25, український військовик, Герой України (посмертно)[611].
- Капшук Георгій Іванович, 84, радянський і український політик та господарський діяч[612].
- Беррі Філліпс-Мур, 85, австралійський тенісист[613].

### 27 червня
- Евелін Бойд Гранвіль, 99, американський математик та педагог[614].

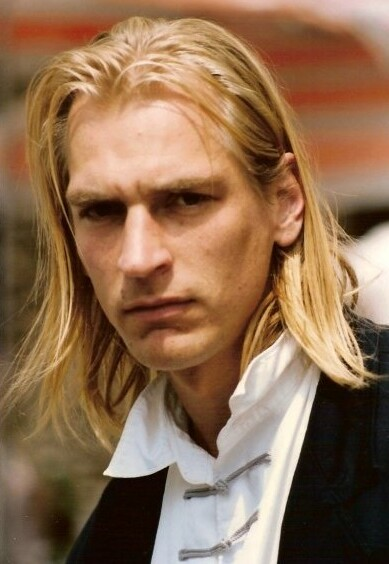
британський актор Джуліан Сендс у 1990 році

- Джуліан Сендс, 65, британський актор; дата повідомлення про смерть[615].

### 26 червня
- Оскар Арісага, 65, перуанський футболіст[616].
- Крейг Браун, 82, шотландський футболіст та тренер[617].
- Ніколас Костер, 89, американський актор[618].
- Ізабель Лакан, 68, французька письменниця та акторка[619].
- Ллойд Ерскін Сендіфорд, 86, барбадоський політик, Прем'єр-міністр Барбадосу (1987—1994)[620].

### 25 червня
- Джон Гудінаф, 100, американський фізик, лауреат Нобелівської премії з хімії (2019, спільно з Стенлі Віттінгемом та Йосіно Акіра)[621].
- Шейніс Віктор Леонідович, 92, радянський і російський політик, економіст, політолог та педагог[622].

### 24 червня
- Оганнісян Тігран Григорович, 16, український повстанець[623].
- Седрік Руссель, 45, бельгійський футболіст[624].
- Дін Сміт, 91, американський спринтер, каскадер та актор[625].
- Микита Ханганов, 16, український повстанець[626].

### 23 червня
- Фредерік Форрест, 86, американський актор[627].

### 22 червня
- Буй Дмитро Борисович, 64, український інформатик та педагог[628].
- Горст-Дітер Геттгес, 79, німецький футболіст[629].
- Грищенко Володимир Федосійович, 77, український господарсько-політичний діяч[630].
- Стефан Демоль, 57, бельгійський футболіст та тренер[631].
- Кондратьєв Володимир Йосипович, 98, радянський та український актор, Народний артист України (1994)[632].
- Гаррі Марковіц, 95, американський економіст, лауреат Нобелівської премії з економіки (1990, спільно з Мертоном Міллером та Вільямом Шарпом)[633].

### 21 червня
- Гільєрмо Ескалада, 87, уругвайський футболіст[634].

### 20 червня
- Вратислав Вайнар, 92, чехословацький політичний діяч, міністр внутрішніх справ ЧССР (1983—1988)[635].
- El Pasador (Паоло Дзавалоне), 90, італійській співак та композитор[636].

### 19 червня
- Рожков Валентин Федорович, 77, український актор, Народний артист України (2009)[637].
- Сагайдак Мирон Іванович, 78, український громадський діяч, краєзнавець, режисер та художник[638].
- Філіпов Юрій Олександрович, 85, радянський і український гастроентеролог та педагог, директор Інституту гастроентерології НАМН України (1987—2011), Заслужений діяч науки і техніки України (1996)[639][640].

### 18 червня
- Геміш Гардінг, 58, британський підприємець; нещасний випадок[641].
- Матлак Назар Тарасович, 31, український громадський діяч, волонтер та військовик[642].
- Поль-Анрі Наржоле, 77, французький дослідник океанських глибин, командер ВМС Франції; нещасний випадок[643].
- Стоктон Раш, 61, американський конструктор і підприємець, співзасновник та генеральний директор компанії OceanGate, Inc; нещасний випадок[644].
- Росаріо Суньїга, 59, мексиканська акторка[645].
- Сухорський Андрій Петрович, 93, український (лемківський) скульптор, майстер дерев'яної об'ємної різьби, Заслужений майстер народної творчості України (1984).

### 17 червня
- Клінішов Григорій Омелянович, 92, радянський та російський фізик; самогубство[646].
- Левін Моісей Маркович, 87, радянський і український енергетик та винахідник[647].

### 16 червня

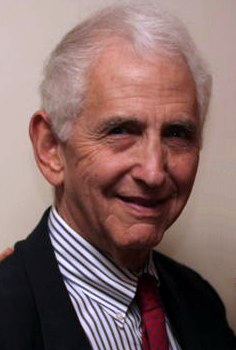
американський військовий аналітик Даніель Еллсберг у 2006 році

- Даніель Еллсберг, 92, американський військовий аналітик, економіст, письменник та антивоєнний активіст (Документи Пентагону)[648].
- Альфредо Рохас, 86, аргентинський футболіст[649].

### 15 червня
- Гленда Джексон, 87, британська акторка та політична діячка[650].
- Гордон Макквін, 70, шотландський футболіст та тренер[651].
- Роланд Гедлі Сміт, 79, британський дипломат, посол Великої Британії в Україні (1999—2002)[652].

### 14 червня
- Тарасов Дмитро Євгенович, 44, російський хокеїст[653].
- Тегза Анатолій Ярославович, 40, український військовик, Герой України (посмертно)[654].
- Хонахбеєв Сергій Валерійович, 43, російський військовик, Герой Росії (посмертно).
- Роман Яцків, 83, американський фізик та педагог українського походження[655].

### 13 червня
- Бархатов Максим Валерійович, 41, російський спортсмен (пауерліфтинг); дата повідомлення про смерть[656].

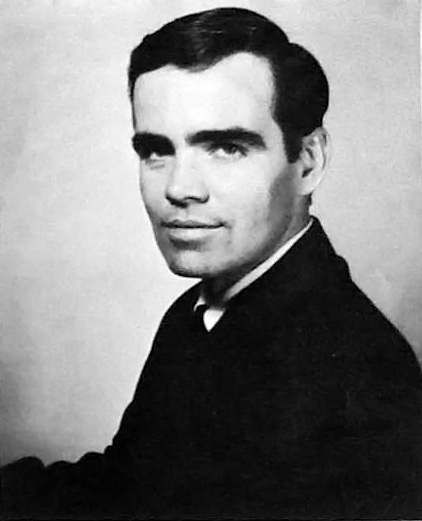
американський письменник Кормак Маккарті у 1965 році

- Кормак Маккарті, 89, американський письменник[657].
- Едвард Фредкін, 88, американський інформатики, фізик та бізнесмен[658].
- Чорномаз Роман Богданович, 47, український журналіст та військовик[659].

### 12 червня

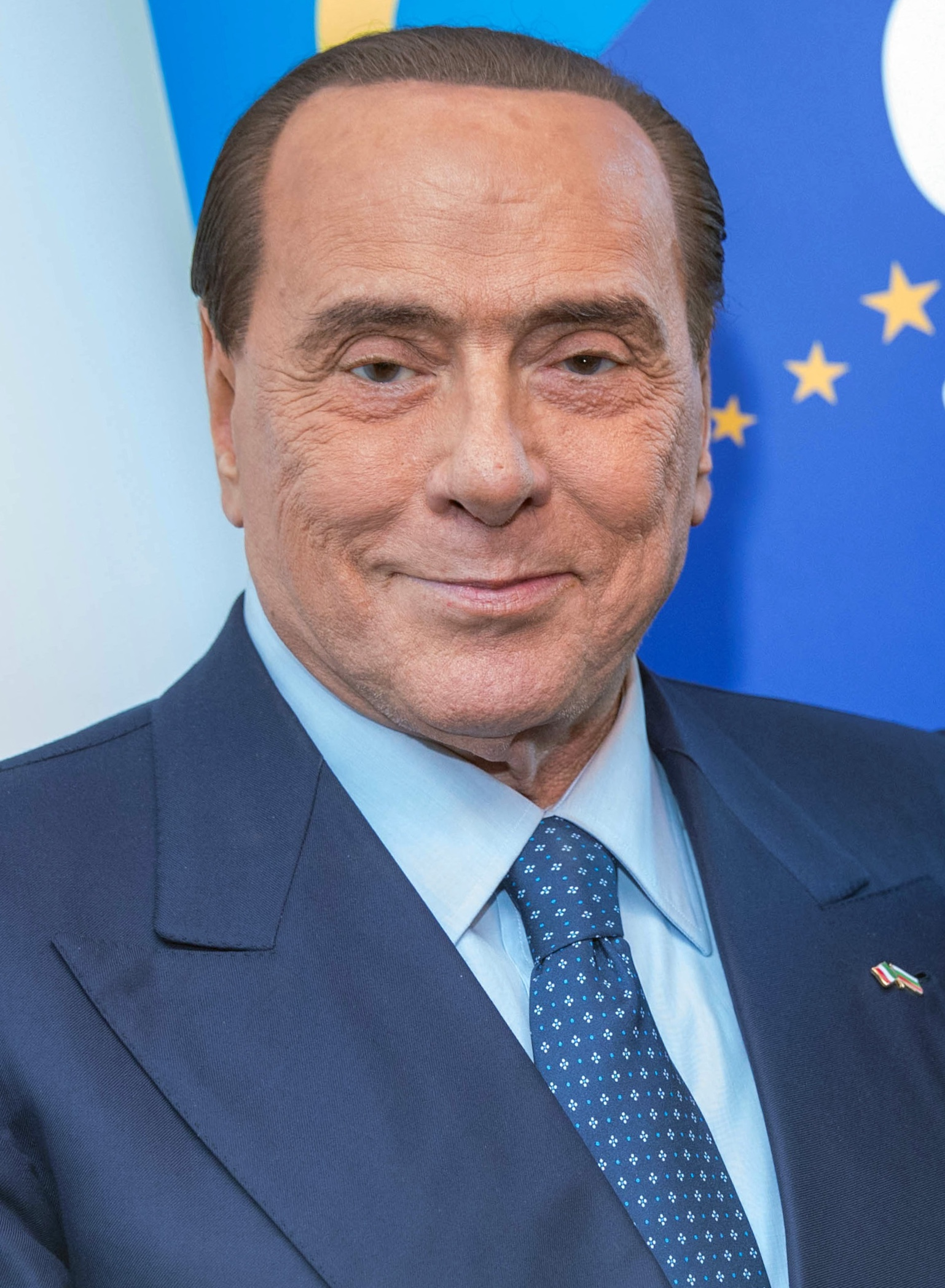
італійській політик Сільвіо Берлусконі у 2018 році

- Сільвіо Берлусконі, 86, італійській політик та підприємець, Прем'єр-міністр Італії (1994—1995, 2001—2006, 2008—2011)[660][661].
- Тріт Вільямс, 71, американський актор; ДТП[662].
- Гарві Гланс, 66, американський спринтер[663].
- Горячев Сергій Володимирович, 52, російський воєначальник, генерал-майор[664].
- Франческо Нуті, 68, італійській актор, сценарист, режисер та співак[665].
- Романчук Анатолій Олександрович, 78, український радянський діяч.
- Джон Роміта-старший, 93, американський художник коміксів[666].

### 11 червня
- Аокі Мікіо, 89, японський політик[667].

### 10 червня
- Клайв Баркер, 78, південноафриканський футбольний тренер[668].
- Теодор Качинський, 81, американський математик та терорист[669].
- Приходько Володимир Іванович, 89, радянський актор[670].
- Сапарбаєв Бердибек Машбекович, 70, казахстанський економіст та політик, віцепрем'єр-міністр Казахстану (2019—2020), міністр праці і соціального захисту населення Казахстану (2007—2009, 2019)[671].

### 9 червня
- Подолинний Анатолій Мусійович, 83, український літературознавець, поет, письменник та педагог, Заслужений працівник культури України (2001)[672].
- Ален Турен, 97, французький соціолог та педагог[673].

### 8 червня
- Луї Лебель, 83, канадський адвокат і суддя[674].
- Мороз Богдан Васильович, 69, радянський футболіст[675].
- Рале Рашич, 87, югославський і австралійський футболіст та тренер[676].
- Пет Робертсон, 93, американський телеєвангеліст, політик, медіамагнат, засновник телерадіокомпанії CBN та Регентського університету[677].

### 6 червня
- Франсуаза Жільо, 101, французька художниця[678].
- Майкл Мак-Фарлейн, 63, британський легкоатлет[679].
- Мозжухін Анатолій Олександрович, 85, український російськомовний поет, письменник, філософ, винахідник та громадський діяч[680].

### 5 червня
- Воробйов Роман Олександрович, 26, російський військовик, Герой Росії (посмертно)[681].
- Роберт Філіп Гансен, 79, американський урядовий агент (ФБР), засуджений за шпигунство на користь СРСР та Росії[682].
- Голованов Володимир Антонович, 83, радянський і російський письменник та сценарист, Заслужений діяч мистецтв Росії (2002)[683].

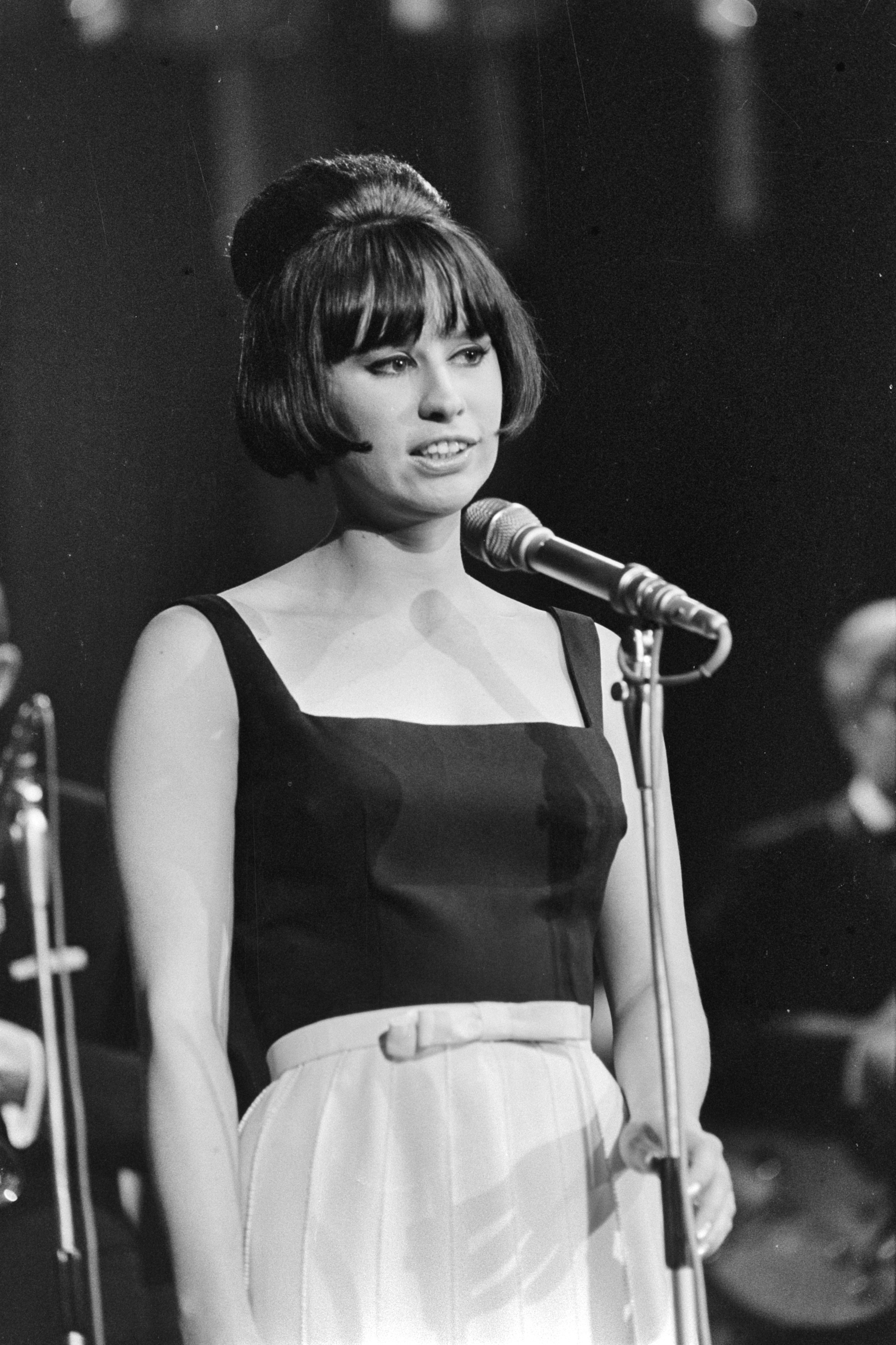
бразильська співачка Аструд Жілберту у 1966 році

- Аструд Жілберту, 83, бразильська співачка[684].
- Тіна Йомат-Петтерссон, 59, південноафриканська політична діячка, міністр сільського господарства ПАР (2009—2014), міністр енергетики ПАР (2014—2017)[685].
- Малахатько Вадим Володимирович, 46, українсько-бельгійський шахіст, гросмейстер (1999)[686].
- Озоліня Ліліта Арвідівна, 75, радянська і латвійська акторка, Заслужена артистка Латвійської РСР (1983)[687][688].
- Шимон Пілецький, 97, польський інженер, військовик та педагог[689].

### 4 червня
- Юзеф Кляса, 91, польський політик та дипломат, посол ПНР на Кубі (1969—1971), у Мексиці (1975—1980) та в Марокко (1982—1986)[690].
- Ковальський Леон Йосипович, 83, російський політик[691].
- Зденєк Поузар, 91, чеський ботанік, міколог[692].
- Суханов Ігор Анатолійович, 32, російський військовик, Герой Росії (посмертно).

### 3 червня
- Джим Гайнс, 76, американський спринтер та футболіст[693].

### 2 червня
- Красін Юрій Андрійович, 93, радянський і російський соціолог та політолог.
- Курбатов Сергій Володимирович, 51, український науковець, фахівець у галузі університетської освіти, філософ, культуролог та педагог[694].
- Віллі Маршалл, 91, канадський хокеїст[695].
- Кайя Сааріаго, 70, фінський композитор[696].
- Савєльєв Владислав Михайлович, 26, український воєнний льотчик[697].

### 1 червня
- Райнгольд Зенн, 86, австрійський саночник[698].
- Маргіт Карстенсен, 83, німецька акторка[699].
- Подибайло Данило Андрійович, 26, український поет та музикант[700].

## Травень

### 31 травня
- Крістіна Ата Айдо, 81, ганська письменниця та феміністка, міністр освіти Гани (1982—1983)[701].
- Айно Баліня, 88, латвійська співачка[702].
- Гришокіна Валентина Павлівна, 78, радянська та українська акторка, Заслужена артистка України (2019)[703].
- Теодорос Пангалос, 84, грецький політик та дипломат, віцепрем'єр-міністр Греції (2009—2012), міністр закордонних справ Греції (1996—1999)[704].
- Путіна Віра Миколаївна, 96, жінка, яка стверджувала, що є справжньою матір'ю Володимира Путіна; дата повідомлення про смерть[705].

### 30 травня
- Джон Біслі, 79, американський актор[706].

### 29 травня
- Томас Бюргенталь, 89, американський правник та педагог[707].
- Петер Зімонішек, 76, австрійський актор[708].
- Мішель Коте, 72, канадський актор[709].
- Вітезслав Маха, 75, чехословацький борець греко-римського стилю[710].
- Мостицька Тетяна Пахомівна, 74, українська художниця[711].

### 28 травня
- Антоніо Гала, 92, іспанський письменник, поет та журналіст[712].

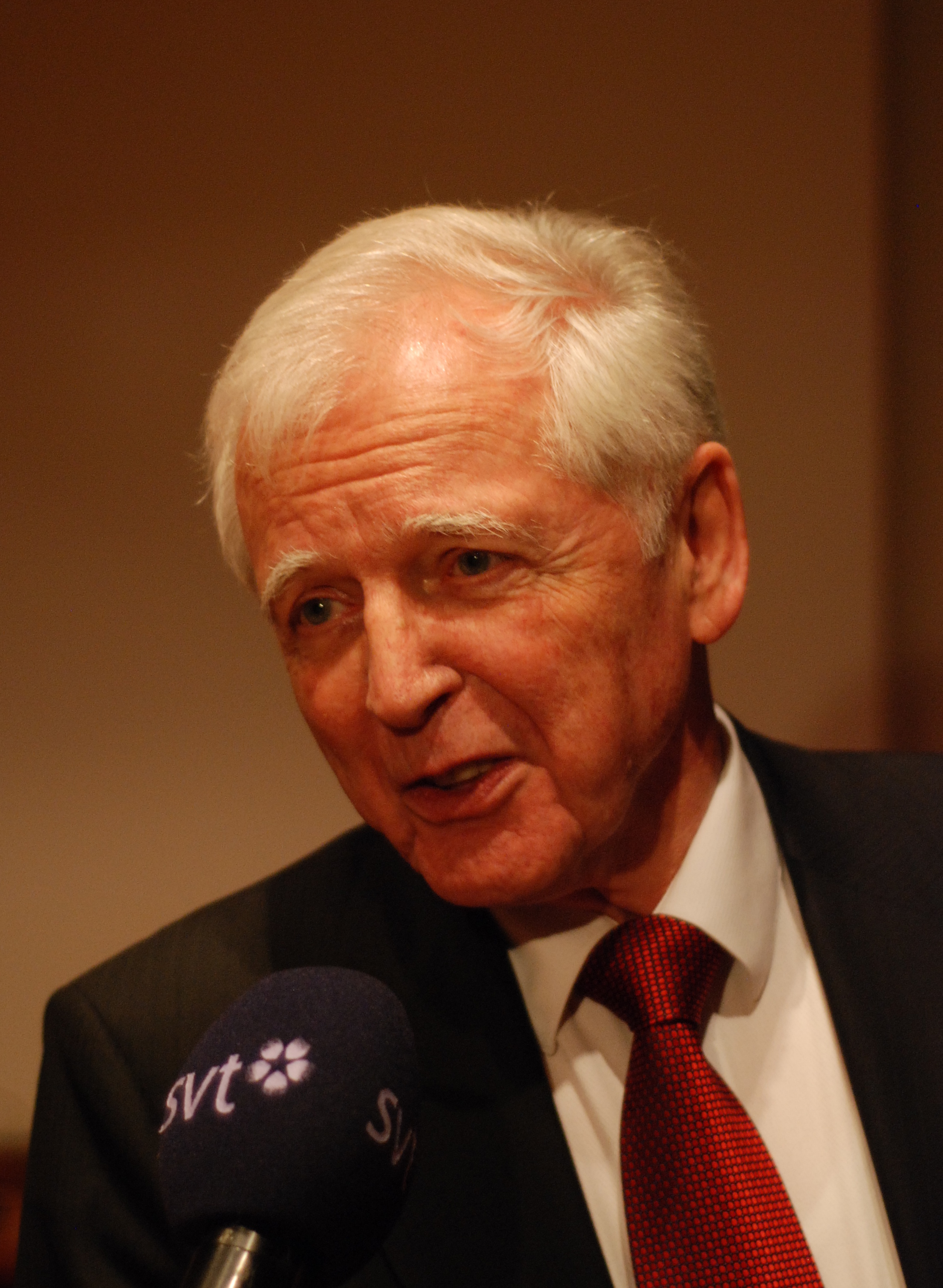
німецький вірусолог Гаральд цур Гаузен у 2008 році

- Гаральд цур Гаузен, 87, німецький вірусолог та педагог, лауреат Нобелівської премії з фізіології і медицини (2008, спільно з Люком Монтаньє і Франсуазою Барре-Сінуссі)[713].

### 27 травня
- Броварський Валерій Дмитрович, 61, український науковець, фахівець у галузі бджільництва, педагог[714].
- Есаулов Олександр Юрійович, 70, український письменник[715].
- Кабаков Ілля Йосипович, 89, радянський і американський художник та скульптор[716].
- Каряка Дмитро Вікторович, 45, український футболіст[717][718].

### 26 травня
- Драгун Юлія Юріївна, 67, українська письменниця[719][720].

### 25 травня
- Гері Кент, 89, американський актор, режисер та каскадер[721].
- Касаткін Вадим Федорович, 77, радянський та російський хірург-онколог[722].
- Конончук Тетяна Іванівна, 70, українська письменниця, літературознавець, культуролог та педагог[723].
- Карен Ламлі, 59, британська політична діячка[724].
- Гейзел Пламмер, 114, американська довгожителька[725].

### 24 травня
- Джордж Магаріс, 94, американський актор грецького походження[726].
- Матюхін Валерій Олександрович, 74, радянський і український диригент та піаніст, Народний артист України (2004)[727].

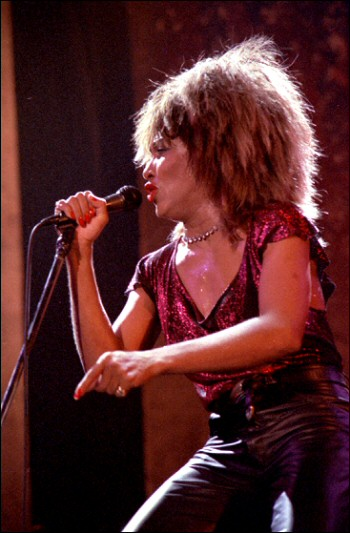
американська співачка Тіна Тернер у 1985 році

- Тіна Тернер, 83, американська співачка[728].

### 23 травня
- Ред Голт, 91, американський джазовий барабанщик[729].
- Роберт Зіммер, 75, американський математик, президент Чиказького університету (2006—2021)[730].
- Хасанова Аїда Іллясівна, 39, узбекистанська фехтувальниця[731].

### 22 травня
- Зіновьєв Євгеній Ельманович, 28, український військовик, Герой України (посмертно); дата повідомлення про смерть[732].
- Чес Ньюбі, 81, британський музикант, бас-гітарист гуртів The Beatles та The Quarrymen[733][734].
- Осієвський Євгеній Євгенович, 29, український антрополог та журналіст[735].
- Ерік Польгаммер, 68, чилійський поет[736].

### 21 травня
- Альма Адамкене, 96, литовська політична діячка та філантроп[737].
- Маргарет Арчер, 80, британський соціолог та педагог[738].
- Барчишин Григорій Григорович, 37, український футболіст[739].
- Мамалига Анастасія Іванівна, 82, радянська і українська журналістка, лінгвіст та педагог[740].
- Масловська Валентина Анатоліївна, 86, радянська легкоатлетка (спринт)[741].
- Вікторіано Санчес Армініо, 80, іспанський футбольний суддя, президент технічного комітету арбітрів Іспанської футбольної федерації (1993—2018)[742].
- Сінчак Михайло Григорович, 75, український залізничник, профспілковий діяч[743].
- Рей Стівенсон, 58, британський актор[744].

### 20 травня
- Астаф'єв Дмитро Володимирович, 32, російський військовик, Герой Росії (посмертно).
- Крістіан Аарон Булонь, 60, французький фотограф, актор та письменник[745].
- Дудкін Іван Федотович, 86, український фотохудожник.
- Марв Едвардс, 87, канадський хокеїст[746].
- Террі МакДермотт, 82, американський ковзаняр[747].
- Матвійчук Юліан Олександрович, 33, український політик, громадський діяч та військовик[748].
- Стернікова Марія Олександрівна, 79, радянська та російська акторка[749].

### 19 травня
- Мартін Еміс, 73, британський письменник та сценарист[750].
- Джевад Карахасан, 70, боснійський письменник[751].
- Тім Келлер, 72, американський пастор, теолог[752].
- Елла Стек, 94, австралійська політична діячка[753].
- Енді Рурк, 59, британський музикант, бас-гітарист гурту The Smiths[754].

### 18 травня

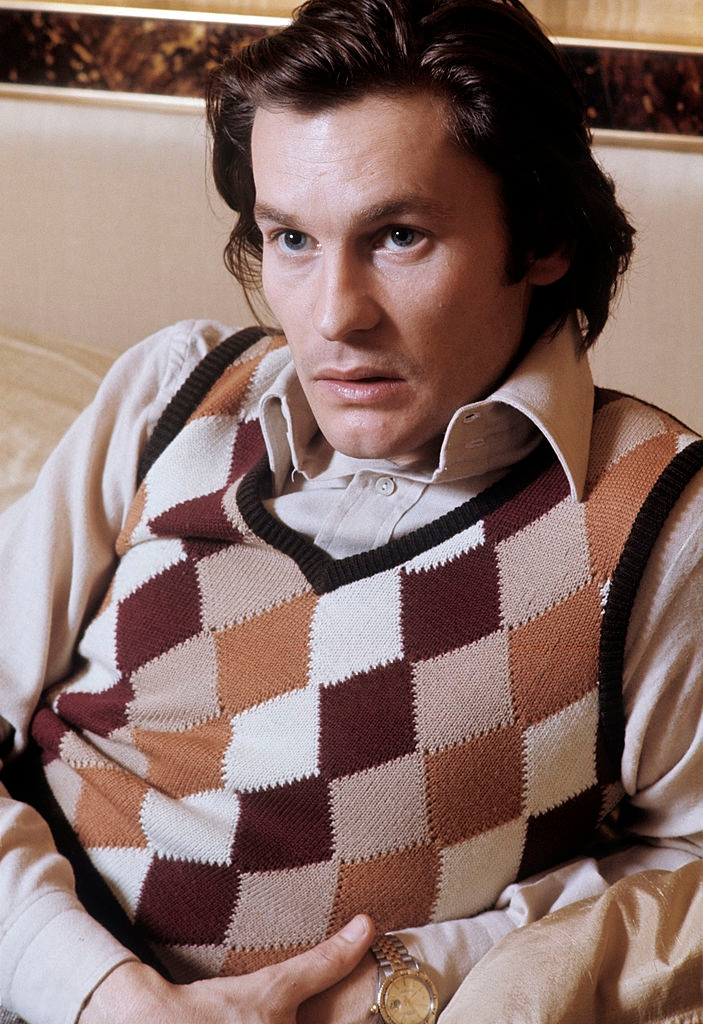
австрійський актор Гельмут Бергер у 1972 році

- Гельмут Бергер, 78, австрійський актор[755].
- Джим Браун, 87, американський футболіст та актор[756].
- Масатосі Неї, 92, японсько-американський біолог та педагог[757].
- Овод Валентина Яківна, 76, радянська і українська письменниця, журналістка та громадська діячка[758].

### 17 травня
- Джеймс Гартл, 83, американський фізик[759].
- Ян Ульссон, 79, шведський футболіст та тренер[760].

### 16 травня
- Дутковський Лев Тарасович, 80, український композитор, режисер та педагог, засновник та керівник ВІА Смерічка, Народний артист України (1997)[761].
- Пер Рентвед, 74, данський футболіст[762].

### 15 травня
- Боков Мустафа Курейшевич, 36, російський військовик, Герой Росії (посмертно)[763].
- Козловський Євген Антонович, 76, радянський і російський письменник, режисер та сценарист[764].
- Роберт Емерсон Лукас, 85, американський економіст, лауреат Нобелівської премії з економіки (1995)[765].

### 14 травня
- Дойл Брансон, 89, американський гравець у покер[766].
- Ферран Олівелья, 86, іспанський футболіст[767].

### 13 травня
- Бідзіля Микола Іванович, 92, український біолог, політик, педагог та громадський діяч[768].
- Сивілла Левічарофф, 69, німецька письменниця[769].
- Лісяний Микола Іванович, 77, український імунолог, Заслужений діяч науки і техніки України (1996)[770].
- Макаров В'ячеслав Володимирович, 44, російський військовик, Герой Росії (посмертно)[771].
- Юрген Трампф, 91, німецький дипломат[772].

### 12 травня
- Гудрамович Вадим Сергійович, 86, радянський і український науковець та педагог[773].
- Овен Девідсон, 79, австралійський тенісист[774].
- Климчук Олександр Борисович, 66, український гідрогеолог, головний редактор фахового видання «Геологічний журнал» (2021—2023)[775].

### 11 травня

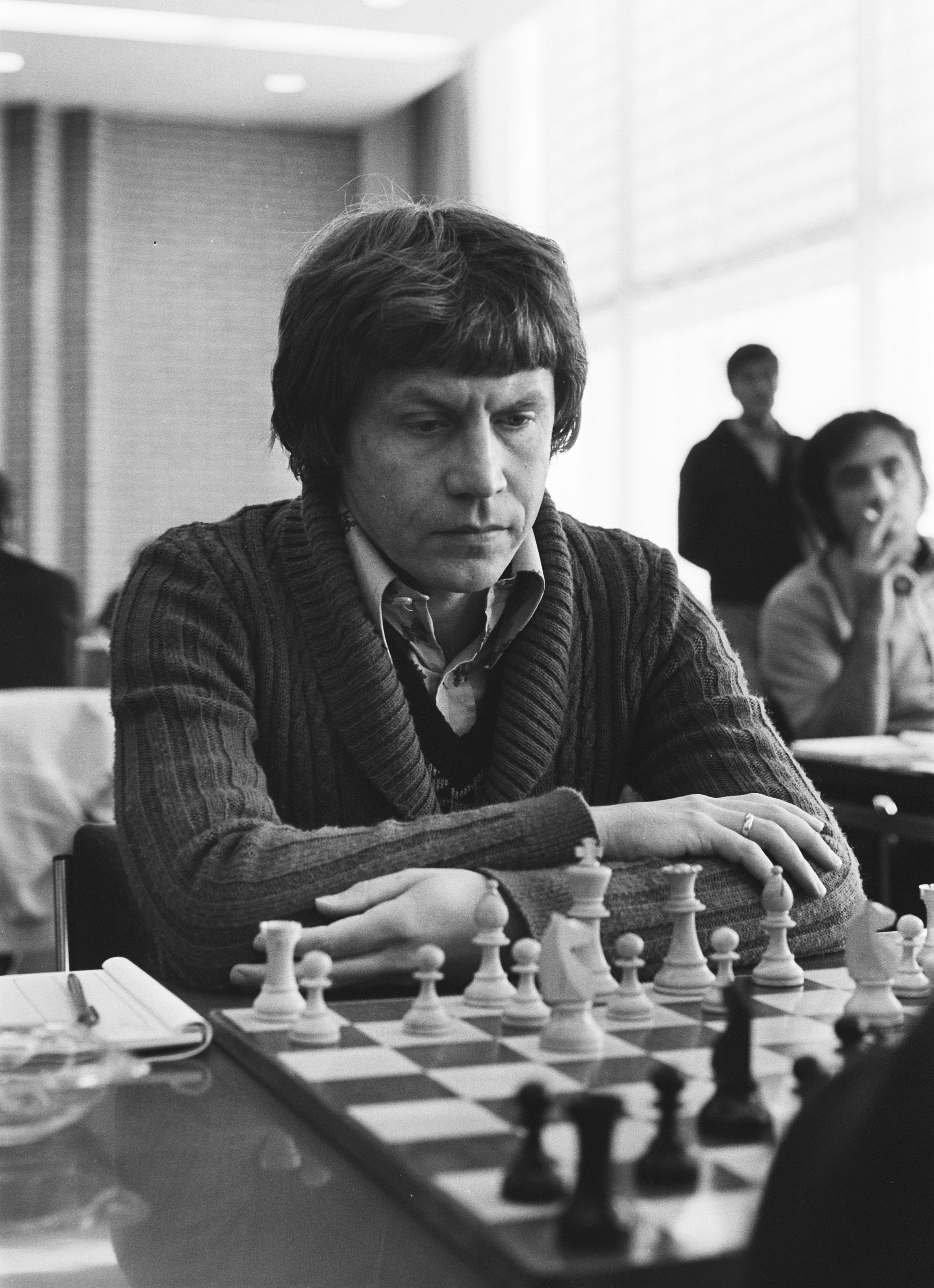
угорський шахіст Андраш Адор'ян у 1978 році

- Андраш Адор'ян, 73, угорський шахіст, гросмейстер (1973)[776].
- Кеннет Енгер, 96, американський режисер, сценарист та письменник[777].
- Кривий Денис Олександрович, 34, український фотохудожник[778].
- Куравський Зіновій Васильович, 78, радянський і український політик та дипломат[779].

### 10 травня
- Костіков Валерій Іванович, 85, радянський та російський матеріалознавець[780].
- Кухаренко Валерія Андріївна, 95, радянський і український мовознавець та педагог.
- Маркова Олена Володимирівна, 100, радянський та російський кібернетик[781].
- Енріко Ольдоїні, 77, італійський режисер та сценарист[782].
- Хорольська Алла Борисівна, 97, радянська та українська акторка, Заслужена артистка України (1993)[783].
- Щерба Катерина Василівна, 94, зв'язкова УПА[784].

### 9 травня
- Антоніо Карбахаль, 93, мексиканський футболіст (голкіпер) та тренер[785].
- Вілферд Маделунг, 92, німецько-американський історик-орієнталіст[786].
- Арман Солдін, 32, французький журналіст боснійського походження[787].

### 8 травня
- Бачинський Юрій Петрович, 46, український військовик[788].
- Ганоцький Василь Леонтійович, 71, радянський і український художник та педагог[789].
- Ріта Лі, 75, бразильська співачка[790].

### 7 травня
- Дибо Володимир Антонович, 92, радянський і російський лінгвіст та педагог[791].
- Колянчук Олександр Миколайович, 91, польський історик та громадський діяч[792].
- Вік Стасюк, 93, канадський хокеїст та тренер[793].
- Соня Червена, 97, чеська співачка (меццо-сопрано)[794].

### 6 травня
- Френк Козик, 61, американський графічний дизайнер[795].
- Крамар Дмитро Валерійович, 23, український військовик, Герой України (посмертно)[796].
- Марк Лалонд, 93, канадський юрист і політик[797].
- Ганна Піткін, 91, американський політолог та педагог[798].
- Гарі Прадо Сальмон, 84, болівійський військовик, політик та дипломат[799].
- Менахем Пресслер, 99, ізраїльсько-американський піаніст та педагог[800].
- Смітюх Анатолій Антонович, 51, український військовик, Герой України (посмертно)[801].

### 5 травня
- Баранов Валерій Олексійович, 66, український політик[802].
- Семюел Торнтон Дарранс, 79, американський астронавт[803].
- Арсеніо Іглесіас, 92, іспанський футболіст та тренер[804].
- Лук'янова Ірина Сергіївна, 56, український кардіолог.
- Лях Максим Сергійович, 23, український військовик, Герой України (посмертно)[805].
- Сійрі Рантанен, 98, фінська лижниця[806].

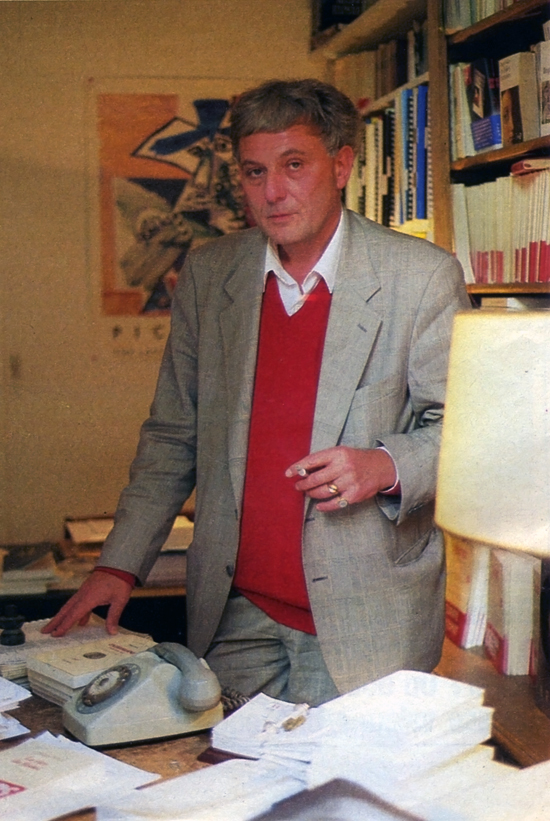
французький письменник Філіпп Соллерс у 1992 році

- Філіпп Соллерс, 86, французький письменник, засновник літературних журналів «Тель Кель» та «Інфіні»[807].
- Шелест Микола Антонович, 85, український винахідник[808].

### 4 травня
- Террі Вон, 50, американський футбольний суддя, арбітр ФІФА (2004—2016)[809].
- Петр Кліма, 58, чеський хокеїст[810].
- Ріфат Растодер, 72, чорногорський політик, письменник та журналіст[811].

### 3 травня
- Торі Бові, 32, американська легкоатлетка[812].
- Никиця Валентич, 72, хорватський політик, Прем'єр-міністр Хорватії (1993—1995)[813].

### 2 травня
- Каніщенко Леонід Олексійович, 94, радянський і український економіст, педагог та громадський діяч[814].
- Павел Смоленський, 63, польський журналіст та письменник[815].
- Юдашкін Валентин Абрамович, 59, радянський та російський модельєр, Заслужений діяч мистецтв Росії (1999)[816].

### 1 травня
- Ґордон Лайтфут, 84, канадський співак[817].
- Гастон Тусет, 80, мексиканський актор та режисер[818].

## Квітень

### 30 квітня
- Ральф Бостон, 83, американський легкоатлет (стрибки у довжину)[819].
- Драган Григорій Сильвестрович, 74, радянський та український фізик.
- Зайцев В'ячеслав Михайлович, 85, радянський і російський модельєр та художник[820].
- Кондратський Леонід Степанович, 87, радянський та український архітектор[821].

### 29 квітня
- Абу аль-Хусейн аль-Хусейні аль-Кураші, ?, ісламістський терорист, четвертий халіф Ісламської держави (2022—2023)[822].
- Петко Димитров, 78, болгарський морський геолог та оеанолог[823].
- Колесников Сергій Валентинович, 68, радянський та російський актор, Заслужений артист Росії (1994)[824].
- Мукан Володимир Сергійович, 35, український філолог, журналіст, PR-менеджер, викладач, автоблогер, один із організаторів найбільшого технічного фестивалю України OldCarLand, військовик[825].
- Ніколае Нягоє, 81, румунський бобслеїст[826].
- Петров Юрій Анатолійович, 48, радянський, російський та український футболіст[827].

### 28 квітня
- Петер Лілієнталь, 93, німецький режисер, сценарист, актор та педагог[828].
- Джим Фокс, 81, британський спортсмен (сучасне п'ятиборство)[829].

### 27 квітня
- Бакуменко Олександр Данилович, 69, радянський і український письменник та журналіст, голова Українського фонду культури ім. Бориса Олійника[830].
- Бурлаков Віктор Михайлович, 75, український політик та громадський діяч[831].
- Віктор Височанський, 84, голова Польсько-католицької церкви, єпископ Варшави (1995—2023)[832].
- Каменщик Василь Вікторович, 79, український скульптор та архітектор[833].
- Джеррі Спрінгер, 79, американський телеведучий та політик, мер Цинцинаті (1977—1978)[834].

### 26 квітня
- Хмельов Сергій Віталійович, 65, український музикант та педагог, Заслужений артист України (2020)[835].

### 25 квітня

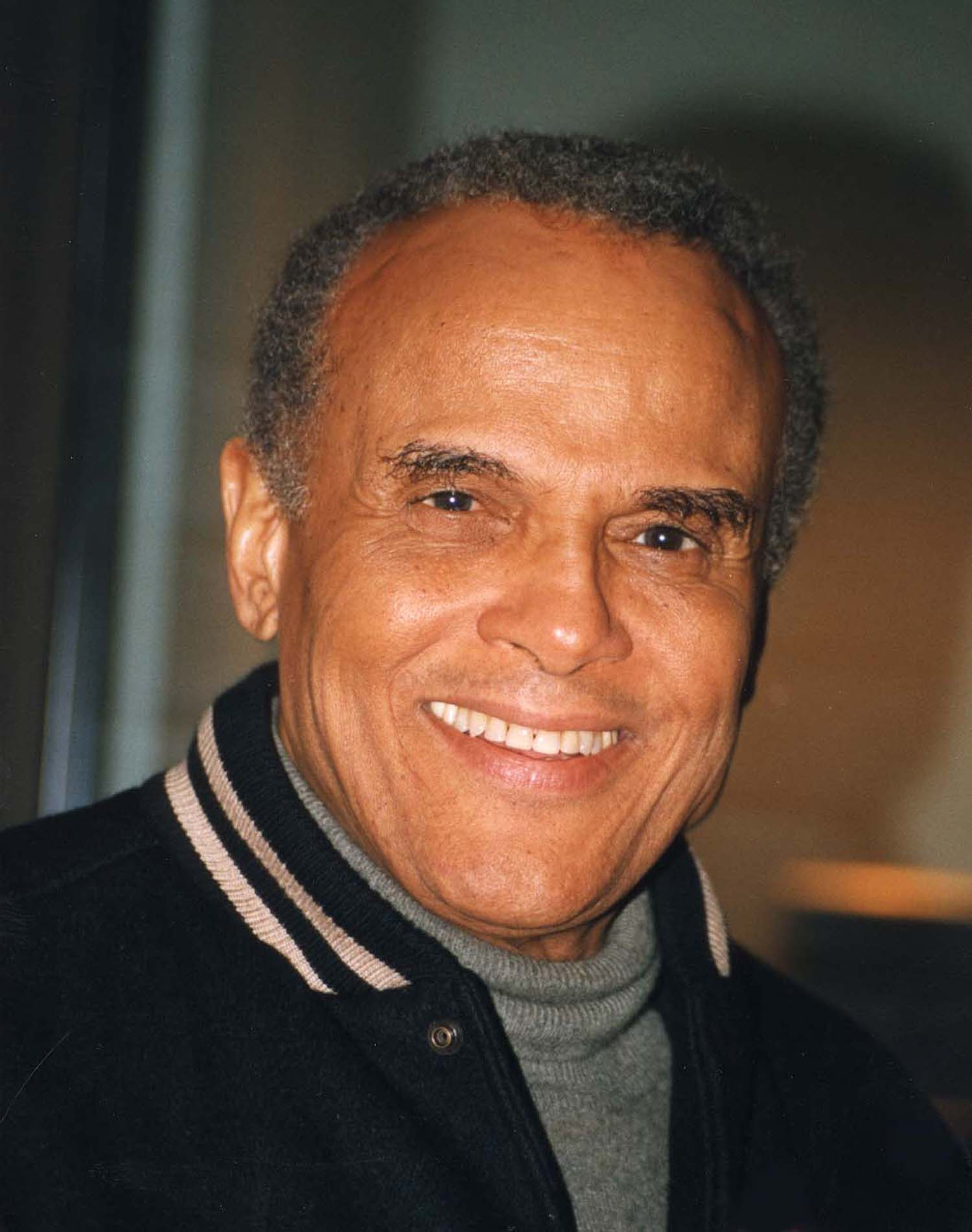
американський співак Гаррі Белафонте у 1996 році

- Гаррі Белафонте, 96, американський співак, актор та громадський активіст[836].
- Крепкіна Віра Самуїлівна, 90, радянська українська легкоатлетка[837].
- Сливоцький Михайло Юрійович, 78, український співак та педагог, Заслужений діяч мистецтв України[838].

### 24 квітня
- Сенахід Галілович, 65, боснійський лінгвіст[839].

### 23 квітня
- Борисов Валентин Михайлович, 72, радянський, український та російський політик[840].

### 22 квітня
- Артемій (Кищенко), 70, ієрарх РПЦ, архієпископ Гродненський та Волковиський (1996—2021)[841].
- Мудар Бадран, 89, йорданський політик, Прем'єр-міністр Йорданії (1976—1979, 1980—1984, 1989—1990)[842].
- Бобикін Леонід Федорович, 93, радянський політик.
- Бондаренко Олександр Михайлович, 45, український журналіст[843].
- Роман Когут, 68, канадсько-український співак, акордеоніст та композитор, засновник та вокаліст гурту Буря[844][845].
- Муравльов Олексій Олексійович, 98, радянський і російський композитор та педагог, Заслужений діяч мистецтв Росії (1981)[846].

### 21 квітня
- Стенлі Десер, 92, американський фізик та педагог[847].
- Хуан Карлос Сарнарі, 81, аргентинський футболіст та тренер[848].
- Даля Куодітє, 61, литовська політична діячка, історик та громадська активістка[849].

### 20 квітня
- Маркас Зінґеріс, 76, литовський письменник, поет, журналіст та перекладач, директор Державного єврейського музею Віленського Гаона (2005—2019)[850].
- Жозеп Фусте, 82, іспанський футболіст[851].
- Шестаков В'ячеслав Павлович, 87, радянський і російський філософ, культуролог та мистецтвознавець[852].

### 19 квітня

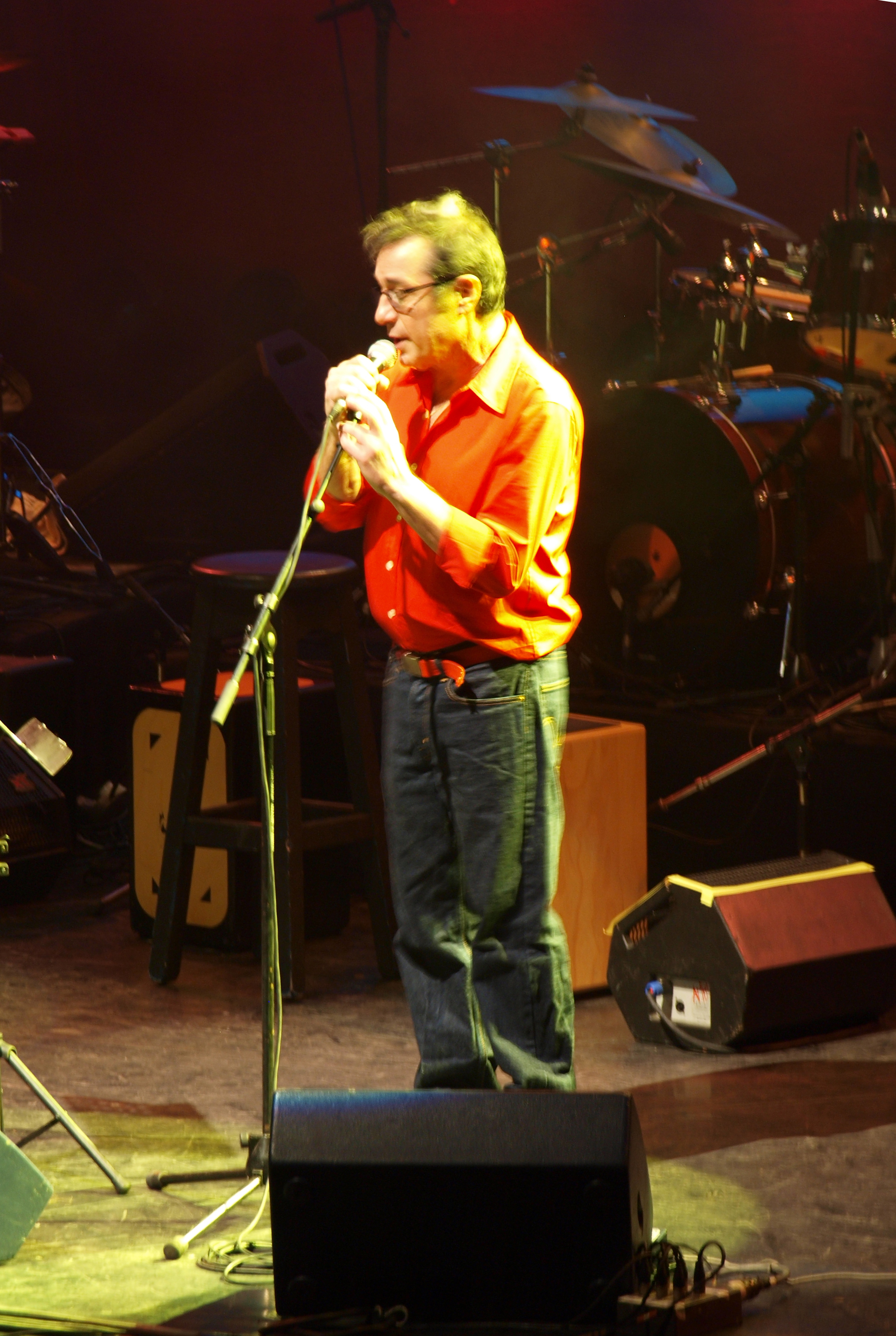
ізраїльський поет Йонатан Гефен у 2009 році

- Йонатан Гефен, 76, ізраїльський поет, письменник, журналіст та перекладач[853].
- Фінбар Кафферкі, ?, ірландський політичний активіст та військовик[854].
- Мельниченко Володимир Володимирович, 91, радянський і український художник, скульптор та архітектор[855].
- Елена Пампулова, 50, болгарська тенісистка[856].
- Петров Дмитро Дмитрович, ?, російський етнограф та анархіст[857].
- Швець Микола Якович, 87, радянський і український юрист та громадський діяч, директор Інституту інформатики і права Національної академії правових наук України (2001—2010), Заслужений діяч науки і техніки України (1995)[858].

### 18 квітня
- Грошовий Тарас Андрійович, 81, український науковець у галузі фармації[859].
- Віллі Маккартер, 76, американський баскетболіст[860].
- Панчук Дмитро Оксентович, 81, радянський і український журналіст та педагог, головний редактор газети «Житомирщина»[861].
- Тартишников Олександр Максимович, 80, радянський та український актор[862].
- Шевченко Вадим Вікторович, 66, радянський і український футболіст та футбольний суддя[863].
- Якимчук Олександр Павлович, 67, радянський та український актор, Народний артист України (2005)[864].

### 17 квітня
- Барна Олег Степанович, 55, український політик, правозахисник та педагог[865].
- Сантос Ільдебрандо Рівас Гарсія, 111, сальвадорський довгожитель[866].
- Шкапенко Павло Леонідович, 50, український футболіст[867].

### 16 квітня
- Валуцина Валентина Михайлівна, 69, радянський та український лікар-профпатолог, директор Інституту медико-екологічних проблем Донбасу та вугільної промисловості (2012—2023)[868].
- Ахмад Джамал, 92, американський джазовий піаніст, композитор та педагог[869].

### 15 квітня
- Квасниця Юліан Григорович, 63, український скульптор, художник та педагог, чоловік Лілеї Квасниці-Амбіцької[870].
- Махтіна Євгенія Наумівна, 92, радянський і український кінознавець[871].

### 14 квітня
- Білокінь Сергій Іванович, 74, український історик, Заслужений діяч науки і техніки України (2007)[872].
- Богомолов Юрій Олександрович, 86, радянський і російський кінознавець та кінокритик[873].

### 13 квітня
- Карбан Анатолій Євгенович, 55, український педагог та громадський діяч[874].

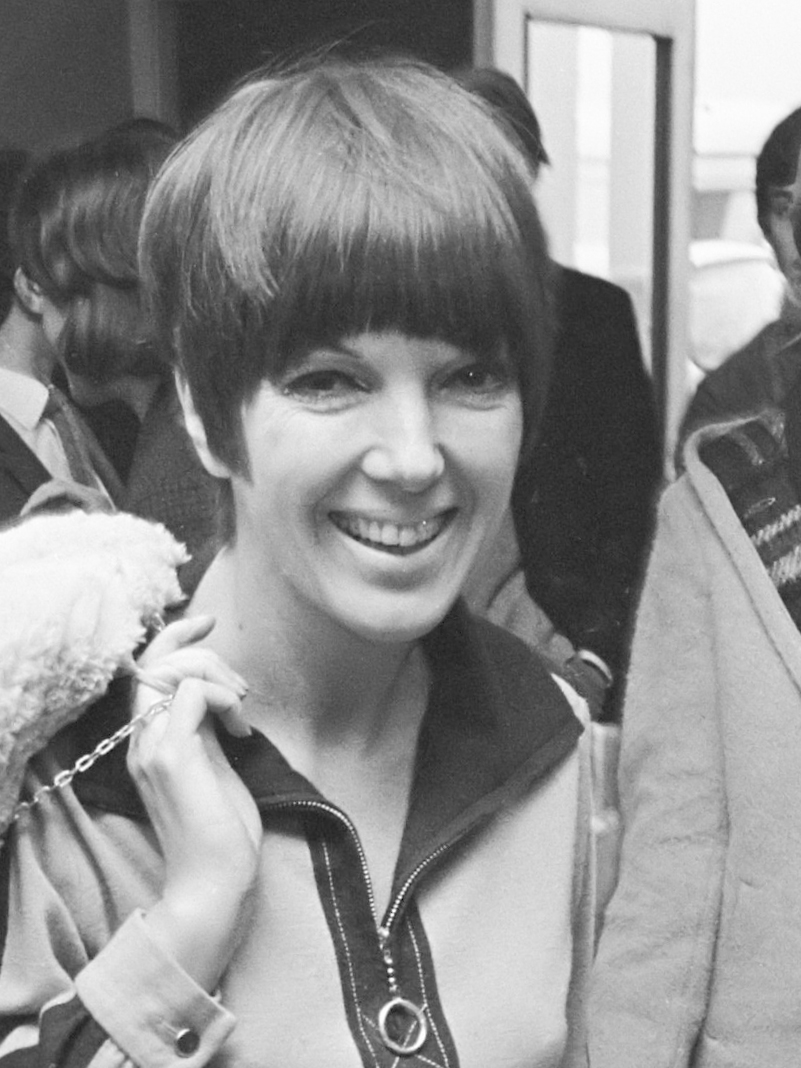
британська модельєрка Мері Квант у 1966 році

- Мері Квант, 93, британський модельєр[875].
- Лама Сопа, 76, непальський чернець-бгікшу, наставник з тибетського буддизму традиції гелуг, письменник[876].
- Точинов Віктор Павлович, 56, російський письменник-фантаст[877].

### 12 квітня
- Багіров Едуард Ісмаїлович, 47, російський письменник, сценарист та політтехнолог[878].
- Калантай Іван Федорович, 86, український радянський діяч, Герой Соціалістичної Праці (1981)[879].
- Панов Микола Іванович, 82, радянський і український правознавець та педагог, Заслужений діяч науки і техніки України (1995)[880].

### 11 квітня
- Топузов Юрій Борисович, 86, радянський та український диригент, Заслужений діяч мистецтв України (1997)[881].
- Меїр Шалев, 74, ізраїльський письменник та журналіст[882].

### 10 квітня
- Гасенко Олексій Павлович, 84, український поет, композитор та педагог[883].
- Істоміна Енесса Георгіївна, 88, радянський і російський історик та педагог[884].
- Енн Перрі, 84, британська письменниця[885].

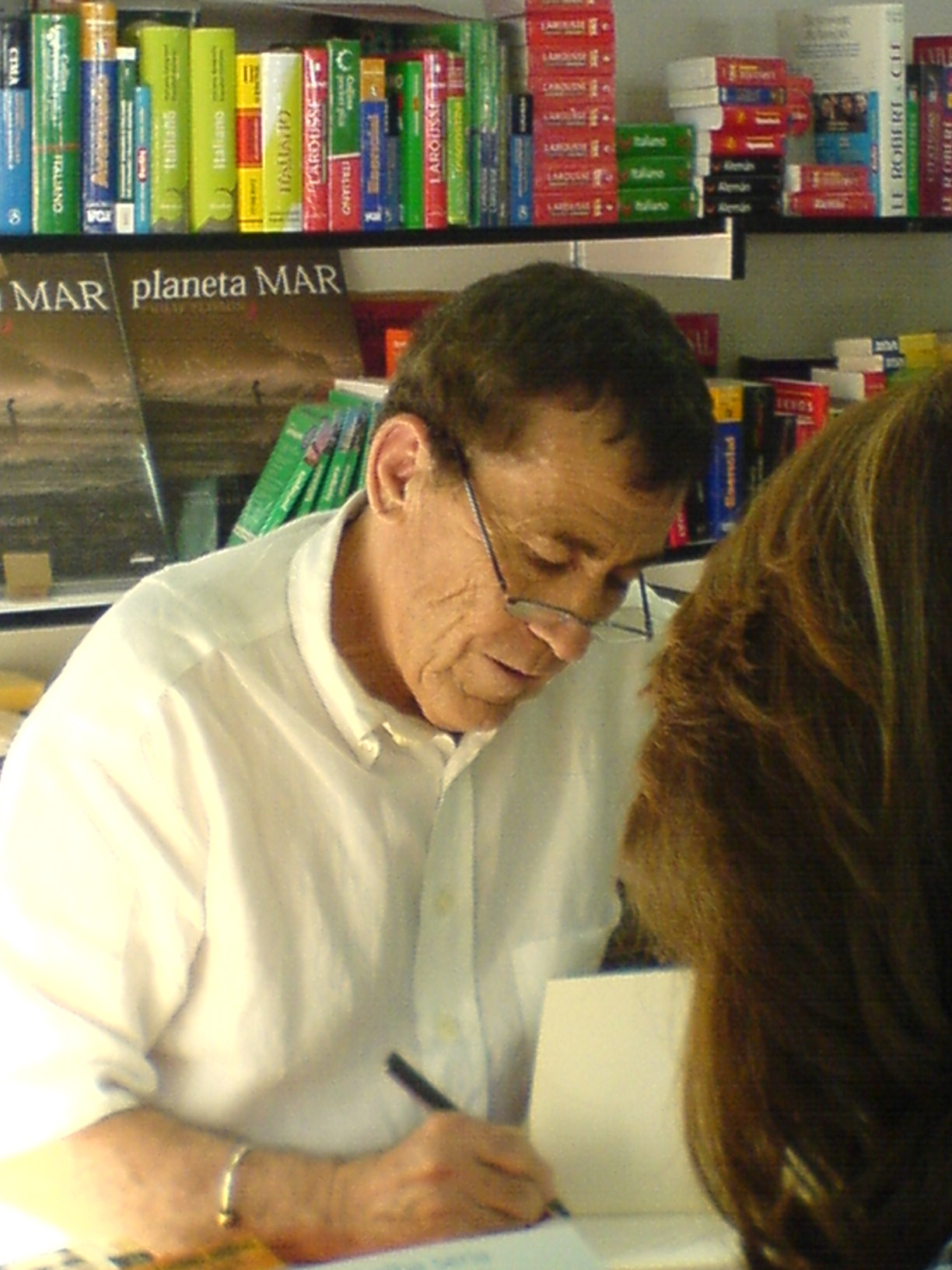
іспанський письменник Фернандо Санчес Драго у 2007 році

- Фернандо Санчес Драго, 86, іспанський письменник[886].

### 9 квітня
- Гур'єв Тарас Анатолійович, 33, український військовик, Герой України (посмертно)[887].
- Лютий Григорій Іванович, 74, український поет[888].
- Мацей Прус, 85, польський режисер та актор[889].
- Роберто Фріджеріо, 84, швейцарський футболіст[890].

### 8 квітня
- Майкл Лернер, 81, американський актор[891].
- Матійчук Василь Васильович, 32, український військовик, Герой України (посмертно)[892].

### 7 квітня
- Елізабет Копп, 86, швейцарська політична діячка та юрист[893].
- Негреба Олександр Валеріанович, 61, радянський і російський актор та режисер[894].
- Чарльз Скрайвер, 92, канадський науковець[895].
- Бен Ференц, 103, американський юрист і педагог[896].

### 6 квітня
- Хосеп Піке-і-Кампс, 68, іспанський політик, міністр промисловості Іспанії (1996—2000), міністр закордонних справ Іспанії (2000—2002), міністр науки і технологій Іспанії (2002—2003)[897].
- Норман Рейнольдс, 89, британський художник-постановник[898].
- Стретович Володимир Миколайович, 64, український політик та юрист; ДТП[899].
- Ніколає Черномаз, 74, молдовський дипломат, міністр закордонних справ Молдови (2000—2001), посол Молдови в Україні (2003—2005)[900].

### 5 квітня
- Алимов Олександр Миколайович, 99, радянський та український економіст, Заслужений діяч науки і техніки України (1998)[901].
- Білл Батлер, 101, американський кінооператор[902].
- Маргарита Ваклінова, 83, болгарська археологиня[903].
- Серджо Горі, 77, італійський футболіст[904].

### 4 квітня

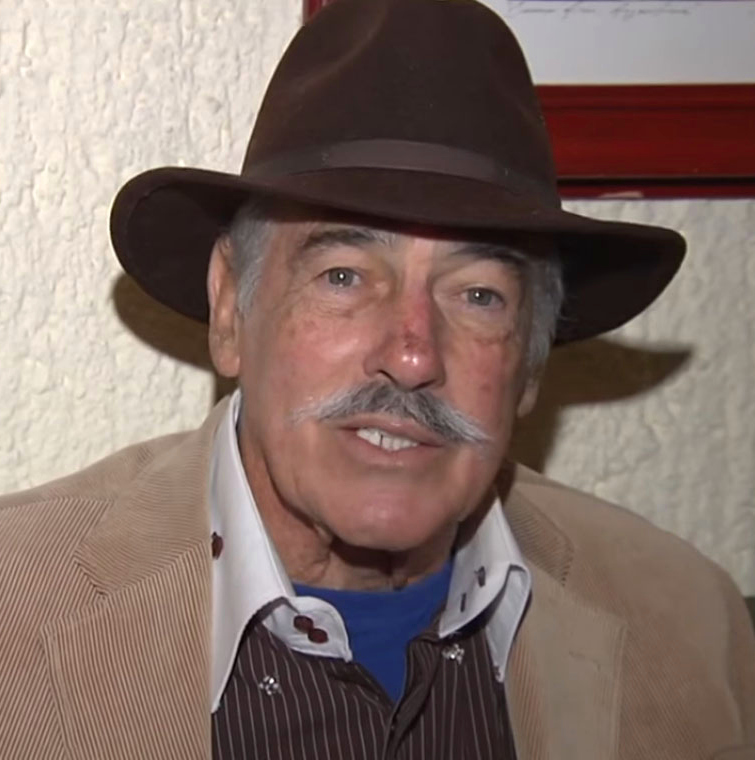
мексиканський актор Андрес Гарсія у 2018 році

- Андрес Гарсія, 81, мексиканський актор[905].
- Парипса Михайло Сергійович, 76, український громадський активіст, голова асоціації «Українці Казахстану», Заслужений працівник культури України (1997)[906].
- Резніков Володимир Петрович, 72, радянський та український журналіст[907].
- Старовицький Костянтин Геннадійович, 40, український диригент та військовик[908].

### 3 квітня
- Маріо Божич, 39, боснійський футболіст сербського походження[909].
- Найджел Лоусон, 91, британський політик та журналіст[910].
- Войцех Пестка, 71, польський поет, письменник та перекладач[911].

### 2 квітня
- Висоцький Ігор Якович, 69, радянський і російський боксер та тренер[912].
- Владлен Татарський, 40, російський блогер та пропагандист[913].

### 1 квітня
- Гетманський Олександр Миколайович, 63, радянський та український актор, Народний артист України (2004)[914].
- Кияниця Василь Васильович, 73, радянський і український педагог, радіоспортсмен та громадський діяч[915].
- Влодзімеж Шмідт, 79, польський шахіст та тренер, гросмейстер (1976)[916].

## Березень

### 31 березня
- Бубер Євген Борисович, 51, радянський і український актор та телеведучий, директор Одеського театру юного глядача ім. Ю. Олеші (2010—2017), Заслужений діяч мистецтв України (2015)[917].
- Гумецька Ася Сергіївна, 97, українсько-американська славістка, педагог та громадська діячка[918][919].
- Христо Живков, 48, болгарський актор[920].
- Кондратенко Микола Андрійович, 34, російський військовик, Герой Росії (посмертно)[921].
- Костюченкова Ірина Анатоліївна, 61, радянська і українська легкоатлетка (метання списа) та тренер[922].
- Мерінов Віталій Олександрович, 32, український кікбоксер, боксер та військовик[923].
- Раббі Немаліу, 75, політик, Прем'єр-міністр Папуа Нової Гвінеї (1988—1992)[924].
- Трепавлов Вадим Вінцерович, 62, російський історик та педагог[925].

### 30 березня
- Меїр Візелтір, 82, ізраїльський поет та перекладач[926].

### 29 березня
- Дерюгіна Альбіна Миколаївна, 91, радянський і український тренер з художньої гімнастики, Герой України (2002)[927].
- Корін Леонід Євгенович, 47, російський сценарист[928].

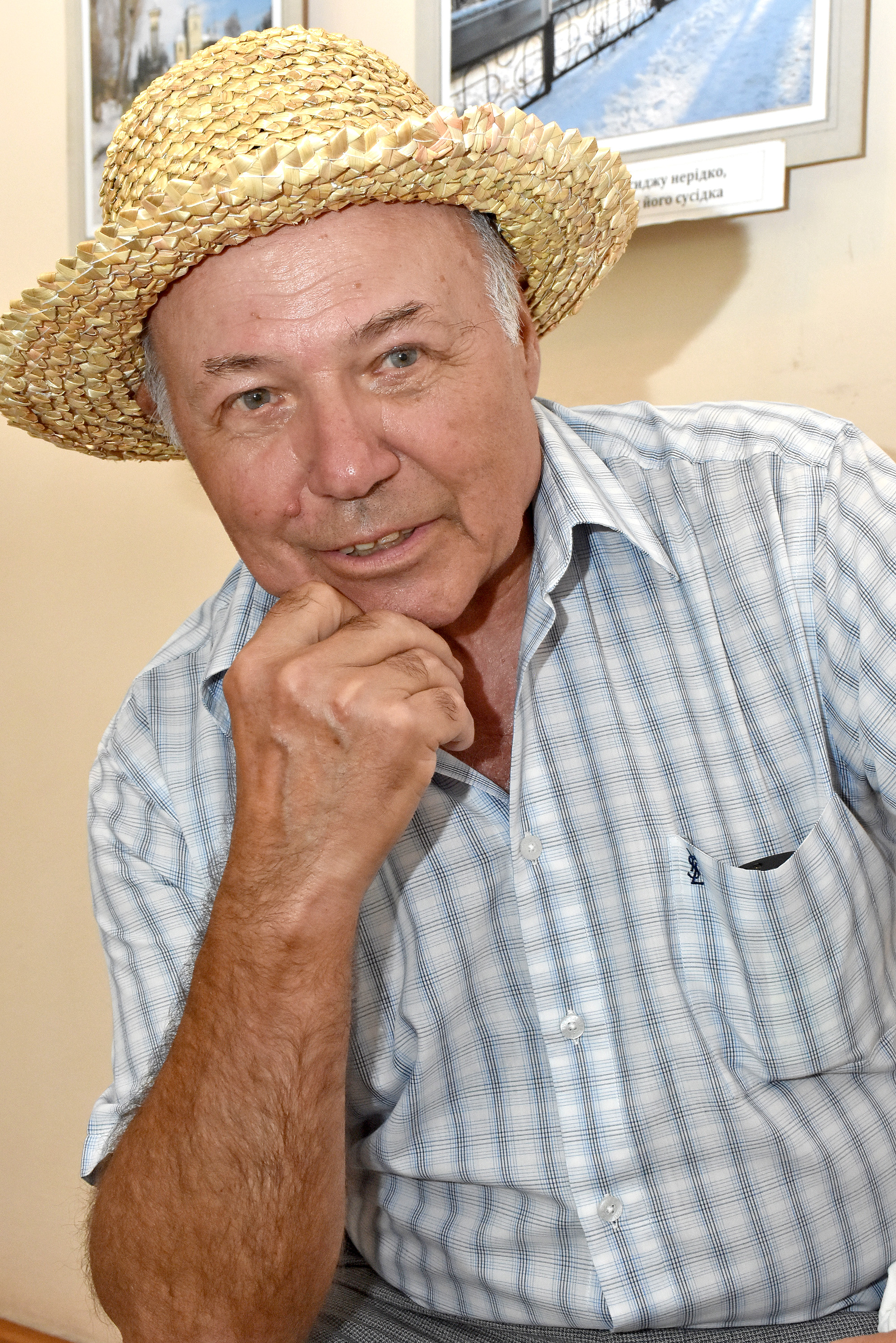
український журналіст Михайло Ониськів у 2016 році

- Ониськів Михайло Михайлович, 81, український журналіст, краєзнавець та літературознавець, головний редактор видавництва «Збруч» (1994—1998)[929].
- Оюн Вадим Орамбалович, 79, російський тувинський політик[930].

### 28 березня
- Битяк Юрій Прокопович, 73, радянський і український правознавець та педагог, Заслужений діяч науки і техніки України (2007)[931].

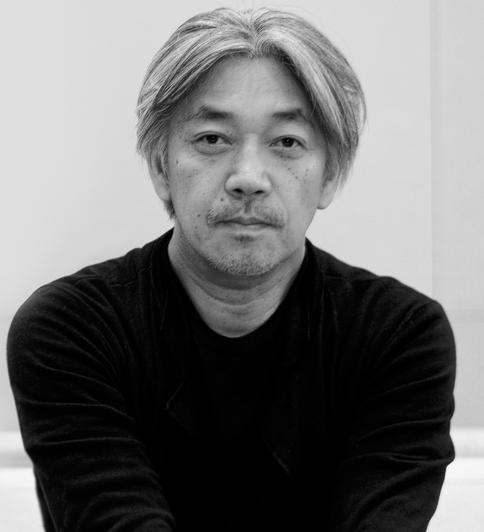
японський композитор Рюїті Сакамото у 2007 році

- Рюїті Сакамото, 71, японський композитор, актор та педагог[932].
- Манфред Шефер, 80, австралійський футболіст та тренер[933].

### 27 березня
- Вім Де Біє, 83, нідерландський комік, письменник та співак[934].

### 26 березня
- Дупак Микола Лук'янович, 101, радянський і російський актор та режисер, Заслужений артист Росії (1980), Заслужений артист України (2012)[935].
- Лисицький Дмитро Михайлович, 48, російський військовик, Герой Росії (2015)[936].
- Карл-Йозеф Раубер, 88, німецький куріальний кардинал та ватиканський дипломат[937][938].

### 25 березня
- Крістофер Ганнінг, 78, британський композитор[939].
- Яков Зів, 91, ізраїльський математик та педагог[940].
- Паскуаль Мокумбі, 81, мозамбіцький політик, Прем'єр-міністр Мозамбіку (1994—2004)[941].
- Слободян Валентина Романівна, 85, радянський і український кінознавець та педагог, Заслужений працівник культури України (2003)[942].
- Федорченко Олександр Іванович, 48, український військовик, Герой України (посмертно)[943].
- Щоголев Іван Євгенович, 24, український військовик, Герой України (посмертно)[944].

### 24 березня
- Гордон Мур, 94, американський інженер, підприємець та філантроп, співзасновник компанії Intel[945].
- Слободян Анатолій Васильович, 69, український залізничник, директор Укрзалізниці (1997—2000), керівник Південно-Західної залізниці (2000—2002)[946].

### 23 березня
- Корнієнко Володимир Володимирович, 73, український залізничник та держслужбовець, директор Укрзалізниці (2005)[947].
- Матковський Орест Іллярович, 93, український мінералог та педагог[948].
- Нейштадт Яків Ісайович, 99, радянський і ізраїльський шахіст та шаховий історик[949][950].

### 22 березня
- Адаменко Ігор Миколайович, 84, радянський і український фізик та педагог[951].
- Ребекка Джонс, 65, мексиканська акторка[952].
- Друкований Михайло Федорович, 91, український науковець та педагог, Заслужений винахідник України[953].
- Феофілакт (Мойсеєв), 73, ієрарх РПЦ, єпископ Дмитрієвський, вікарій Патріарха Московського і всієї Русі (2011—2021), єпископ Брянський і Севський (2002—2011)[954].
- Чуров Володимир Євгенович, 70, російський політик та дипломат[955].
- Віра Шош, 92, угорський математик та педагог[956].

### 21 березня
- Пітер Вернер, 76, американський режисер[957].
- Козаренко Олександр Володимирович, 59, український піаніст, композитор та педагог; COVID-19[958].

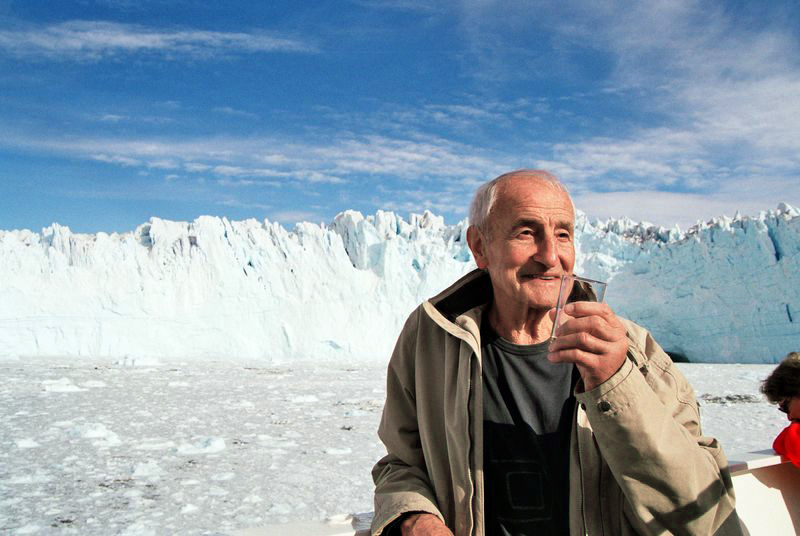
французький кліматолог Клод Лорі у 2008 році

- Клод Лорі, 91, французький гляціолог та кліматолог[959].
- Франческо Мазеллі, 92, італійський режисер та сценарист[960].
- Вілліс Рід, 80, американський баскетболіст та тренер[961].
- Єхезкель Хазом, 76, ізраїльський футболіст[962].

### 20 березня
- Освальдо Ектор Крус, 91, аргентинський футболіст[963].
- Лукашевич Михайло Георгійович, 66, український топ-менеджер у сфері IT, керівник представництва корпорації ASUS в Україні (2005—2022)[964].
- Михалевич Людмила Василівна, 86, радянський і український режисер-документаліст та сценаристка[965].
- Решетников Василь Васильович, 103, радянський воєначальник, генерал-полковник авіації, Герой Радянського Союзу (1943)[966].
- Майкл Рівз, 72, американський письменник-фантаст та сценарист[967].
- Аніта Таллауг, 85, норвезька акторка та співачка[968].

### 19 березня
- Петар Надовеза, 80, югославський і хорватський футболіст та тренер[969].
- Святненко Володимир Григорович, 53, український письменник та краєзнавець[970].
- Стороженко Руслан Валерійович, 26, український громадський активіст та військовик[971].
- Юсупова Нафіса Ісламівна, 70, радянський і російський фізик та педагог[972].

### 18 березня
- Сінау Валерій Миколайович, 78, радянський і російський футболіст та тренер[973].
- Педро Сольбес, 80, іспанський політик, економіст та юрист[974].
- Погіва Туїонетоа, 71, тонганський політик, Прем'єр-міністр Тонги (2019—2021)[975].
- Чернавін Володимир Миколайович, 94, радянський воєначальник, адмірал флоту, командувач Північного флоту (1977—1981), головнокомандувач ВМФ СРСР (1985—1992), Герой Радянського Союзу (1981)[976].

### 17 березня
- Вдовиченко Олександр Володимирович, 39, український військовик, Герой України (посмертно)[977].
- Ленс Реддік, 60, американський актор та музикант[978].
- Рауль Серве, 94, бельгійський режисер, художник-мультиплікатор та педагог, президент Міжнародної асоціації анімаційного кіно (1985—1994)[979].
- Дубравка Угрешич, 73, хорватська письменниця, літературознавець та перекладач[980].
- Шкурган Семен Васильович, 84, радянський і український співак (баритон) та педагог, Заслужений артист України (1973)[981].

### 16 березня
- Аверченко Віталій Петрович, 85, радянський і український актор та режисер, Народний артист України (1992)[982].

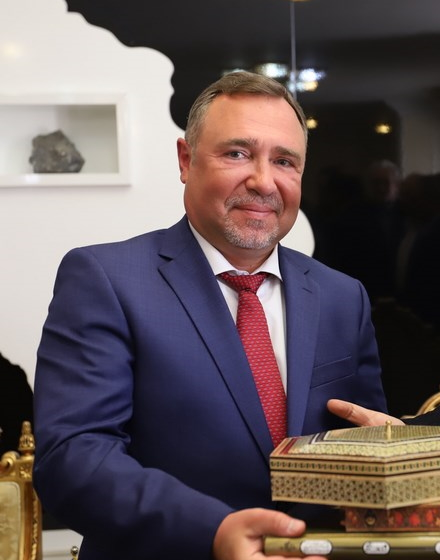
український дипломат Сергій Бурдиляк у 2020 році

- Бурдиляк Сергій Анатолійович, 57, український дипломат, посол України в Ірані (2016—2022)[983].
- Гармидер Геннадій Васильович, 78, радянський та український художник[984][985].
- Компанцева Наталя Володимирівна, 83, радянський і український кінооператор та фотохудожниця[986].
- Костюченко Юрій Васильович, 52, український математик та астрофізик[987].
- Погорєлова Лідія Іванівна, ?, радянська та українська акторка, Заслужена артистка України (1997)[988].

### 15 березня
- Веретенников Віктор Олександрович, 82, український підприємець, політик, письменник та сценарист, Заслужений діяч мистецтв України (2009)[989].
- П'єрлуїджі Конкутеллі, 78, італійський терорист[990].
- Кройтор Сергій Миронович, ?, український військовик[991].
- Міміс Папаіоанну, 80, грецький футболіст[992].
- Петров Микола Олексійович, 23, російський військовик, Герой Росії (посмертно)[993].
- Орест Попович, 96, український шахіст, науковець, журналіст та перекладач[994].
- Рожков Богдан Ігорович, 28, російський військовик, Герой Росії (посмертно)[995].

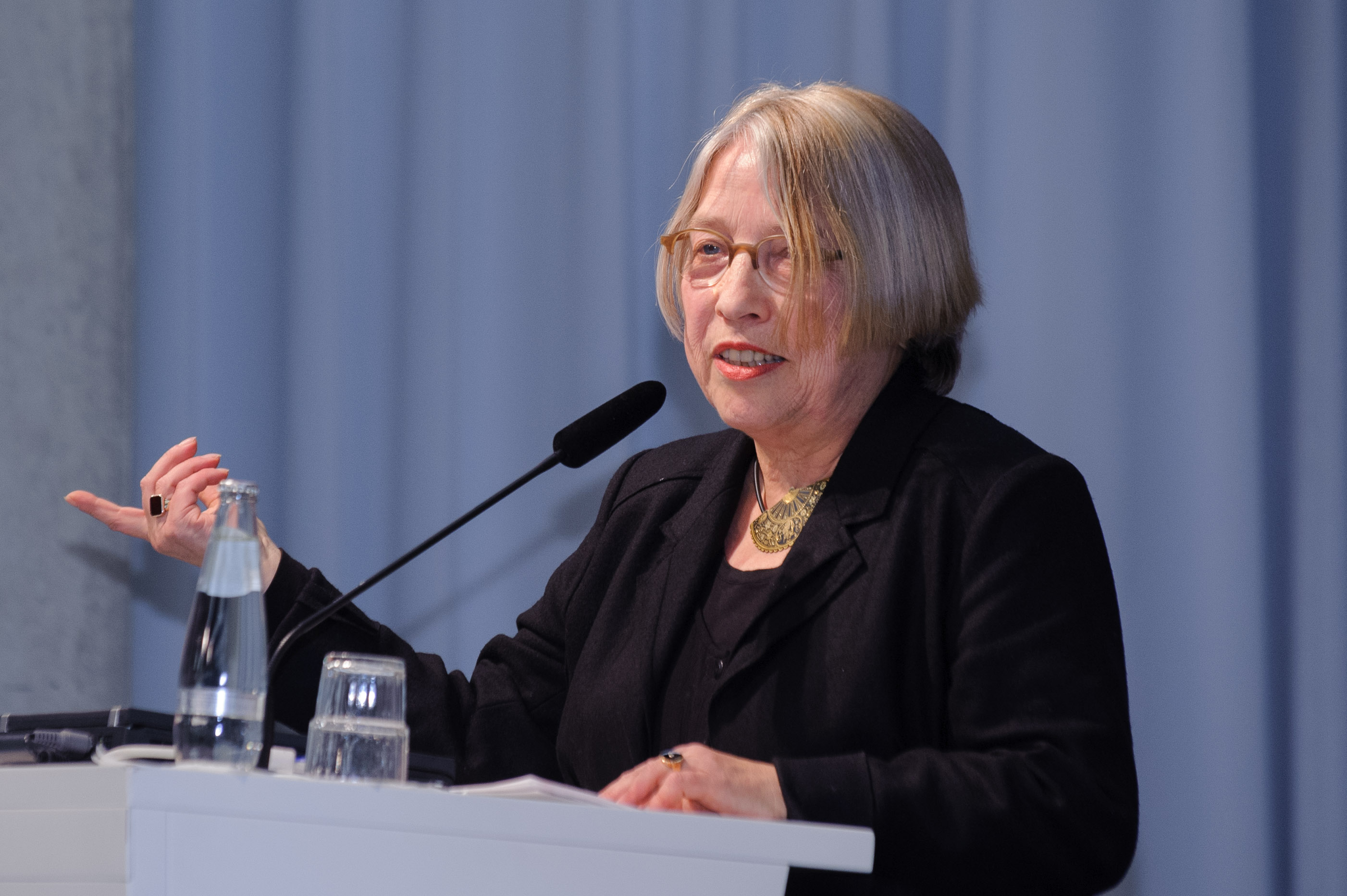
німецька політична діячка Антьє Фольмер у 2013 році

- Антьє Фольмер, 79, німецька політична діячка[996].

### 14 березня
- Андрєєв Олександр Федорович, 83, радянський і російський фізик та педагог[997].
- Григор'янц Сергій Іванович, 81, радянський і російський журналіст, літературознавець та правозахисник[998].
- Коваленко Юрій Олександрович, 56, український археолог та історик[999].
- Рашковський Нухим Миколайович, 76, радянський і російський шахіст та тренер, гросмейстер (1980)[1000].

### 13 березня
- Бровко Євген Анатолійович, 43, російський військовик, Герой Росії (посмертно)[1001].
- Мальцев Олександр Вікторович, 47, російський військовик, Герой Росії (посмертно)[1002].
- Марія Уєвич-Галетович, 89, хорватська художниця, скульптор та педагог[1003].
- Патриція Шредер, 82, американська політична діячка[1004].

### 12 березня
- Філліда Барлоу, 78, британська художниця, скульптор та педагог[1005].
- Лазарчук Андрій Андрійович, 40, український футболіст (голкіпер) та тренер[1006].
- Драгослав Михаїлович, 92, сербський письменник[1007].
- Пащук Дмитро Дмитрович, 27, український військовик[1008].
- Савчук Володимир Сафронович, 85, радянський і український економіст та педагог, Заслужений діяч науки і техніки України (1998)[1009].
- Сідельник Іван Іванович, 83, український політик[1010].
- Фелтон Спенсер, 55, американський баскетболіст[1011].
- Дік Фосбері, 76, американський легкоатлет (стрибки у висоту)[1012].

### 11 березня
- Марко Бойцун, 71, британський економіст, політолог та педагог українського походження[1013].
- Дідик Тамара Софронівна, 87, радянська та українська співачка (сопрано), Народна артистка Української РСР (1975)[1014].
- Довбій Олександр Петрович, 69, радянський і український футболіст та тренер[1015].
- Александру Месьян, 86, румунський греко-католицький єпископ, ординарій єпархії Лугожа (1995—2023)[1016].

### 10 березня
- Блюсюк Володимир Іванович, 86, український архітектор[1017].
- Хувенсіо Осоріо, 72, парагвайський футболіст[1018].
- Алексіс Парніс, 98, грецький письменник, поет та драматург[1019].

### 9 березня

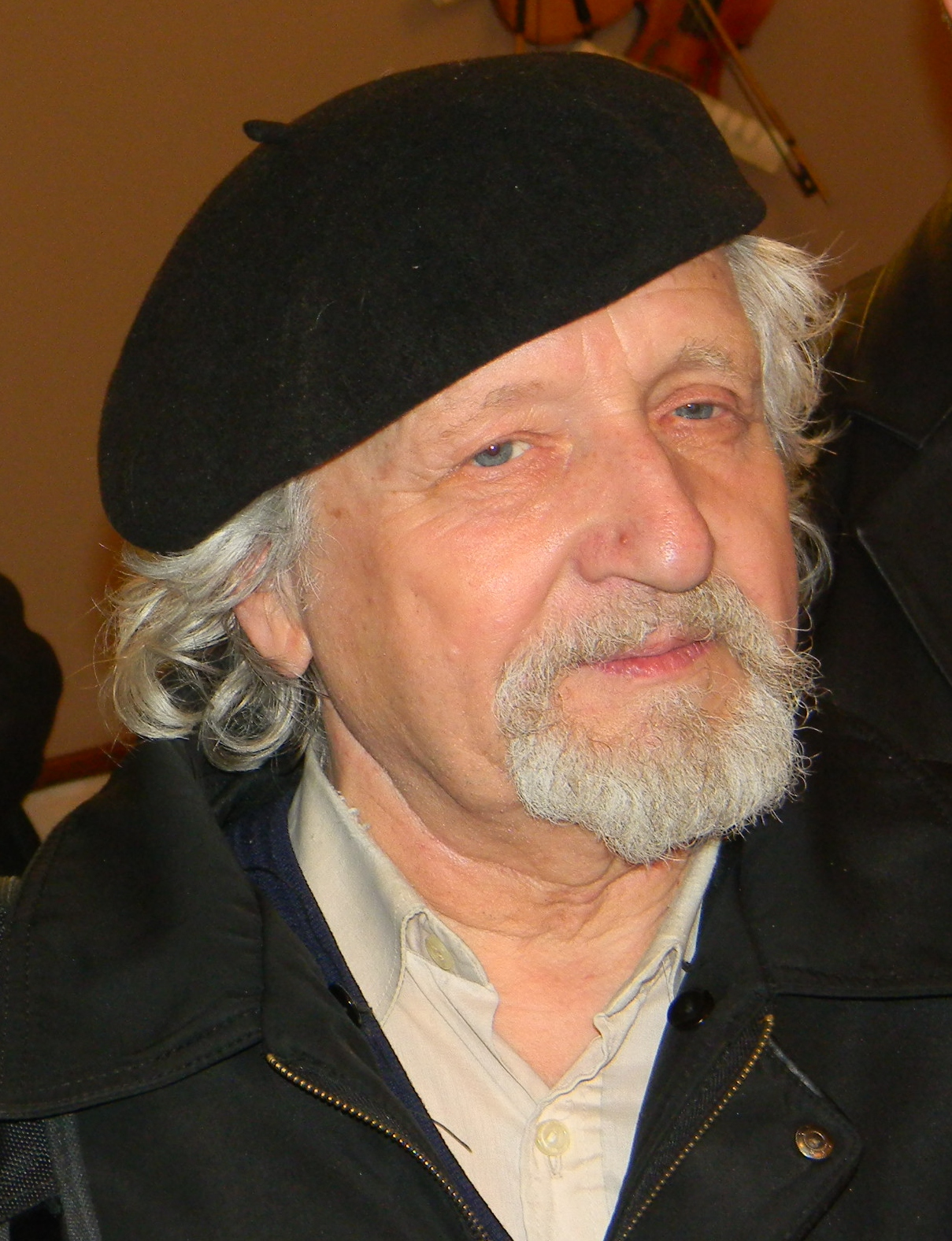
український художник Микола Стратілат у 2012 році

- Стратілат Микола Іванович, 80, український художник[1020].
- Сіро Хасідзуме, 94, японський плавець[1021].

### 8 березня
- Італо Гальбьяті, 85, італійський футболіст та тренер[1022].
- Жутовський Борис Йосифович, 90, радянський та російський художник[1023].
- Лозинський Тарас Володимирович, 63, український художник, іконописець та колекціонер, співзасновник Інституту колекціонерства українських мистецьких пам'яток при Науковому товаристві ім. Тараса Шевченка[1024].
- Степаненко Микола Іванович, 63, український політик, письменник та громадський діяч, засновник і директор Інституту українсько-казахстанських відносин ім. Н. А. Назарбаєва (2003—2023)[1025].
- Хаїм Тополь, 87, ізраїльський актор та співак[1026].
- Ющенко Костянтин Андрійович, 87, радянський та український матеріалознавець, Заслужений діяч науки і техніки України (2001)[1027].

### 7 березня
- Дудка Євгенія Василівна, 32, українська рятівниця, майор служби цивільного захисту ДСНС України[1028].
- Коцюбайло Дмитро Іванович, 27, український військовик, Герой України (2021)[1029].
- Пет Маккормік, 92, американська спортсменка (стрибки у воду)[1030].
- Романенко Віктор Дмитрович, 92, радянський і український біолог та педагог, директор Інституту гідробіології НАН України (1979—2016), Заслужений діяч науки і техніки України (1991)[1031].

### 6 березня
- Йозеф Войта, 87, чехословацький футболіст[1032].
- Головін В'ячеслав Володимирович, 70, радянський футболіст[1033].
- Дробоцький Олег Ігорович, 26, український художник, фотограф, волонтер та військовик[1034].
- Костогриз Сергій Григорович, 82, радянський і український науковець та педагог, Заслужений працівник освіти України (2000)[1035].

### 5 березня
- Франсіско Хосе Аяла, 88, іспансько-американський біолог, філософ та педагог[1036].

### 4 березня
- Дєльцова Олена Іванівна, 78, радянський і український гістолог та педагог[1037].
- Макаревич Микола Миколайович, 35, український військовик, Герой України (посмертно)[1038].
- Плав'юк Ярослава Володимирівна, 96, українська громадська активістка[1039].

### 3 березня
- Ластовецький Микола Миколайович, 86, радянський та український актор, Народний артист України (2007)[1040].

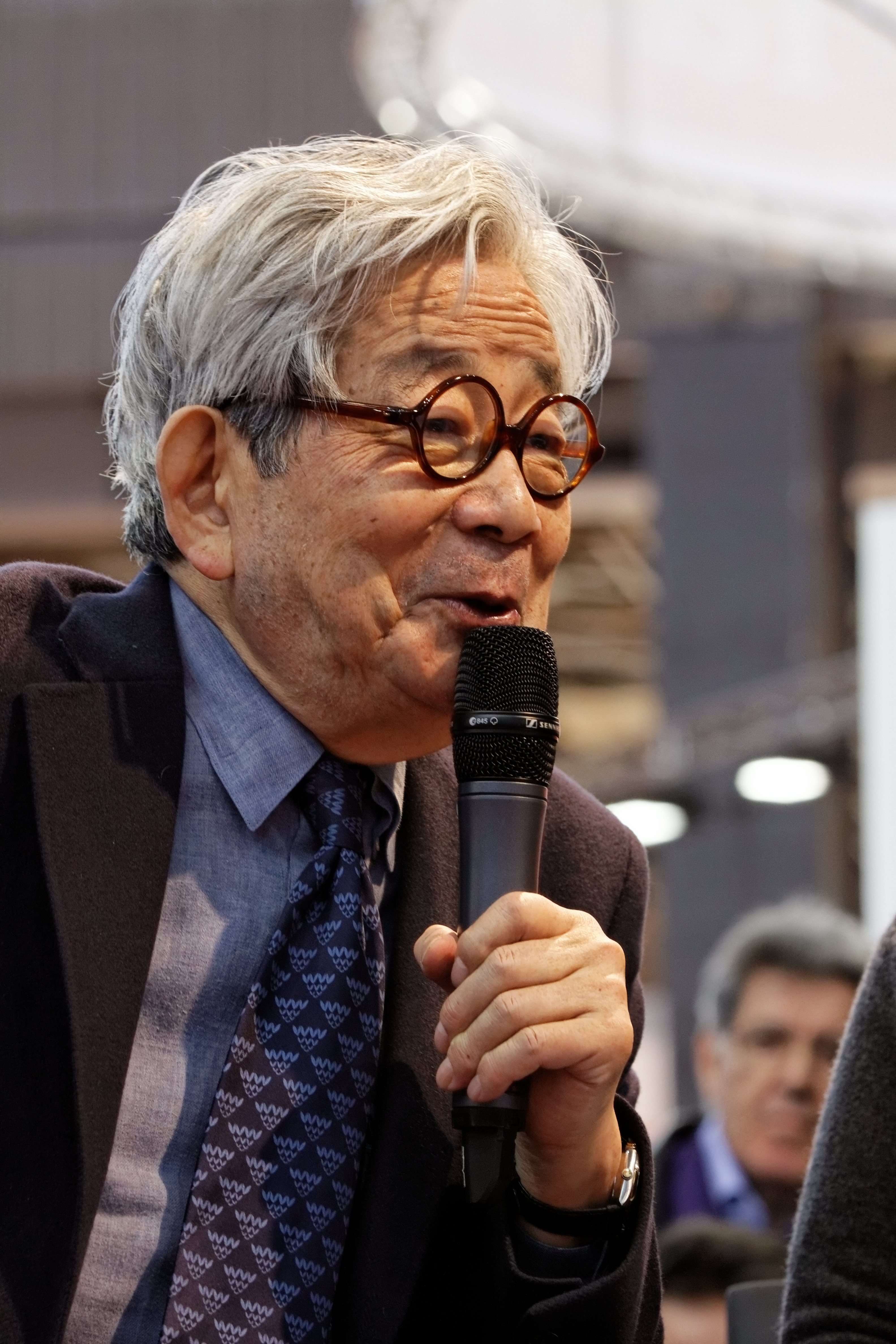
японський письменник Кендзабуро Ое у 2012 році

- Кендзабуро Ое, 88, японський письменник, лауреат Нобелівської премії з літератури (1994)[1041][1042].
- Рихліцька Яна Миколаївна, 29, українська волонтерка та воєнний медик[1043].
- Том Сайзмор, 61, американський актор[1044].
- Скрипченко Олександр В'ячеславович, 32, молдовський футболіст[1045].
- Шмідель Фелікс Якович, 68, ізраїльський соціальний психолог та антрополог[1046].

### 2 березня
- Бартосік Микола Григорович, 71, українсько-американський художник[1047][1048].
- Бровді Іван Васильович, 83, український скульптор та художник[1049].
- Марія Онетто, 56, аргентинська акторка; самогубство[1050].
- Вейн Шортер, 89, американський джазовий саксафоніст та композитор[1051].

### 1 березня
- Петер Вайбель, 78, австрійський художник[1052].

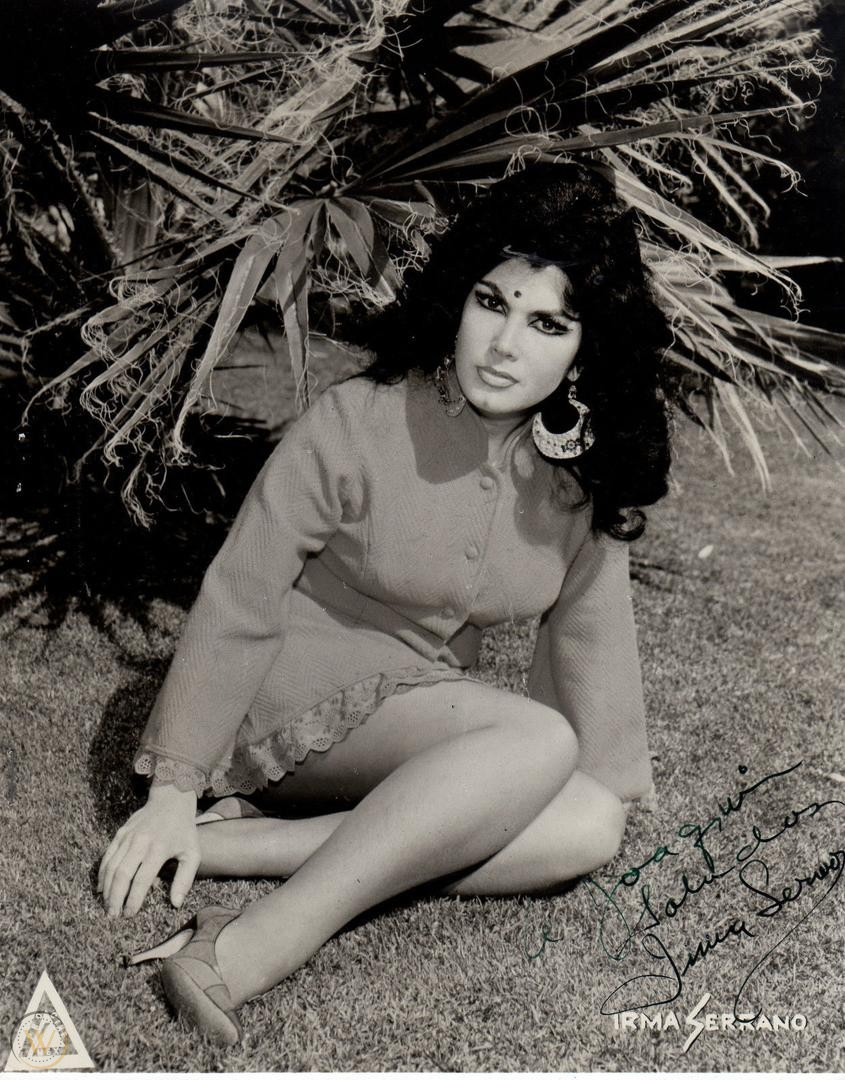
мексиканська співачка Ірма Серрано у 1969 році

- Ірма Серрано, 89, мексиканська співачка, акторка, режисер та політична діячка[1053].
- Жуст Фонтен, 89, французький футболіст та тренер[1054][1055].
- Карі Хухтамо, 80, фінський скульптор та художник[1056].

## Лютий

### 28 лютого
- Довбуш Олександр Іванович, 54, український письменник та журналіст[1057].
- Дудка Сергій Максимович, 77, радянський та український актор, Заслужений артист України (2008)[1058].
- Медвідь Тетяна Дмитрівна, 84, радянська та українська художниця театру, Заслужений діяч мистецтв України (1996)[1059].
- Грант Тернер, 64, новозеландський футболіст[1060].
- Індрек Тооме, 79, радянський естонський політик, голова Ради міністрів Естонської РСР (1988—1990)[1061].

### 27 лютого

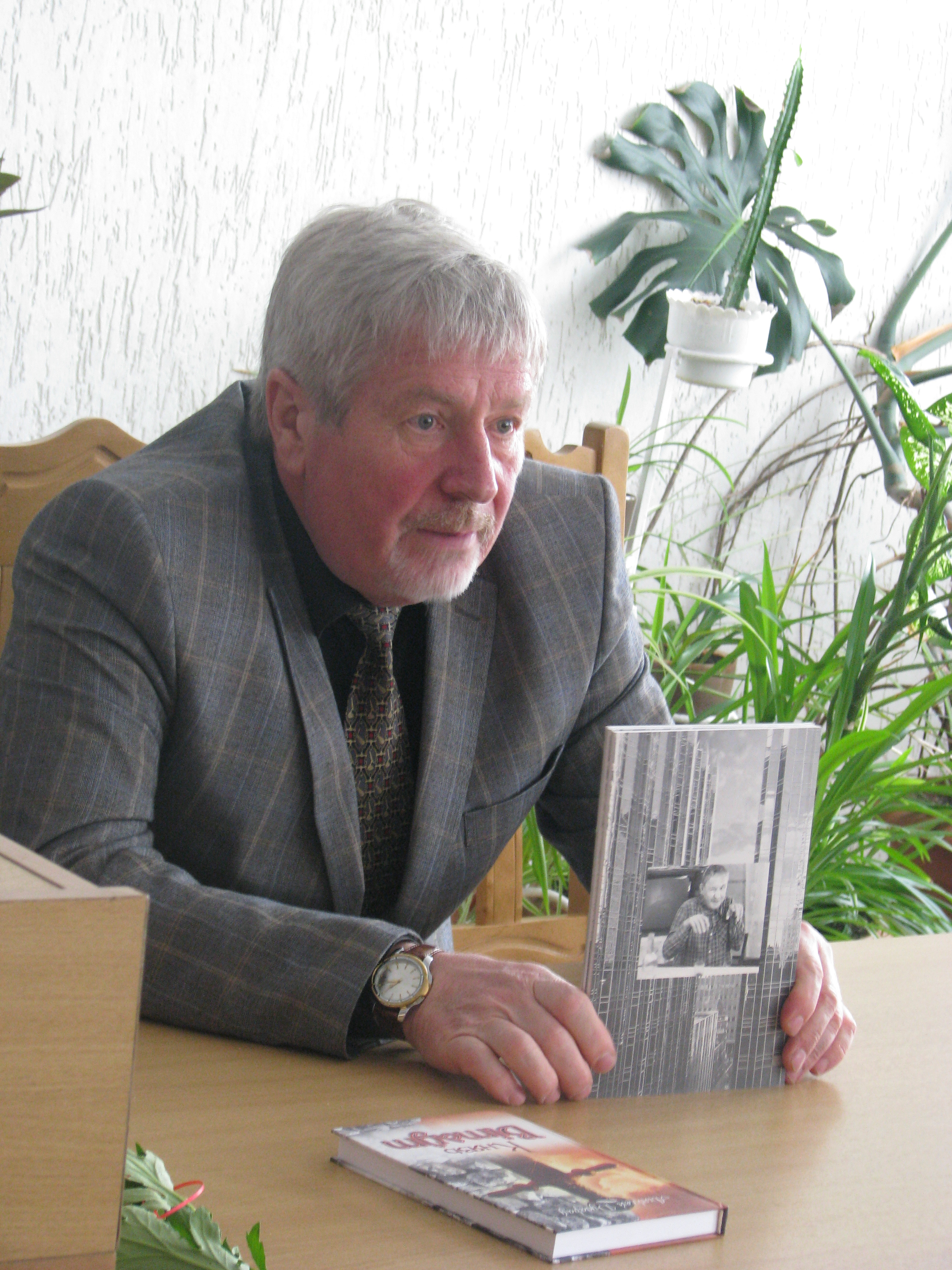
білоруський драматург Олексій Дударов у 2015 році

- Дударов Олексій Онуфрійович, 72, радянський і білоруський драматург та сценарист[1062].
- Жерар Латортю, 88, гаїтянський політик, дипломат та педагог, Прем'єр-міністр Гаїті (2004—2006)[1063].
- Литвиненко Леонід Миколайович, 84, радянський і український фізик та педагог, директор РІ НАН України (1985—2017), Заслужений діяч науки і техніки України (1997)[1064].

### 26 лютого
- Альберто Маріо Гонсалес, 81, аргентинський футболіст[1065].
- Франсіско Осорто, 65, сальвадорський футболіст[1066].
- Павловський Гліб Олегович, 71, російський журналіст, видавець та політтехнолог[1067].
- Роберт Річардс, 97, американський легкоатлет (стрибки з жердиною)[1068].

### 25 лютого
- Брагарнік Світлана Михайлівна, 78, радянська і російська акторка та педагог, Народна артистка Росії (1992)[1069].
- Гордон Пінсент, 92, канадський актор[1070].

### 24 лютого
- Жибров Олександр Олександрович, 42, український воєнний льотчик[1071].
- Король Сергій Володимирович, 52, український військовик, Герой України (посмертно)[1072].
- Мисак Сергій Кузьмич, 83, український кераміст, художник та педагог[1073].
- Юрай Якубиско, 84, словацький режисер та сценарист[1074].

### 23 лютого

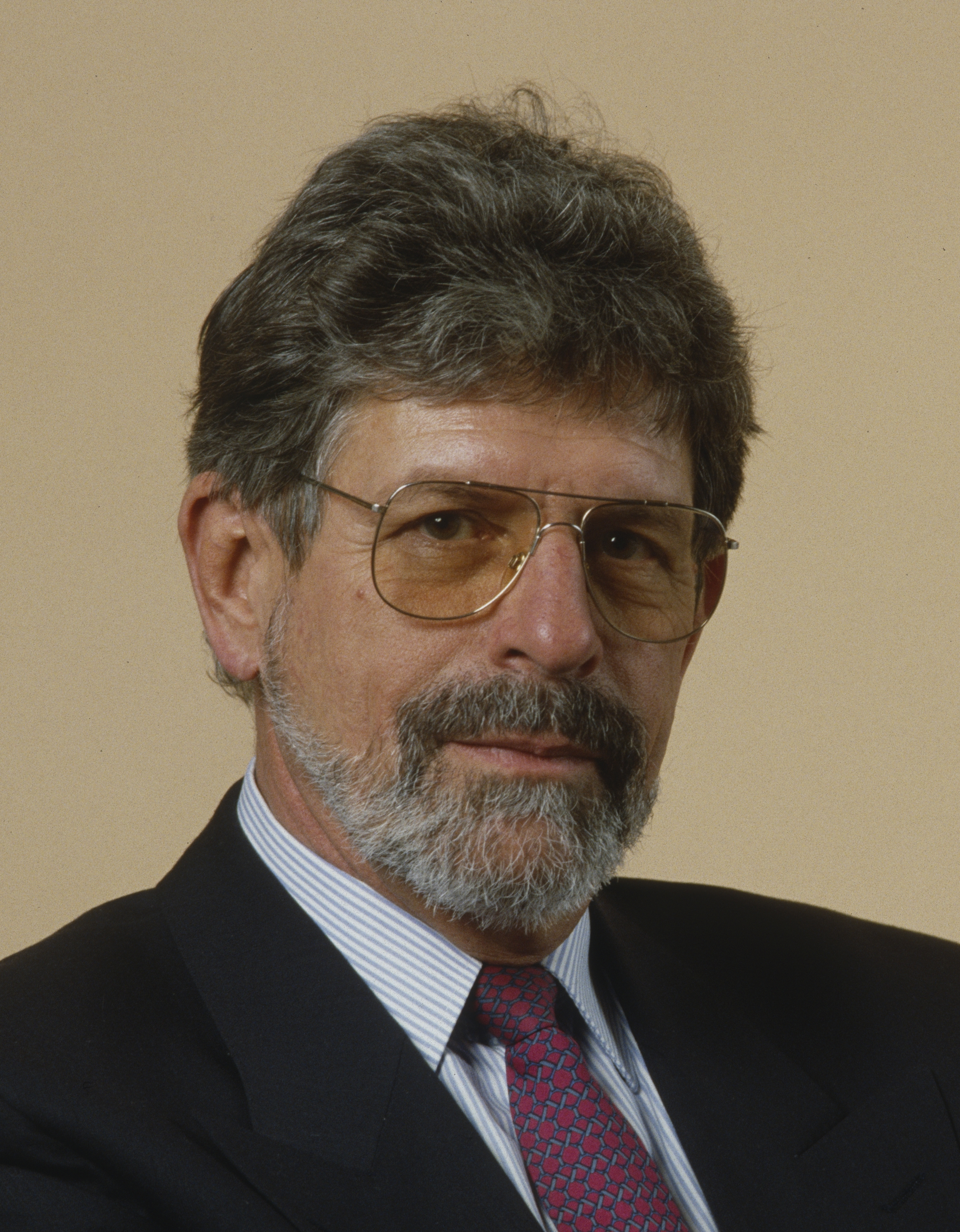
швейцарський правник та політик Франсуа Кушпен у 1991 році

- Франсуа Кушпен, 88, швейцарський правник та політик, федеральний канцлер Швейцарії (1991—1999)[1075].
- Адам Лісевський, 79, польський фехтувальник на рапірах[1076].
- Скузь Сергій Станіславович, 60, український артист балету, завідувач балетної трупи Національної опери України (2013—2023), Заслужений працівник культури України (2017)[1077].

### 21 лютого
- Амансіо Амаро, 83, іспанський футболіст та тренер[1078].
- Годованюк Олена Марківна, 93, радянський та український архітектор[1079].
- Кобзар Валентин Володимирович, 73, радянський і український інженер водопровідно-каналізаційних мереж та краєзнавець, засновник та директор київського Музею історії каналізації.
- Мудрак Олег Васильович, 35, український військовик[1080].
- Пидоренко Ігор Вікторович, 69, радянський та російський письменник-фантаст[1081].
- Надя Тіллер, 93, австрійська акторка[1082].

### 20 лютого
- Футорський Любомир Дарійович, 50, український музикант та блогер, співзасновник рок-гурту Мертвий Півень[1083].

### 19 лютого
- Річард Белзер, 78, американський актор[1084].
- Делеган Михайло Васильович, 70, український історик, краєзнавець, педагог та громадський діяч[1085].
- Єрмолова Валентина Іванівна, 83, радянська і український письменниця та сценаристка, Заслужений працівник культури України (2000)[1086].
- Янсен Панеттьєр, 28, американський актор[1087].
- Грег Фостер, 64, американський легкоатлет (біг з бар'єрами)[1088].

### 18 лютого
- Барбара Боссон, 83, американська акторка[1089].

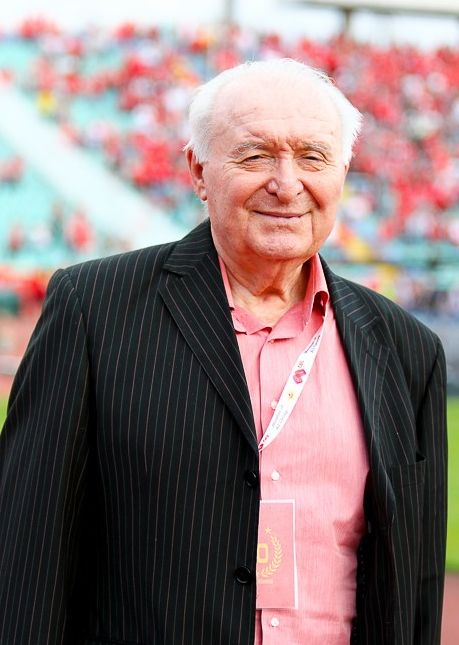
болгарський футболіст Петар Жеков у 2018 році

- Петар Жеков, 78, болгарський футболіст[1090].
- Ахмет Суат Езязиджи, 87, турецький футболіст та тренер[1091].
- Іларіо Кастаньєр, 82, італійський футболіст та тренер[1092].
- Реуцький Михайло Іванович, 45, український військовик, Герой України (посмертно)[1093].
- Вітольд Ценцкевич, 98, польський архітектор[1094].

### 17 лютого
- Абрамова Людмила Володимирівна, 83, радянська і російська акторка, сценаристка та педагог[1095].
- Дон Блекберн, 84, канадський хокеїст та тренер[1096].
- Жуховицький Леонід Аронович, 90, радянський і російський письменник, драматург, сценарист та педагог, Заслужений працівник культури Російської Федерації (1996)[1097].
- Стелла Стівенс, 84, американська акторка[1098].

### 16 лютого
- Мішель Девіль, 91, французький режисер та сценарист[1099].
- Маріо Дзурліні, 80, італійський футболіст та тренер[1100].
- Гунвор Понтен, 94, шведська акторка[1101].
- Гуннар Хайнсон, 79, німецький соціолог, економіст, журналіст та педагог[1102].

### 15 лютого
- Пол Берг, 96, американський біохімік, лауреат Нобелівської премії з хімії (1980, спільно з Волтером Гілбертом та Фредеріком Сенгером)[1103].
- Бічаєв Олександр Олегович, 34, російський військовик, Герой Росії (посмертно).

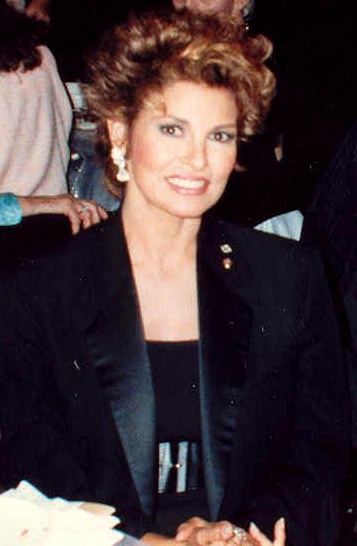
американська акторка Ракель Велч у 1987 році

- Ракель Велч, 82, американська акторка[1104].
- Гомбоєв Жаргал Баїрович, 47, російський військовик, Герой Росії (посмертно)[1105].
- Гжегож Скшеч, 65, польський боксер[1106].

### 14 лютого
- Арістов Віктор Олександрович, 84, радянський і український футболіст та тренер[1107].
- Піца Галазі, 82, кіпрська поетеса та телеведуча[1108].
- Пашицький Ернст Анатолійович, 86, український фізик та педагог[1109].
- Фрідріх Церха, 96, австрійський композитор та диригент[1110].

### 13 лютого
- Беженар Олег Валерійович, 51, радянський і молдовський футболіст та тренер[1111].
- Кедич Христина Іванівна, 82, українська акторка, Народна артистка України (1991)[1112].
- Мацумото Лейдзі, 85, японський манґака та режисер[1113].
- Девід Сінгмастер, 84, американський математик та педагог[1114].
- Хосе Марія Хіль-Роблес Хіль-Дельгадо, 87, іспанський юрист та політик, голова Європейського парламенту (1997—1999)[1115].

### 12 лютого
- Абдрашитов Вадим Юсупович, 78, радянський і російський режисер та педагог, Народний артист Росії (1992)[1116].

### 11 лютого
- Григор'єв Анатолій Іванович, 79, радянський і російський фізіолог та педагог[1117].

### 10 лютого
- Бабаджанов Пулат Бабаджанович, 92, радянський та таджицький астроном[1118].
- Г'ю Гадсон, 86, британський режисер, продюсер та сценарист[1119].
- Кравченко Олександр Іванович, 73, радянський і український актор та педагог, Народний артист України (1997)[1120].

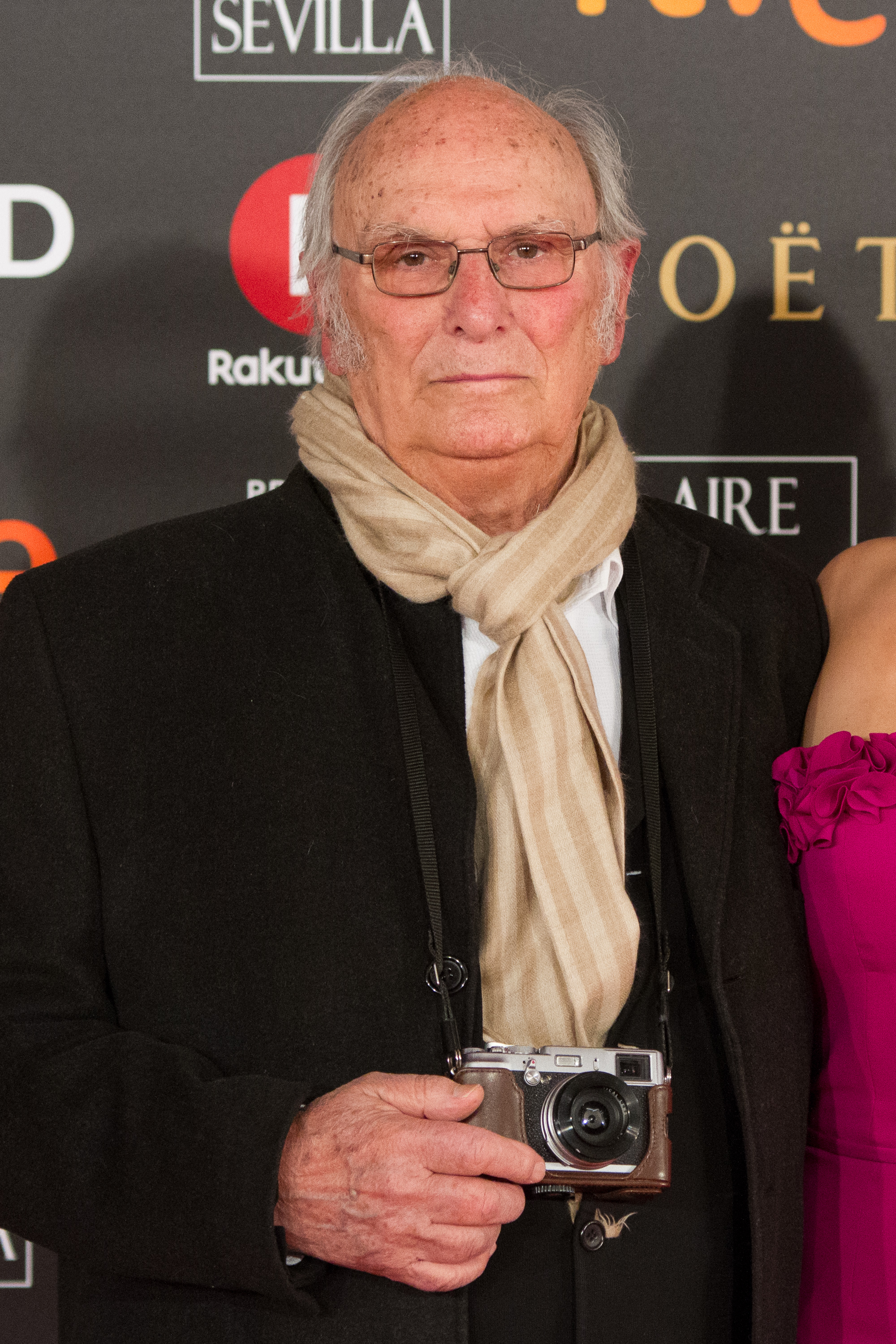
іспанський режисер Карлос Саура у 2018 році

- Карлос Саура, 91, іспанський режисер, сценарист та фотограф[1121].
- Терещенко Сергій Олександрович, 71, радянський та казахстанський політик, Прем'єр-міністр Казахстану (1991—1994)[1122].

### 9 лютого
- Маркос Алонсо Пенья, 63, іспанський футболіст та тренер[1123].
- Білаш Євген Іванович, 31, український військовик, Герой України (посмертно)[1124].
- Папуш Іван Агафонович, 98, український краєзнавець та громадський діяч, засновник та директор Музею історії греків Приазов'я, Заслужений працівник культури України (1990)[1125].

### 8 лютого
- Берт Бакарак, 94, американський композитор[1126].
- Мирослав Блажевич, 87, югославський і хорватський футболіст та тренер[1127].
- Бранка Веселинович, 104, югославська та сербська акторка[1128].
- Мангушев Ігор Леонідович, 36, російський політтехнолог та пропагандист[1129].
- Морозов Володимир Іванович, 82, радянський спортсмен (веслування на байдарках)[1130].
- Силаєв Іван Степанович, 92, радянський і російський політик та дипломат, голова Ради міністрів РРФСР (1990—1991), Герой Соціалістичної Праці (1975)[1131].

### 7 лютого
- Войтович Леонтій Вікторович, 71, радянський і український історик, генеалог та медієвіст[1132].
- Міхай-Віорел Гінда, 73, румунський шахіст; дата повідомлення про смерть[1133].
- Альфред Луц, 84, німецький футболіст[1134].
- Радченко Олександр Борисович, 46, український футболіст[1135].

### 6 лютого
- Ґрета Андерсен, 95, данська плавчиня[1136].
- Крістіан Атсу, 31, ганський футболіст[1137].
- Наливайко Дмитро Сергійович, 93, радянський і український літературознавець та педагог[1138].
- Поха Анатолій Андрійович, 72, український політик та громадський діяч[1139].
- Ахмет Ейюп Тюркаслан, 28, турецький футболіст[1140].
- Ульянов Дмитро Олександрович, 44, російський воєначальник, генерал-майор[1141].
- Чудінов Валерій Олексійович, 80, радянський і російський філософ та педагог[1142].
- Любомир Штроугал, 98, чехословацький політик, Прем'єр-міністр Чехословаччини (1970—1988), міністр внутрішніх справ Чехословаччини (1961—1965)[1143].

### 5 лютого
- Катрін Бонне, 57, французька тенісистка[1144].

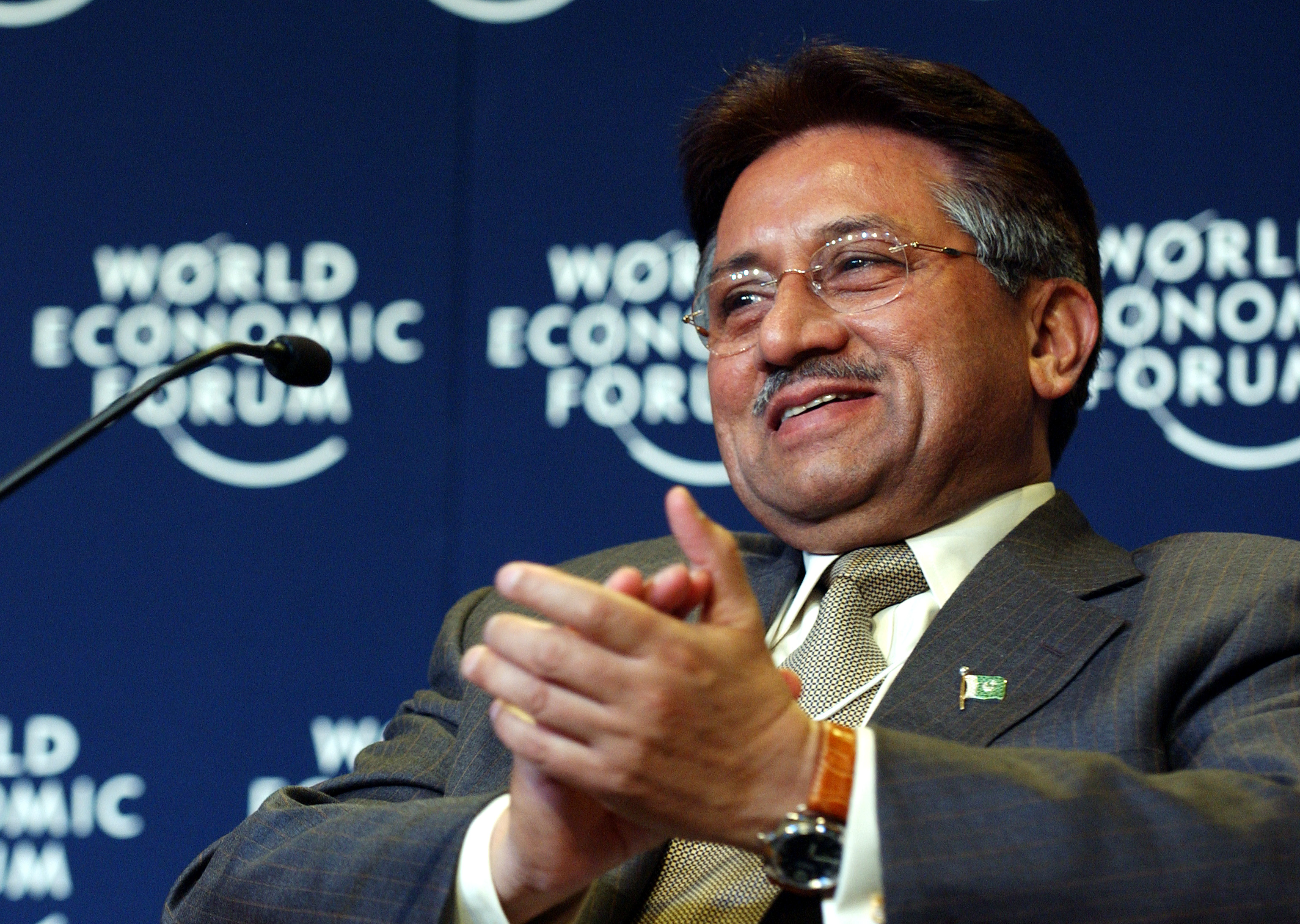
пакистанський політик Первез Мушарраф у 2004 році

- Первез Мушарраф, 79, пакистанський військовик та політик, Президент Пакистану (2001—2008)[1145].

### 4 лютого
- Дементьєв Денис Геннадійович, 41, російський військовик, Герой Росії (посмертно).
- Шериф Ісмаїл, 67, єгипетський політик, Прем'єр-міністр Єгипту (2015—2018)[1146].
- Хосе дель Кастільйо, 79, перуанський футболіст та тренер[1147].
- Коцик Андрій Михайлович, 36, український військовик, Герой України (посмертно)[1148].
- Авраам Лемпель, 86, ізраїльський інформатик та педагог[1149].
- Радковець Петро Григорович, 58, український краєзнавець та екскурсовод[1150].
- Савка Богдан Михайлович, 91, український письменник, історик, краєзнавець, педагог та громадський діяч[1151].

### 3 лютого
- Шевах Вайс, 87, ізраїльський політик, дипломат, політолог, письменник та педагог[1152].
- Пако Рабанн, 88, французький модельєр іспанського походження[1153].
- Надя Урбанкова, 83, чеська співачка та акторка; COVID-19[1154].

### 2 лютого
- Іоанн (Зізіулас), 92, ієрарх Константинопольської православної церкви, митрополит Пергамський (1986—2023); COVID-19[1155].
- Жан-П'єр Жабуй, 80, французький автогонщик, пілот Формула-1 (1974—1975, 1977—1981)[1156].
- Капустинський Василь Григорович, 25, український громадський діяч[1157].
- Соломон Перель, 97, ізраїльський письменник та громадський діяч[1158].
- Филипчук Андрій Михайлович, 33, український археолог та історик[1159].

### 1 лютого
- Глущук Юрій Степанович, 65, радянський та український актор[1160].

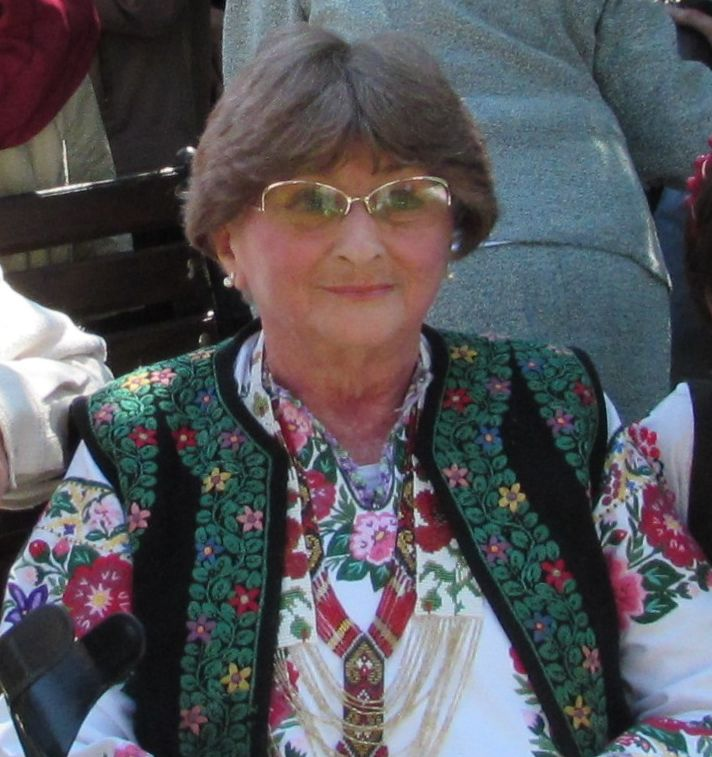
українська співачка Марія Миколайчук у 2016 році

- Миколайчук Марія Євгенівна, 81, українська співачка, фольклористка та акторка, Народна артистка України (2005)[1161].
- Леонард Петрашак, 86, польський актор[1162].
- Увіцький Сергій Сергійович, 41, російський спортсмен (карате) та військовик[1163].

## Січень

### 31 січня
- Криганова Алла Степанівна, 93, українська журналістка, майстриня декоративно-ужиткового мистецтва та педагог.
- Кадріє Нурмамбет, 89, румунська кримськотатарська співачка та фольклористка[1164].
- Луїджі Пазінетті, 92, італійський економіст[1165].
- Барбара Скофілд, 96, американська тенісистка[1166].

### 30 січня
- Боббі Галл, 84, канадський хокеїст[1167].
- Могилевський Євген Гедеонович, 77, радянський і російський піаніст та педагог[1168].
- Гордон Ролер, 80, гаянський історик, літературознавець та педагог[1169].

### 29 січня
- Енні Вершинг, 45, американська акторка[1170].
- Добіжа Вадим Дмитрович, 81, радянський та український футбольний тренер[1171].
- Когут Ольга Арнольдівна, 53, українська акторка, Заслужена артистка України (2006)[1172].
- Крістер Крістенссон, 80, шведський футболіст[1173].
- Гейзел Мак-Каліон, 101, канадська політична діячка[1174].

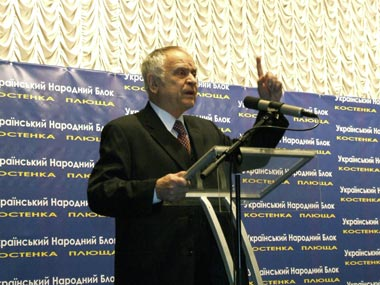
український поет Дмитро Павличко у 2005 році

- Павличко Дмитро Васильович, 93, український поет, перекладач, літературний критик, політик, дипломат та громадський діяч, Герой України (2004)[1175].
- Вілл Штеффен, 75, американсько-австралійський хімік[1176].

### 28 січня
- Одд Бьорре, 83, норвезький співак[1177].
- Кіцила Юрій Вітольдович, 66, український композитор та педагог, Заслужений діяч мистецтв України (2005)[1178].
- Ліза Лорінг, 64, американська акторка[1179].
- Назарук В'ячеслав Михайлович, 81, радянський і російський мультиплікатор, художник-постановник, художник та скульптор[1180].
- Карло Тавеккіо, 79, італійський футбольний функціонер, президент Італійської федерації футболу (2014—2017)[1181].

### 27 січня
- Виннічик Микола Іванович, 70, український педагог та громадський діяч, Заслужений працівник культури України (2006)[1182].
- Олександр Кравчук, 100, польський історик, письменник, політик та педагог, міністр культури Польщі (1986—1989)[1183].
- Боб Кристал, 93, канадський хокеїст[1184].
- Курдас Руслан В'ячеславович, 28, український футболіст[1185].
- Мурашко Данило Геннадійович, 24, український воєнний льотчик, Герой України (посмертно)[1186].
- Мустигін Михайло Михайлович, 85, радянський футболіст[1187].
- Побережець Віктор Олексійович, 79, радянський та український актор, Заслужений артист Української РСР (1990)[1188].
- Сільвія Сімс, 89, британська акторка[1189].
- Трахтенберг Ісаак Михайлович, 99, радянський і український токсиколог та гігієніст, Заслужений діяч науки і техніки України (1994)[1190].

### 26 січня
- Довгун Тарас Сергійович, 19, український військовик, Герой України (посмертно)[1191].
- Лобов Едуард Анатолійович, 34, білоруський політик, співголова організації Молодий фронт[1192].

### 25 січня
- Андрощук Володимир Миколайович, 22, український легкоатлет[1193].
- Сінді Вільямс, 75, американська акторка[1194].
- Білал аль-Судані, ?, сомалійський терорист[1195].
- Тугай Жанна Георгіївна, 85, радянська та українська акторка, Народна артистка України (1987)[1196].

### 24 січня
- Пааташвілі Леван Георгійович, 96, радянський та грузинський кінооператор, Народний артист Грузинської РСР (1979)[1197].
- Собченко Олег Андрійович, 49, український громадський активіст та військовик[1198].

### 23 січня
- Альваро Колом, 71, гватемальський політик, Президент Гватемали (2008—2012)[1199].
- Кондрашова Долорес Гургенівна, 86, радянський і російський стиліст та дизайнер, Заслужений діяч мистецтв Росії (2002)[1200].
- П'ятничко Стефан Васильович, 63, український співак (баритон), Народний артист України (2006)[1201].
- Урін Валерій Григорович, 88, радянський футболіст[1202].
- Шарпар Дмитро Олександрович, 25, український фігурист[1203].

### 22 січня
- Кишакевич Юрій Львович, 82, український педагог[1204].
- Даріо Хара Сагієр, 92, парагвайський футболіст[1205].

### 21 січня

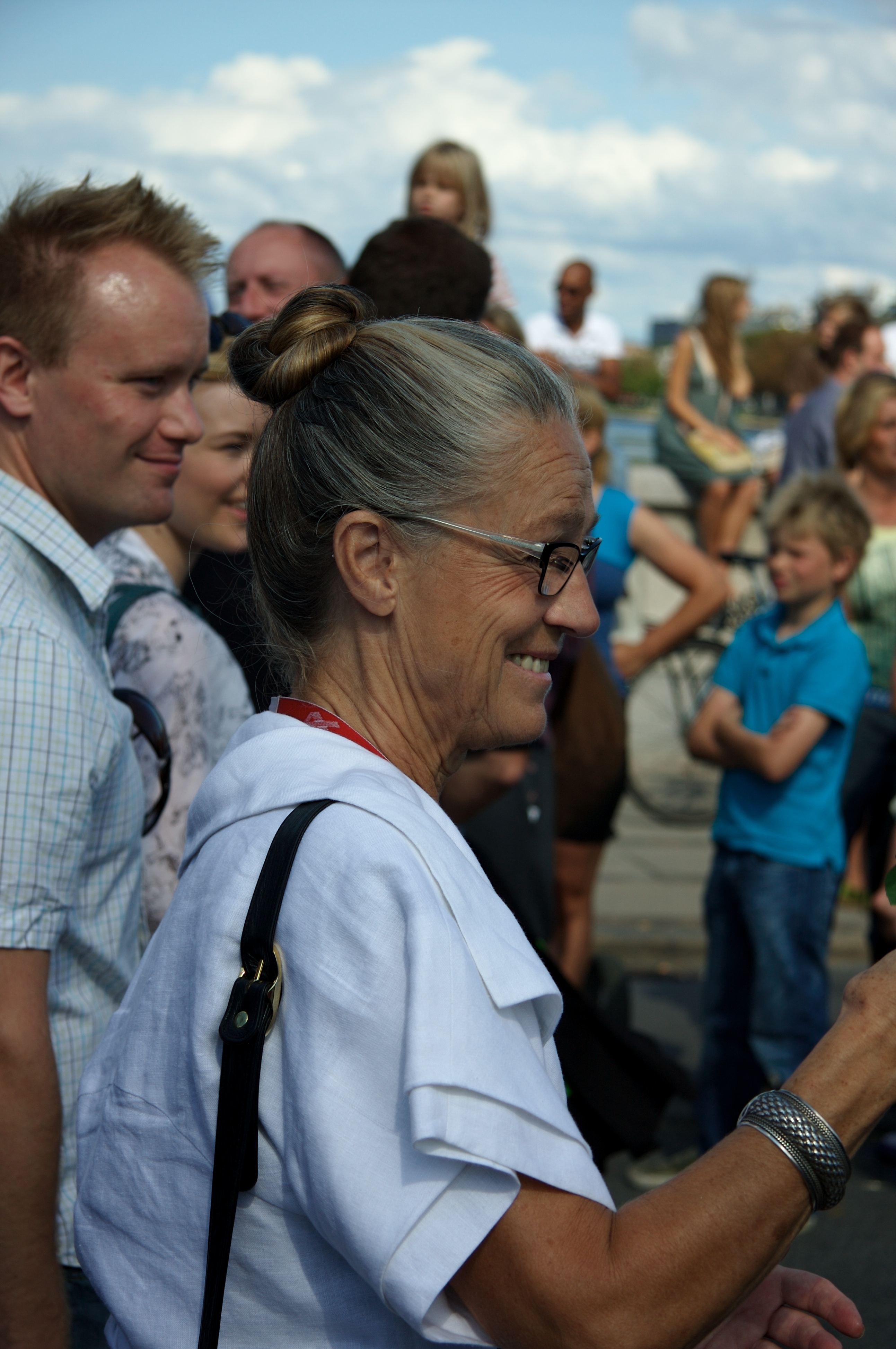
данська політична діячка Рітт Б'єрреґорд у 2008 році

- Рітт Б'єрреґорд, 81, данська політична діячка[1206].
- Заколодний Олександр Іванович, 35, український альпініст та військовик[1207].
- Царенко Петро Михайлович, 66, український біолог та педагог[1208].
- Цисар Олександр Вікторович, 55, радянський і український футболіст та тренер[1209].

### 20 січня
- Григорій Канович, 93, російський і литовський письменник та перекладач[1210].
- Петров Олег Володимирович, 62, український політик[1211].

### 19 січня
- Борисюк Володимир Васильович, 53, український режисер, сценограф та педагог[1212].
- Менглет Майя Георгіївна, 87, радянська та російська акторка, Заслужена артистка Росії (1984)[1213].
- Імре Меч, 89, угорський політик[1214].
- Щербина Володимир Олександрович, 87, український політик, математик та педагог[1215].

### 18 січня
- Анацький Микола Леонідович, 34, український фотограф та військовик; авіакатастрофа[1216].
- Досталь Микола Миколайович, 76, радянський і російський режисер, сценарист та актор, Народний артист Росії (2008)[1217].
- Єнін Євгеній Володимирович, 42, український дипломат та правник; авіакатастрофа[1218].
- Лубкович Юрій Олегович, 33, український політик; авіакатастрофа[1219].

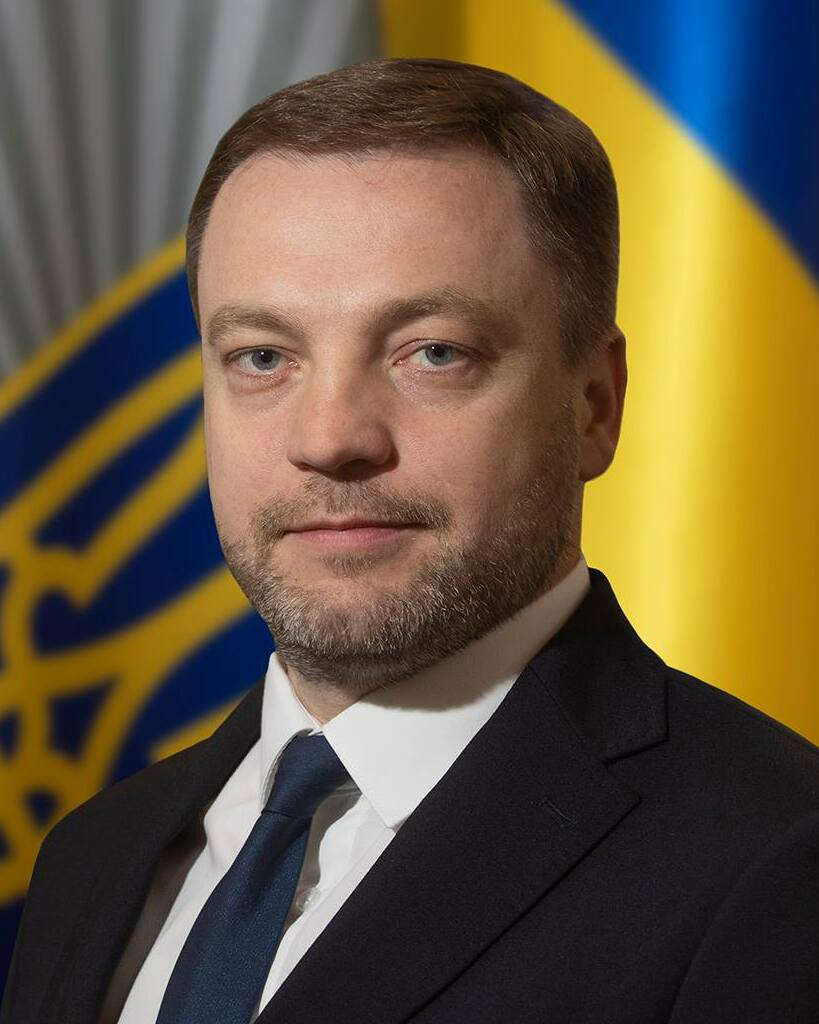
український політик Денис Монастирський у 2021 році

- Монастирський Денис Анатолійович, 42, український політик та адвокат, міністр внутрішніх справ України (2021—2023); авіакатастрофа[1218].
- Симчич Мирослав Васильович, 100, український військовик, діяч УПА, Герой України (2022)[1220].

### 17 січня
- Іван (Бура), 78, ієрарх УГКЦ, єпископ-помічник Філадельфійської архиєпархії (2006—2019), титулярний єпископ Ліміси (2006—2023)[1221].
- Макаров Олександр Дмитрович, 39, російський військовик, Герой Росії (посмертно)[1222].
- Люсіль Рандон, 118, французька довгожителька[1223].

### 16 січня
- Биченкова Інна Валентинівна, 81, українська художниця, сценограф та педагог[1224].
- Лапшин Артур Володимирович, 33, російський військовик, Герой Росії (посмертно)[1225].
- Литвиненко Олександр Михайлович, 75, радянський та український футбольний суддя[1226].

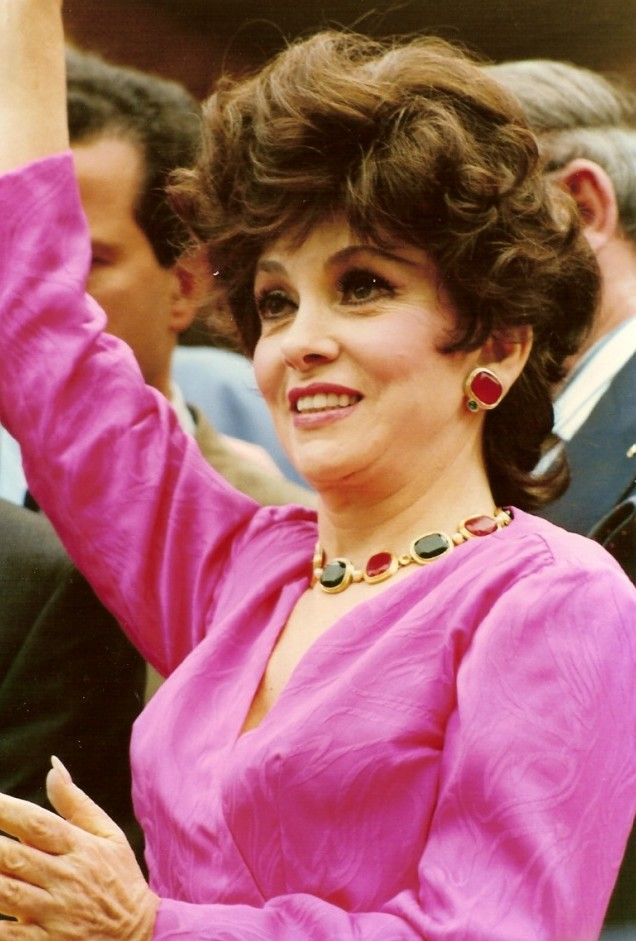
італійська акторка Джина Лоллобриджида у 1991 році

- Джина Лоллобриджида, 95, італійська акторка, фотохудожниця та скульптор[1227][1228].
- Церахто Дмитро Валерійович, 25, український військовик, Герой України (посмертно)[1229].

### 15 січня
- Ахтирський Іван Геннадійович, ?, російський військовик, Герой Росії (посмертно)[1230].
- Вардашева Ольга Олегівна, 76, радянська і російська співачка (меццо-сопрано) та акторка, Заслужена артистка Росії (1980)[1231].

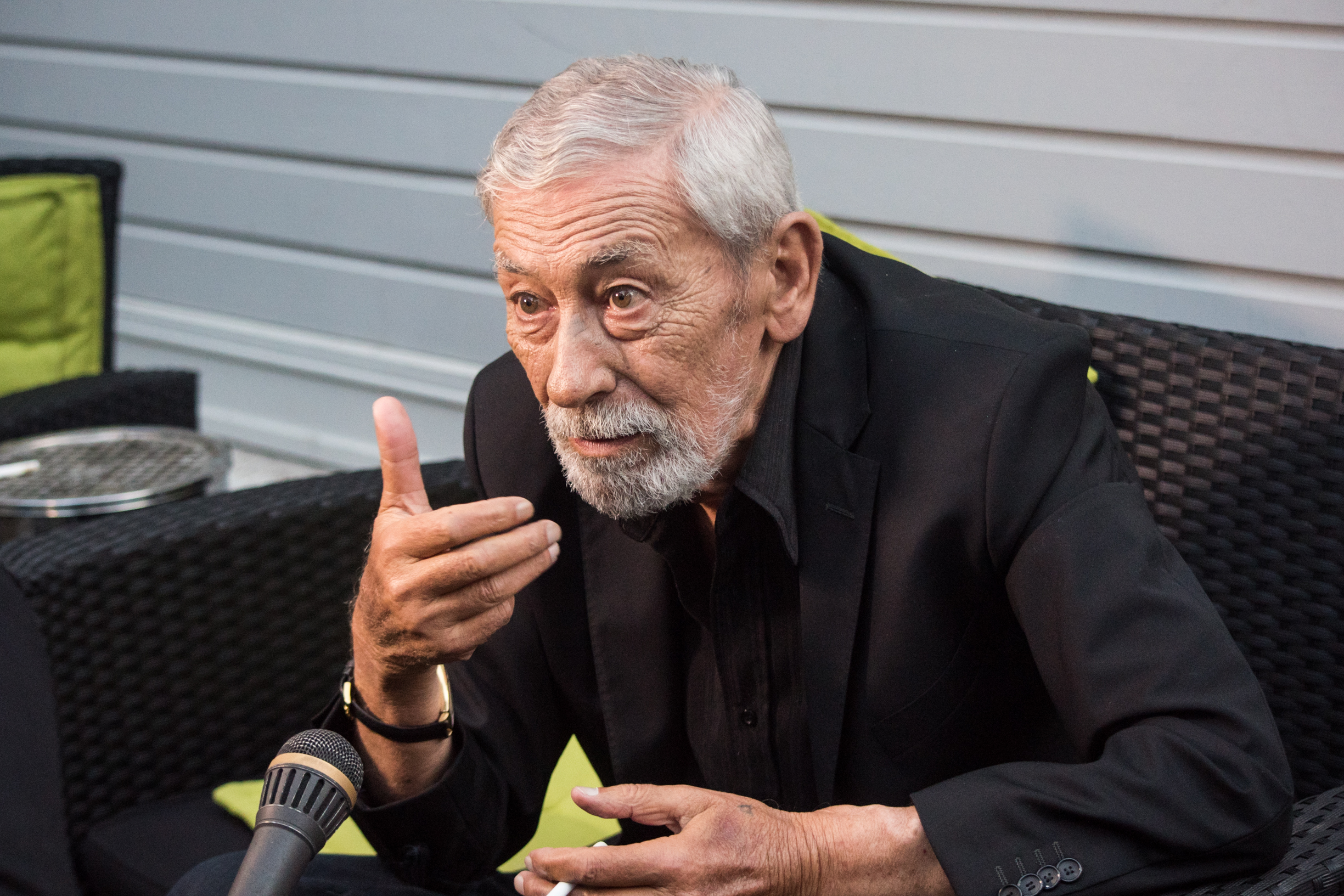
радянський і грузинський співак та актор Вахтанг Кікабідзе у 2017 році

- Кікабідзе Вахтанг Костянтинович, 84, радянський і грузинський співак, актор та політик, Народний артист Грузинської РСР (1980), Заслужений артист України (2013)[1232].
- Кройтор Юліан Георгійович, 93, український культурно-освітній діяч, засновник та директор Тернопільського академічного театру актора і ляльки (1980—1997), Заслужений працівник культури України (1967)[1233].
- Небось Ігор Євгенович, 37, український військовик, Герой України (посмертно)[1234].
- Отверченко Руслан Юрійович, 33, український баскетболіст[1235].
- Яне Седерквіст, 77, шведська плавчиня[1236].
- Стрижак Максим Іванович, ?, український військовик, Герой України (посмертно)[1237].
- Гашпар Міклош Тамаш, 74, угорський політик[1238].

### 14 січня
- Кореновський Михайло Михайлович, 39, український боксер та тренер з боксу[1239].
- Римарєв Дмитро Борисович, 75, радянський і український актор, режисер та педагог, Заслужений артист України (1994), син Єлизавети Сергєєвої.
- Сафін Алмаз Мінігалієвич, 37, російський військовик, Герой Росії (посмертно)[1240].
- Цехмістренко Григорій Віталійович, 28, канадський громадський активіст, син Віталія Цехмістренка[1241].

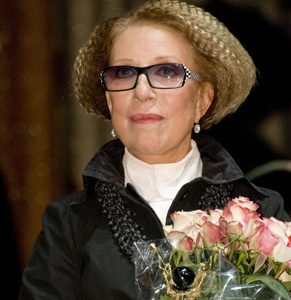
радянська та російська акторка Інна Чурикова у 2009 році

- Чурикова Інна Михайлівна, 79, радянська та російська акторка, Народна артистка СРСР (1991)[1242].
- Шаблій Олег Іванович, 87, український географ та педагог, Заслужений діяч науки і техніки України (2016)[1243].

### 13 січня
- Клас Лестандер, 91, шведський біатлоніст[1244].

### 12 січня
- Вітторіо Гаратті, 95, італійський і латиноамериканський архітектор[1245].
- Долбілов Сергій Олексійович, 57, український спортивний журналіст та режисер[1246].
- Дан Ейтан, 91, ізраїльський архітектор[1247].
- Зленко Валентина Андріївна, 86, український історик, економіст та педагог.
- Лутаєва Валентина Іванівна, 66, українська гандболістка[1248].
- Ліза Марі Преслі, 54, американська співачка[1249].

### 11 січня
- Васильєв Микола Михайлович, 44, російський військовик, Герой Росії (посмертно)[1250].
- Коноваленко Євдокія Андріївна, 91, українська майстриня народного ткацтва, Заслужений майстер народної творчості України (2005)[1251].
- Михоник Павло Петрович, 56, радянський і український хокеїст та тренер[1252].
- Науменко Павло Олегович, 57, український авіаційний інженер, генеральний директор Харківського авіаційного заводу (2002—2007)[1253].
- Нішанов Рафік Нішанович, 96, радянський і узбецький політик та дипломат[1254].
- Татьяна Патітц, 56, німецька модель та акторка[1255].
- Стародуб Олексій Володимирович, 62, український історик, краєзнавець та археолог[1256].

### 10 січня
- Джефф Бек, 78, британський рок-музикант, гітарист[1257].
- Гауденціо Бернасконі, 90, італійський футболіст та тренер[1258].
- Траудль Гехер, 79, австрійська гірськолижниця[1259].
- Іштван Деак, 96, американський історик угорського походження[1260].
- Хосе Еванхеліста, 79, іспанський і канадський піаніст, композитор і музичний педагог[1261].
- Іриней I Єрусалимський, 83, ієрарх Єрусалимської православної церкви, патріарх Єрусалимський (2001—2005)[1262].

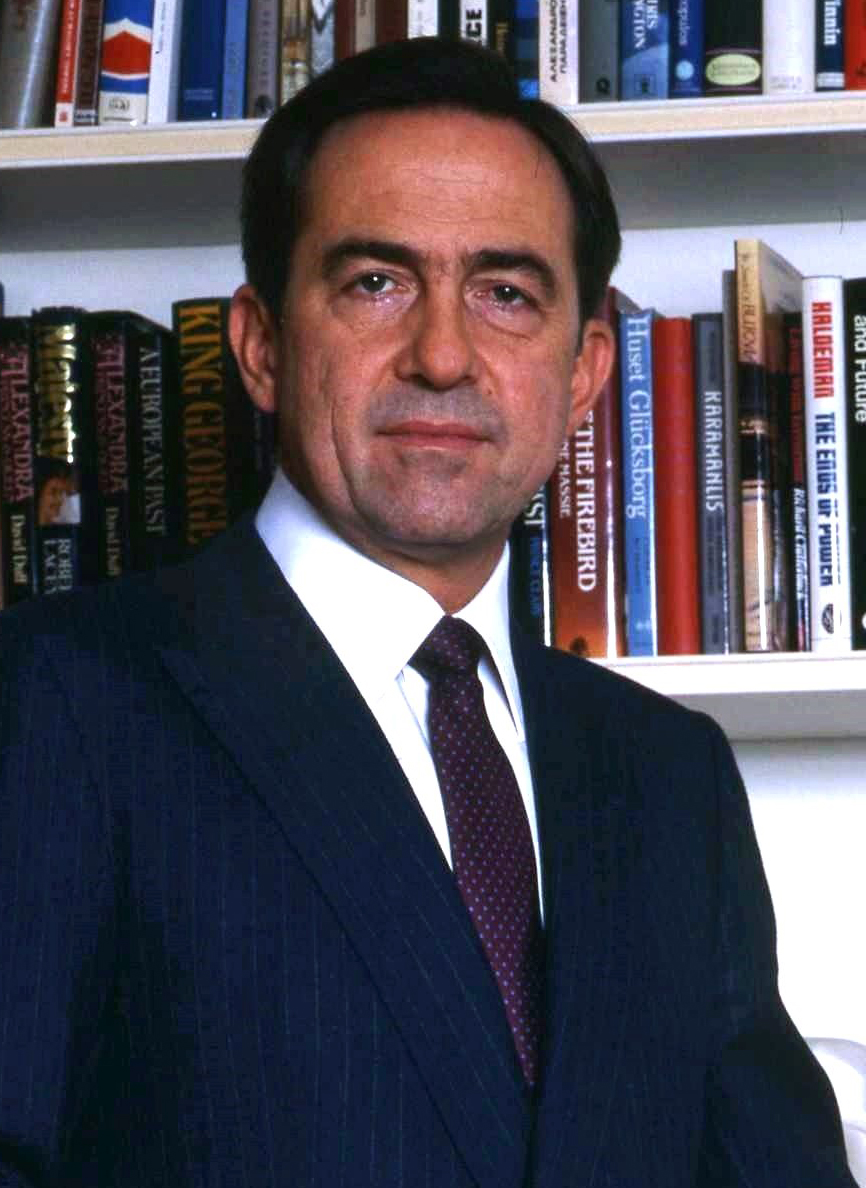
Костянтин II у 1987 році

- Костянтин II, 82, король Греції (1964—1974)[1263].
- Джордж Пелл, 81, австралійський кардинал, архієпископ Мельбурна (1996—2001) та Сіднея (2001—2014), префект секретаріату у справах економіки Святого Престолу (2014—2019)[1264].
- Рязанцева Наталя Борисівна, 83, радянська і російська сценаристка та педагог, Заслужений діяч мистецтв Росії (1987)[1265].

### 9 січня
- Мелінда Діллон, 83, американська акторка[1266].
- Камнєв Павло Іванович, 85, радянський і російський конструктор в галузі ракетобудування[1267].
- Ференц Месарош, 72, угорський футболіст та тренер[1268].
- Александр Мюллер, 95, швейцарський фізик, лауреат Нобелівської премії з фізики (1987, спільно з Георгом Беднорцом)[1269].
- Асен Селимський, 92, болгарський оперний співак (баритон), соліст Софійської національної опери[1270].
- Чарлз Сімік, 84, американський поет сербського походження[1271].
- Погорєлов Віктор Володимирович, 68, радянський і український художник та педагог, Заслужений діяч мистецтв України (2007)[1272].
- Ролик Алла Миколаївна, 90, радянська українська акторка[1273].

### 8 січня
- Гундарс Берзіньш, 63, латвійський політик, міністр фінансів Латвії (2000—2002)[1274].
- Гончаренко Володимир Дмитрович, 76, радянський і український правознавець та педагог, Заслужений діяч науки і техніки України (2004)[1275].
- Роберто Динаміт, 68, бразильський футболіст та політик[1276].
- Круценко Сергій В'ячеславович, 55, український композитор, продюсер та режисер[1277].
- Пащенко Олексій Сергійович, 37, російський військовик, Герой Росії (посмертно)[1278].
- Шайдуко Георгій Іванович, 60, російський спортсмен (вітрильний спорт)[1279].
- Юрчик Юрій Олександрович, 37, український військовик, Герой України (посмертно)[1280].

### 7 січня
- Рассел Бенкс, 82, американський письменник та поет[1281].
- Дроботов Михайло Капітонович, 64, радянський і український актор, режисер та педагог, Заслужений артист України (2013)[1282].
- Манін Юрій Іванович, 85, радянський і американський математик та педагог[1283].
- Модест М'Бамі, 40, камерунський футболіст[1284].
- Попов Артем Миколайович, ?, український військовик, Герой України (посмертно)[1285].

### 6 січня
- Александров Сергій Миколайович, 85, радянський і український гірничий інженер та педагог[1286].
- Бердиєв Омар Ерніязович, 43, туркменський, казахстанський та узбецький футболіст[1287].
- Яніс Вагріс, 92, латвійський радянський діяч[1288].

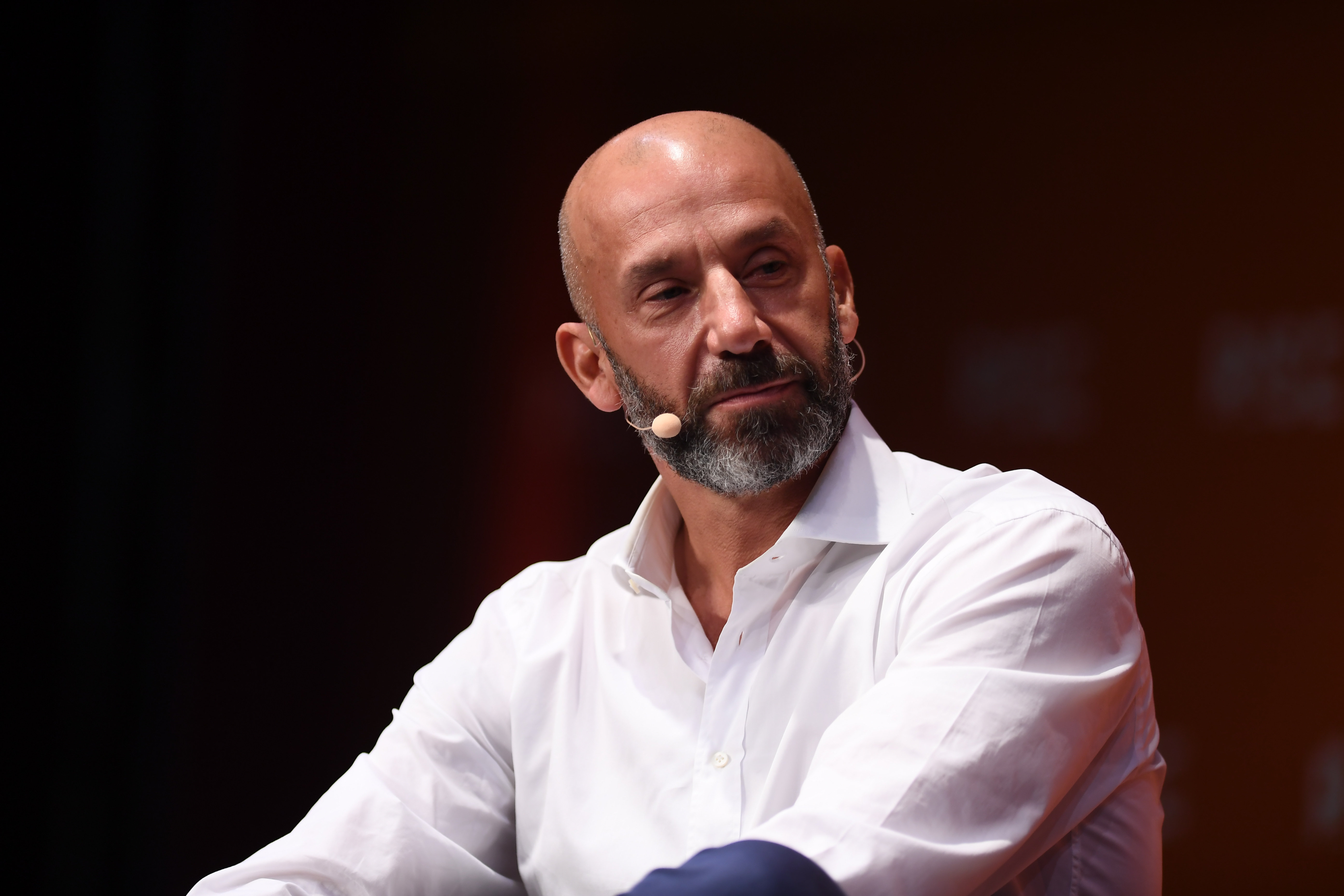
італійський футболіст та тренер Джанлука Віаллі у 2017 році

- Джанлука Віаллі, 58, італійський футболіст та тренер[1289].
- Коваль Віталій Борисович, 21, український військовик, Герой України (посмертно)[1290].
- Аннетт Маккарті, 64, американська акторка[1291].
- Оуен Ройзман, 86, американський кінооператор[1292].
- Дік Севітт, 95, американський тенісист[1293].

### 5 січня
- Герберт Гінтіс, 82, американський економіст і педагог[1294].
- Ернесто Кастано, 83, італійський футболіст та тренер[1295].
- Стоян Кочов, 92, македонський історик[1296].
- Рачков Альберт Іванович, 95, радянський політик та дипломат[1297].

### 4 січня
- Марі Коварова, 95, чехословацька гімнастка[1298].
- Розі Міттермаєр, 72, німецька гірськолижниця[1299].
- Радченко Володимир Іванович, 74, український політик та військовик, генерал, міністр внутрішніх справ України (1994—1995), голова СБУ (1995—1998, 2001—2003), віцепрем'єр-міністр України (2007)[1300].
- Міїко Така, 97, американська акторка[1301].

### 3 січня
- Бессі Гендрікс, 115, американська довгожителька[1302].
- Горлов Анатолій Федорович, 74, український журналіст, головний редактор газети «Голос України» (2002—2023)[1303].
- Ронні Волтер Каннінгем, 90, американський астронавт[1304].
- Абдельсалам аль-Маджалі, 97, йорданський політик, Прем'єр-міністр Йорданії (1993—1995, 1997—1998)[1305].
- Хасбулатов Руслан Імранович, 80, російський політик, науковець та публіцист[1306][1307].
- Елена Уельва, 20, іспанська активістка боротьби з раком, інфлуенсер та письменниця[1308].

### 2 січня

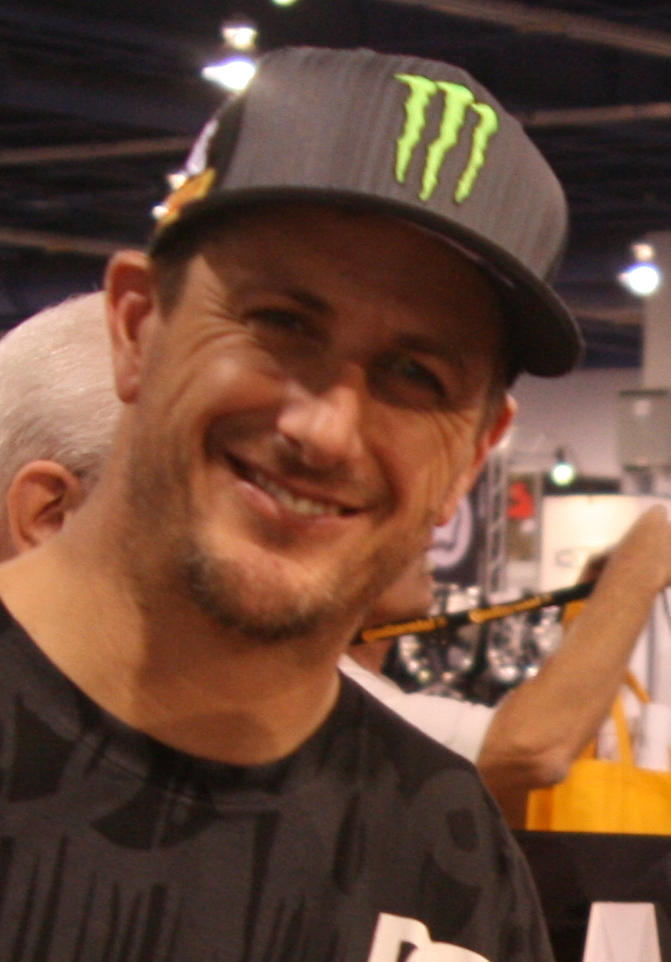
американський автогонщик Кен Блок у 2010 році

- Кен Блок, 55, американський автогонщик; ДТП[1309].
- Лінкольн Алмонд, 86, американський політик, губернатор штату Род-Айленд (1995—2003)[1310].
- Сюзі Маккі Чарнас, 83, американська письменниця-фантаст[1311].
- Файнберг Віктор Ісаакович, 91, радянський дисидент, правозахисник та філолог[1312].

### 1 січня
- Мартін Девіс, 94, американський математик та педагог[1313].
- Френк Макгарві, 66, шотландський футболіст та тренер[1314].
- Кадрі Мяльк, 64, естонська художниця[1315].
- Ребрик Богдан Васильович, 84, український політик та громадський діяч, радянський дисидент[1316].